# Сургут
Сургу́т (хант. Сәрханӆ, Сө̆ркут) — город в России, крупнейший и старейший город Ханты-Мансийского автономного округа — Югры, второй по численности населения город Тюменской области, административный центр Сургутского района (не входит в состав, образуя городской округ).
Как административно-территориальная единица ХМАО имеет статус города окружного значения. В рамках местного самоуправления образует муниципальное образование город Сургут со статусом городского округа как единственный населённый пункт в его составе.
Один из немногих российских региональных городов, превосходящих административный центр своего субъекта федерации как по численности населения, так и по экономическому значению.

## Физико-географическая характеристика

### Географическое положение

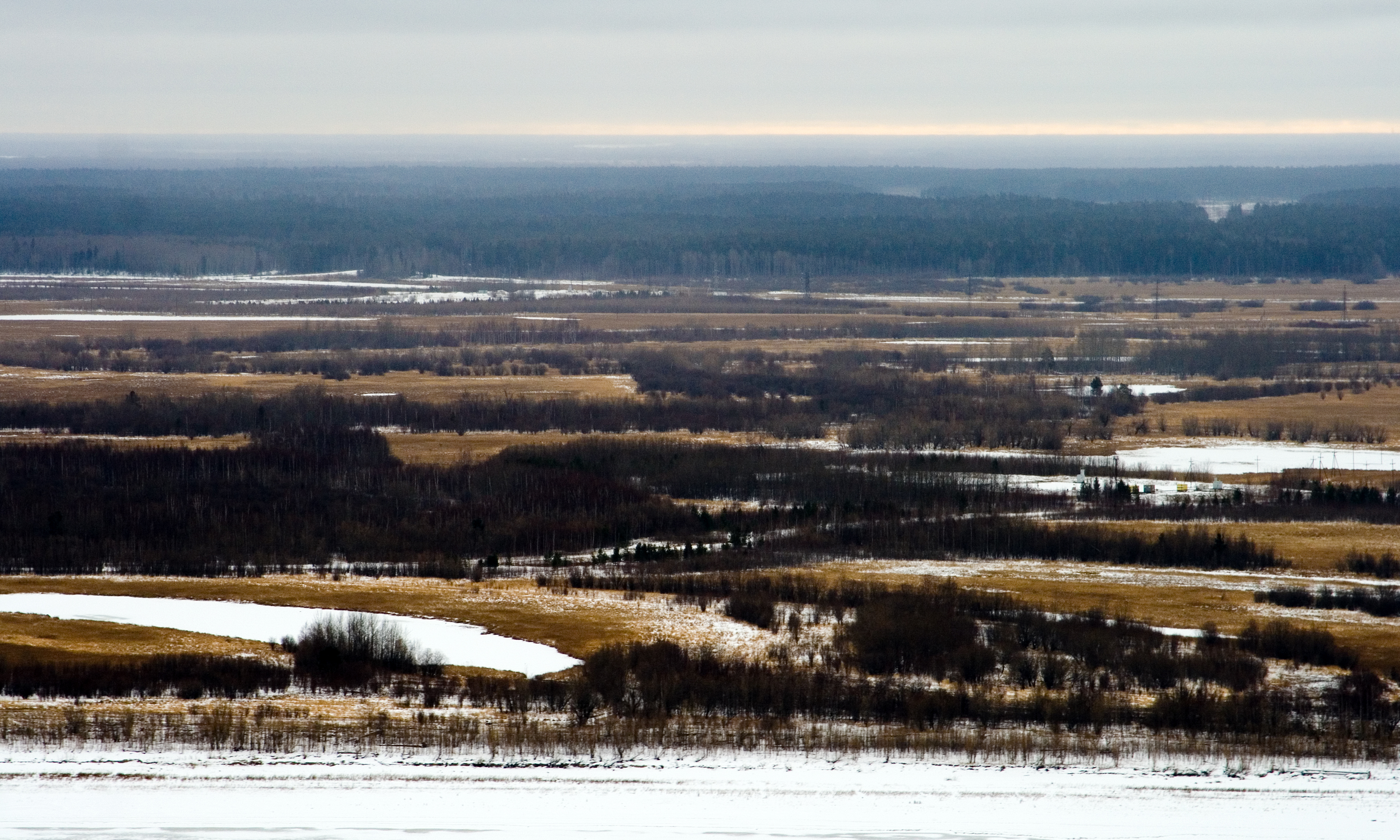
Тайга у города в конце осени

Город расположен в Сургутской низине (Сургутском полесье) в центре Западно-Сибирской равнины, на правом берегу реки Обь в её среднем течении. Город окружает тайга. Рельеф города практически как и весь ХМАО представлен сочетанием равнин, предгорий и гор. Средняя высота над уровнем моря — 30 м. Выделяются возвышенные равнины (150—301 м), низменные (100—150 м), а также низины (менее 100 м).
Сургут находится в 250 км к востоку от Ханты-Мансийска, в 708 км к северо-востоку от Тюмени и в 2889 км от Москвы. Площадь города — 353,97 км². Географические координаты: 61°41′ с. ш., 73°26′ в. д. С конца мая до середины июля в городах этой широты можно наблюдать такое явление, как белые ночи.
Сургут, как и весь округ, находится в часовой зоне МСК+2. Смещение применяемого времени относительно UTC составляет +5:00.
В соответствии с применяемым временем и географической долготой средний солнечный полдень в Сургуте наступает в 12:12.

### Гидрология

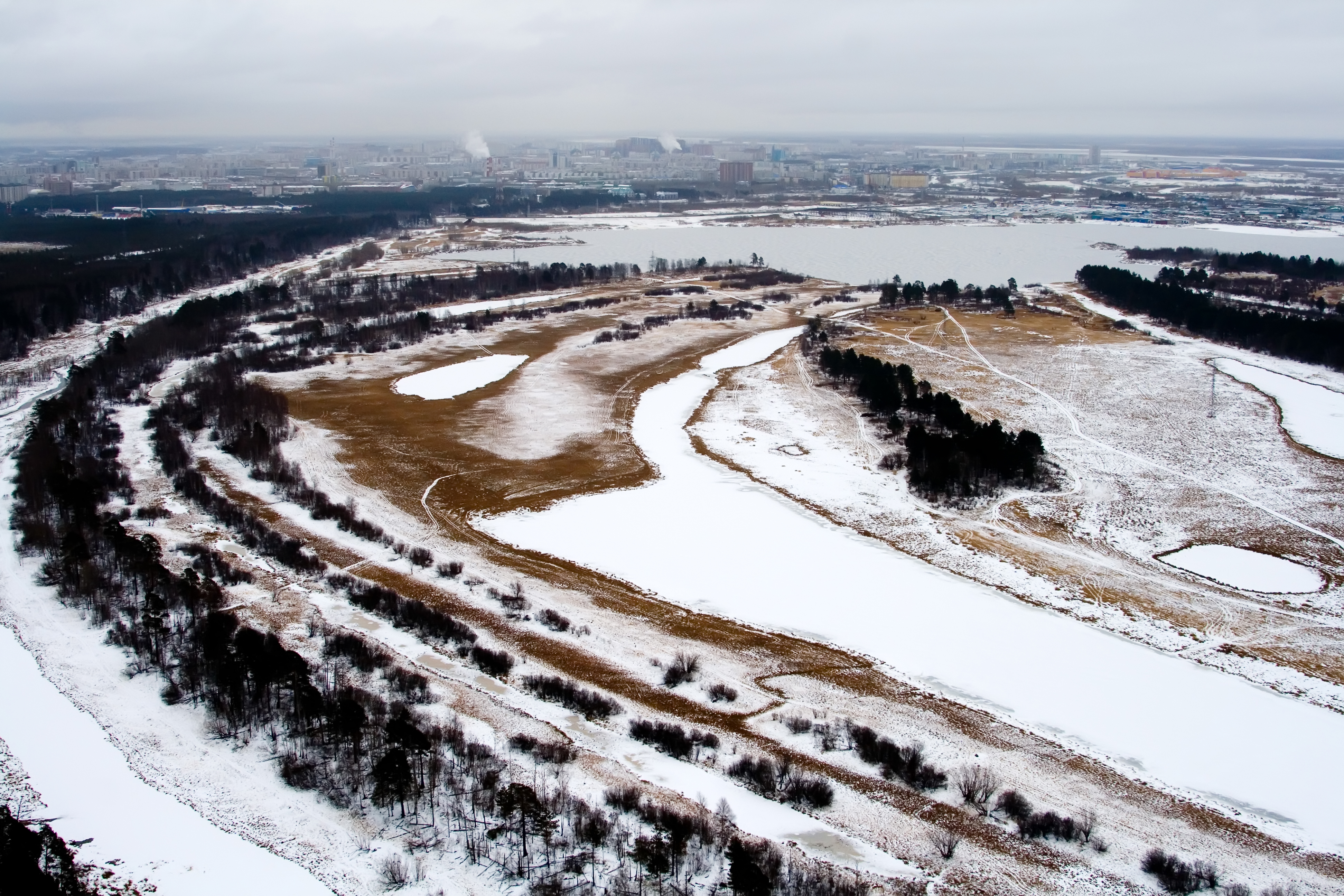
Обь в это же время

Главной рекой Сургута является Обь. В районе Сургута русло реки разделяется на два основных рукава — Обь и Юганскую Обь. Протяжённость Сургутского участка Оби составляет 100 км. Простирается от устья реки Тромъёган (пос. Широково) до устья реки Пим (пос. Высокий Мыс) и относится к широтному отрезку Средней Оби. Сургутская пойма является восточным сектором Сургутского южнотаёжного пойменного геоботанического округа, ограниченного устьями рек Тромъёган и Иртыш. Пойма разделена сетью проток, крупнейшая из них — протока Юганская Обь. Ширина поймы достигает 40 км, высота над меженным уровнем реки составляет 6—7(9) м.
Подъём воды намечается в конце апреля, в начале мая его скорость достигает 0,5 м в сутки и более. В мае начинается ледоход. После освобождения реки ото льда практически сразу происходит заливание поймы. Сход воды начинается во второй половине июля (нередко в начале августа), после практически двухмесячного стояния. В конце августа уровень воды стабилизируется. Летне-осенние паводки наблюдаются редко (1 раз в 2—3 года), при этом вода поднимается как правило не более чем на метр.
В пределах города протекают речки Сайма и Бардыковка. Также имеется водохранилище для нужд ГРЭС-1 и ГРЭС-2, в которое впадают речка Чёрная и ручей Замятина.

### Климат
По климатическим условиям район приравнен к Крайнему Северу. По классификации Кёппена — влажный континентальный (Dfc). Зима холодная, продолжительная — со второй половины октября до середины апреля. Средняя температура января — −20 °C. Устойчивый снежный покров с конца октября до начала мая. Весна прохладнее осени, заморозки возможны в любой месяц лета. Лето умеренно-тёплое, средняя температура июля — +18,2 °C. Осень продолжается с начала сентября до середины октября.
Среднегодовые показатели:
- Среднегодовая температура — −1,7 °C
- Среднегодовая скорость ветра — 4,1 м/с
- Среднегодовая влажность воздуха — 76 %
- Норма осадков:580 мм

| Показатель                    | Янв.  | Фев.  | Март  | Апр.  | Май  | Июнь | Июль | Авг. | Сен.  | Окт.  | Нояб. | Дек.  | Год   |
| ----------------------------- | ----- | ----- | ----- | ----- | ---- | ---- | ---- | ---- | ----- | ----- | ----- | ----- | ----- |
| Абсолютный максимум, °C       | 2,7   | 6,5   | 11    | 23    | 31,8 | 33,5 | 35,2 | 35,0 | 29,8  | 22,5  | 8,2   | 3,0   | 35,2  |
| Средний суточный максимум, °C | −16,3 | −14,2 | −4,8  | 1,6   | 10,6 | 18,9 | 22,4 | 18,2 | 10,8  | 2,5   | −8,3  | −14,2 | 2,5   |
| Средняя температура, °C       | −20   | −18,3 | −9,3  | −2,9  | 5,8  | 14,4 | 18,2 | 14,4 | 7,4   | −0,2  | −11,5 | −18   | −1,7  |
| Средний суточный минимум, °C  | −23,4 | −22   | −13,6 | −7,1  | 1,7  | 10,1 | 14   | 10,8 | 4,6   | −2,6  | −14,6 | −21,7 | −5,3  |
| Абсолютный минимум, °C        | −54,2 | −55,2 | −48,7 | −39,7 | −22  | −6,7 | −0,1 | −3,7 | −10,5 | −30,7 | −46,9 | −55   | −55,2 |
| Норма осадков, мм             | 25    | 22    | 28    | 25    | 58   | 57   | 76   | 69   | 85    | 55    | 39    | 32    | 580   |
| Источник: Погода и климат;    |       |       |       |       |      |      |      |      |       |       |       |       |       |

## Этимология
Существуют различные версии происхождения названия города. По оценке Е. М. Поспелова, название по ближней обской протоке Сургунтль-Мухэт, где хантское мухэт — «протока», а основа гидронима от хантского личного имени Сургунт. С конца XVIII века уездный город, позже село, с 1965 года — снова город Сургут. Есть гипотеза, что название происходит из селькупского языка самодийской группы. Существует также предположение, что топоним происходит от сохранившегося этнонима народа с предположительно иранско-угорским (скифо-угорским) происхождением — саргаты, оставшегося в виде топонима у хантов и потом перешедшего русским поселенцам в виде имени поселения.

## История

### Древняя история и Средневековье
VI тысячелетием до нашей эры датированы самые ранние следы пребывания человека в окрестностях Сургута, обнаруженные в урочище Барсова Гора в 7 км к западу от города. Находки каменного, бронзового, железного веков говорят о том, что люди непрерывно жили на этой территории более 9 тысяч лет.
С IV века нашей эры на основе общности кулайской культуры формируется обь-иртышская культурно-историческая общность, в рамках которой сформировались ханты, манси, селькупы.
С XII века в Югре шёл процесс формирования «княжеств» — территориально-родовых объединений, возглавлявшихся «князцами». Их центрами были «городки», к которым тяготели неукреплённые селения. После XV в. известно о Бардаковом княжестве, центр которого располагался неподалёку от современного Сургута.

### Основание крепости
19 февраля 1594 года, на завершающем этапе русского покорения Западной Сибири, царь Фёдор Иванович дал наказ об основании Сургутской крепости неподалёку от остяцкой крепости князя Бардака. Острог был заложен в том же году жильцом В. В. Аничковым и воеводой Ф. П. Барятинским Борцом и сразу же стал центром уезда. Здесь действовали гостиный двор и до 1753 года таможня. Сургут был одним из центров русского освоения Сибири.
С начала XVII века город использовался как место политической ссылки: сюда были отправлены военнопленные Русско-польских войн, участники восстания Степана Разина (1670—1671), старообрядцы.
В 1629 году управление Сибирью разделено на два разряда, или две области: Тобольскую и Томскую. В разряд Тобольска входили города: Верхотурье, Пелым, Туринск, Сургут, Березов и Мангазея с малыми острогами и зимовьями.
В 1635 году впервые описана сургутская городская печать. В «Росписи государевым царевым и великого князя Михаила Федоровича всея Русии сибирским печатям, какова в которых городех и острогах и в которой печати что вырезано и подписано» говорится: «На сургуцкой две лисицы, меж ими соболь», а около вырезано: «Печать государева земли Сибирские Сургуцкого города».
На протяжении XVII—XIX веков Сургут неоднократно страдал от сильных пожаров и перестраивался.

### Сургут в XVIII и XIX веках
17 (28) марта 1785 года вместе с другими гербами Тобольского наместничества утверждён герб Сургута. Черно-бурая лиса на золотом фоне обозначала охоту, любимое занятие горожан.
В 1804—1868 годах Сургут утратил статус уездного города и был заштатным городом Тобольской губернии, центром комиссарства (отделения) Берёзовского уезда (округа).
В XIX веке в Сургуте отбывали ссылку декабристы Андрей Шахирев и Василий Тизенгаузен, участники Польского восстания 1863 года, революционеры-народники, осуждённые по «Процессу ста девяноста трех», в том числе супруги Александр Николаевич и Елена Ивановна Аверкиевы, и по «Процессу пятидесяти», террористы-народовольцы.
С 1868 года Сургут вновь — окружной, а с 1898 — уездный город.
В 1891 году наследник престола будущий император Николай II встретился с жителями города на пристани в районе села Белый Яр во время восточного путешествия.
На рубеже XIX—XX веков в Сургуте действовали Троицкая и Богородице-Рождественская церкви, Никольская часовня, городское училище Министерства народного просвещения для мальчиков (с 1878), церковно-приходская школа для девочек (с 1886), ежегодная Рождественская ярмарка (с 1866), Народный дом, библиотека, телефон, телеграф.
Во время революции 1905—1907 годов в Сургут ссылали представителей политических партий, участвовавших в революции. В 1906 году, находясь в ссылке в Сургуте, Алексей Николаевич Ушаков был избран депутатом Государственной Думы I-го созыва. Эсер Сергей Порфирьевич Швецов в ссылке написал «Очерки Сургутского края». Сургутские политические ссыльные занимались кустарным производством, торговлей, культурно-просветительской деятельностью: преподавали, организовывали кассы взаимопомощи и библиотеки общего пользования.
14-16 апреля 1918 года в Сургуте и уезде состоялся съезд, поддержавший советскую власть. В июле того же года власть перешла в руки Сибирской армии под командованием А. В. Колчака. 9 декабря 1919 года в ходе восстания Сургут вновь заняли большевики, был организован революционный комитет. 9 марта 1921 года Сургут был занят отрядом повстанцев антибольшевистского Западно-Сибирского крестьянского восстания против продразверстки. 29 мая 1921 года восстание было подавлено отрядом особого назначения Красной Армии.

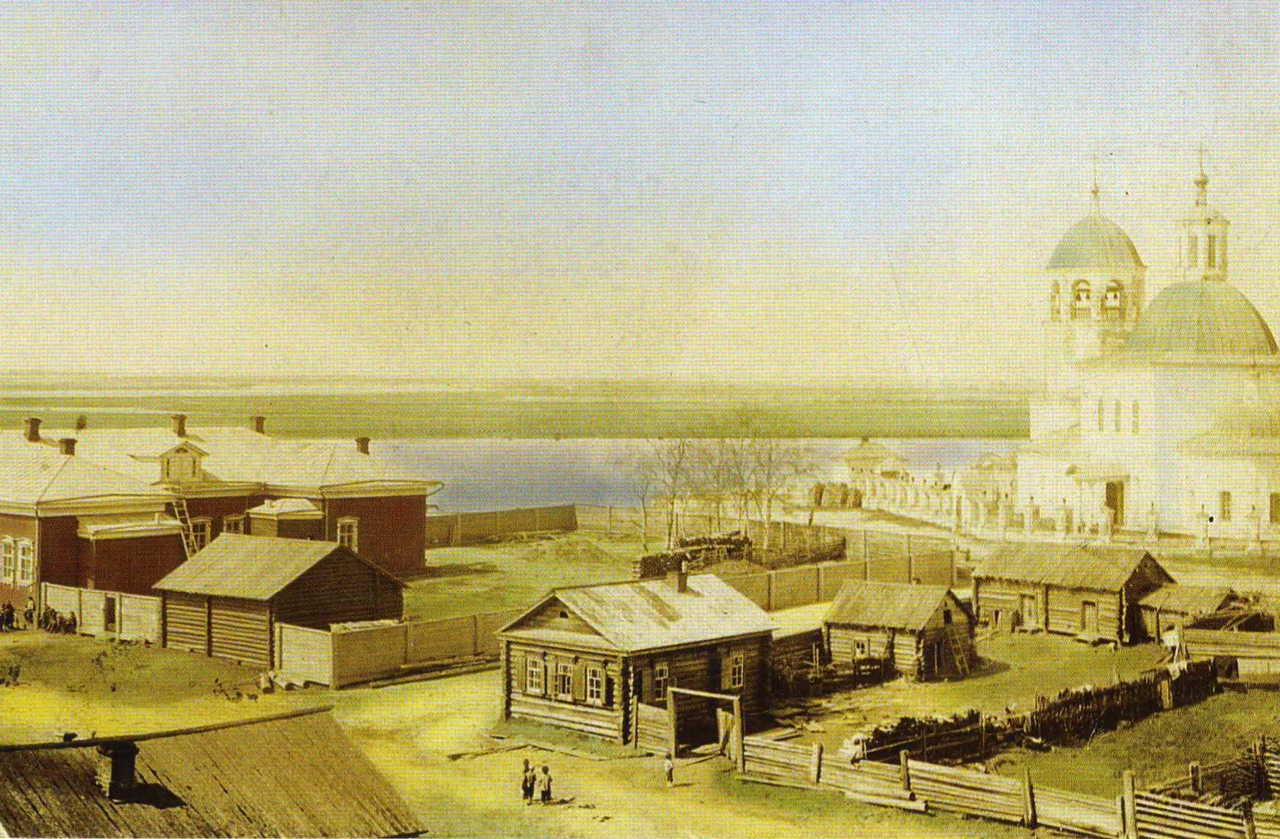
Троицкий собор и центр Сургута на рубеже XIX и XX веков
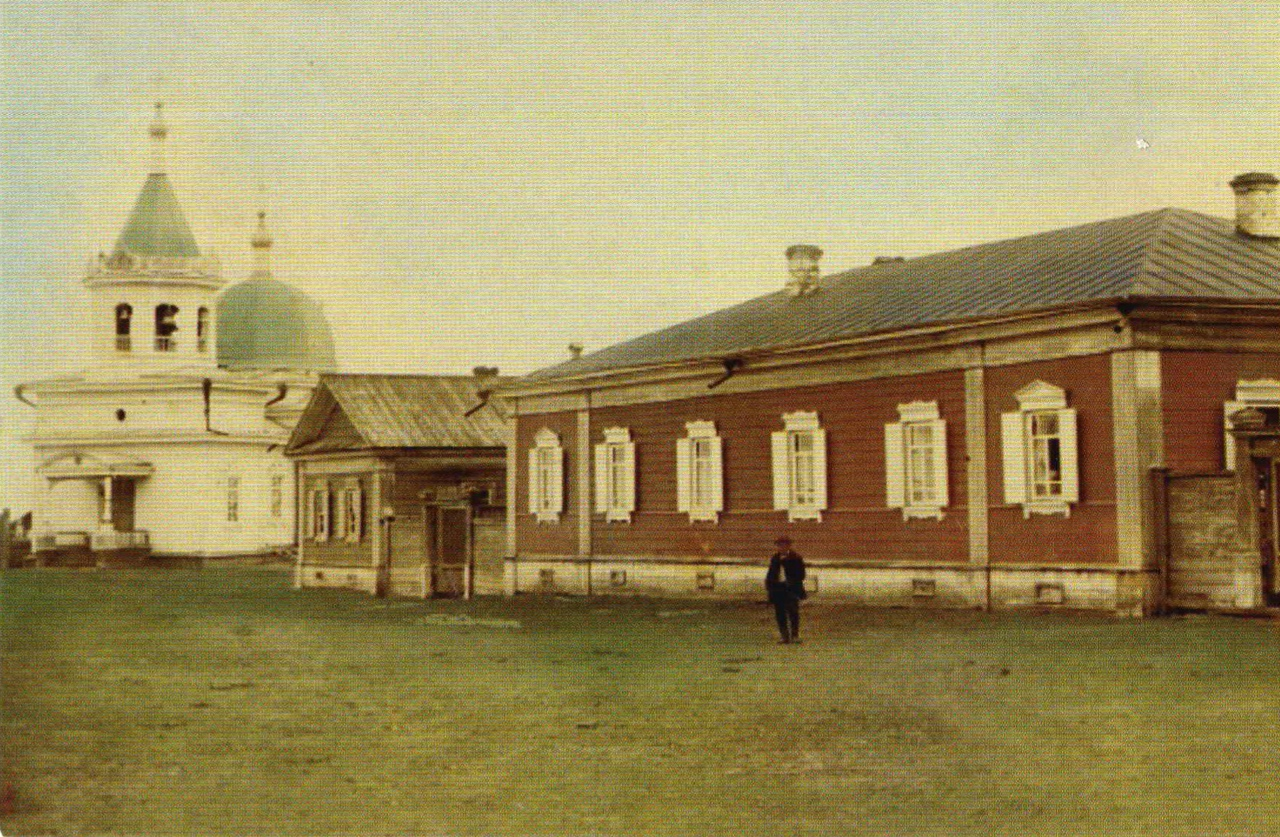
Церковь и больница в Сургуте на рубеже XIX и XX веков
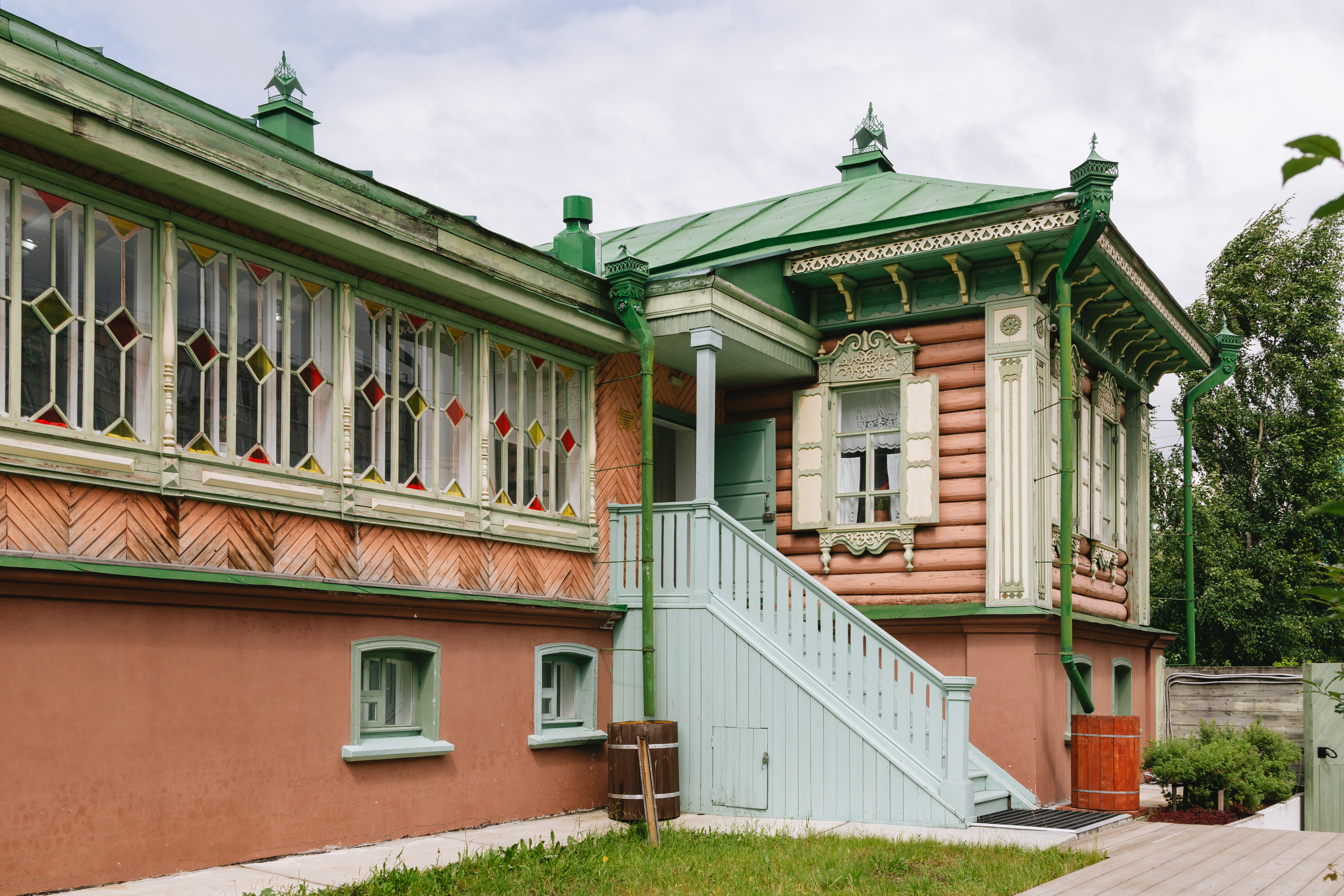
Дом купца Клепикова (конец XIX века, современное фото)

### Советский период
Центр района и утрата статуса города
В 1924 году Сургут стал центром новообразованного Сургутского района. Двумя годами позже он лишился статуса города и стал посёлком. В 1928—1931 годах были созданы первые промышленные предприятия — рыбоконсервная фабрика, колхоз, леспромхоз. Предпринимались попытки добычи полезных ископаемых. С 13 марта 1933 года в Сургуте стала издаваться рукописная газета под названием «Вырты кантыко» («Красный туземец»). 23 октября 1934 года выходит первая печатная газета — «Организатор» («Сургутская трибуна»).
В 1920—30-е годы в Сургуте отбывали ссылку архиепископ Курский и Обоянский Онуфрий, священник Илья Громогласов, профессор Иван Попов, впоследствии расстрелянные и причисленные Русской православной церковью к лику новомучеников. Также в Сургутский район был сослан эсер Михаил Гендельман. Сургут стал местом расселения раскулаченных крестьян, городских «деклассированных элементов», спецпоселенцев, депортированных. Репрессиям подвергалось и коренное население Сургутского района, их обвиняли в шаманстве, в сочувствии участникам антисоветского Казымского восстания. В 1937—1942 годах были расстреляны 133 жителя Сургута и Сургутского района.
В годы Великой Отечественной войны из Сургута ушли на фронт 2 615 человек. Не вернулись с войны 1240 человек. За боевые подвиги, проявленные на фронтах войны, сургутяне Т. Х. Ажимов и И. В. Корольков были удостоены звания Героя Советского Союза. Во время войны в Сургут была эвакуирована Одесская рыбоконсервная фабрика (это единственный случай эвакуации промышленного объекта на Тюменский Север). Промышленность города обслуживала нужды фронта продовольствием и угольную промышленность Кузбасса лесоматериалами.
Центр нефтедобычи
В середине 1950-х годов экспедиция под руководством Фармана Салманова начала разведку нефтяных и газовых месторождений. Сургут получил новый импульс развития. В связи с ростом населения и строительством первых производственных объектов с 1958 года Сургут получил статус рабочего посёлка.
15 ноября 1962 года было подтверждено наличие больших залежей нефти в регионе. В 1964 году было создано нефтепромысловое управление «Сургутнефть» (ОАО «Сургутнефтегаз»). В сентябре того же года открыто регулярное авиасообщение с Тюменью. 25 июня 1965 года Сургут вновь обретает статус города. В том же 1965 году создана Сургутская контора бурения, открыт Речной порт для обслуживания предприятий нефтегазового и строительного комплексов, строилось жильё, дороги, инфраструктура.
В 1970 году утверждён генплан застройки города. В феврале 1972 года дала первый ток ГРЭС-1 (первый блок ГРЭС-2 пущен в 1985 году). В 1975 году построен крупнейший в Западной Сибири железнодорожный мост через р. Обь, протяжённостью 2 км, открыто постоянное грузовое движение по линии Обь — Сургут, затем открыто грузовое и пассажирское движение до Оби и Нового Уренгоя. В 1975 году был утверждён новый герб города. Герб представляет собой щит, в верхней части которого на красном фоне серебром дано название города. Остальное поле щита синего цвета, которое в нижней части пересекается серебряной волнообразной линией, делящей основное поле на две части. В верхней части основного поля щита изображена снежинка, которую рассекает буровая вышка. Снежинка состоит из элементов национального орнамента, символизирующего принадлежность города к Ханты-Мансийскому автономному округу. Буровая вышка — символ нефтяного края. В нижней части — бегущая лиса — символ тайги, элемент старого герба.

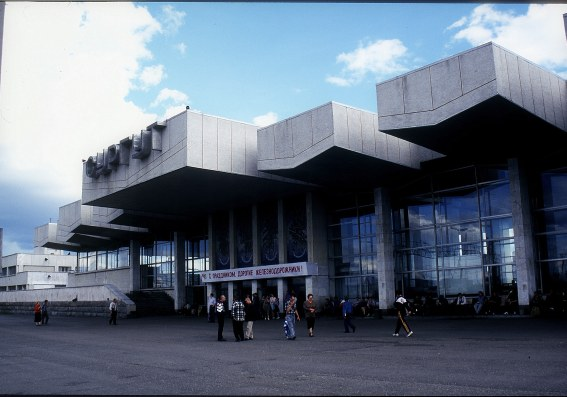
Первый ж/д вокзал города (демонтирован в 2023 году)
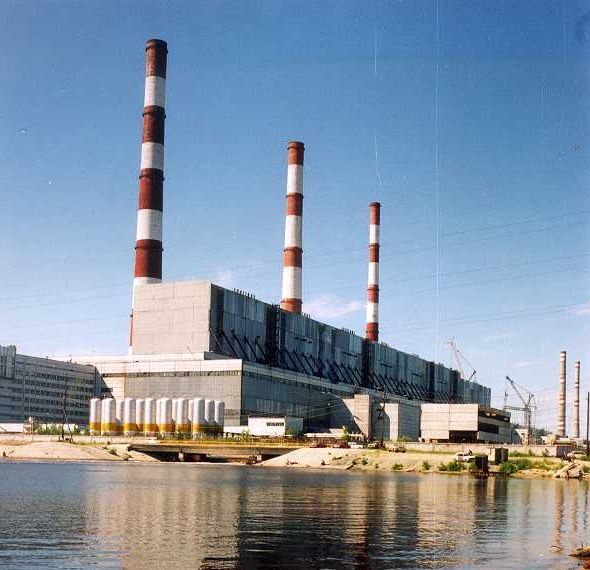
Сургутская ГРЭС-2
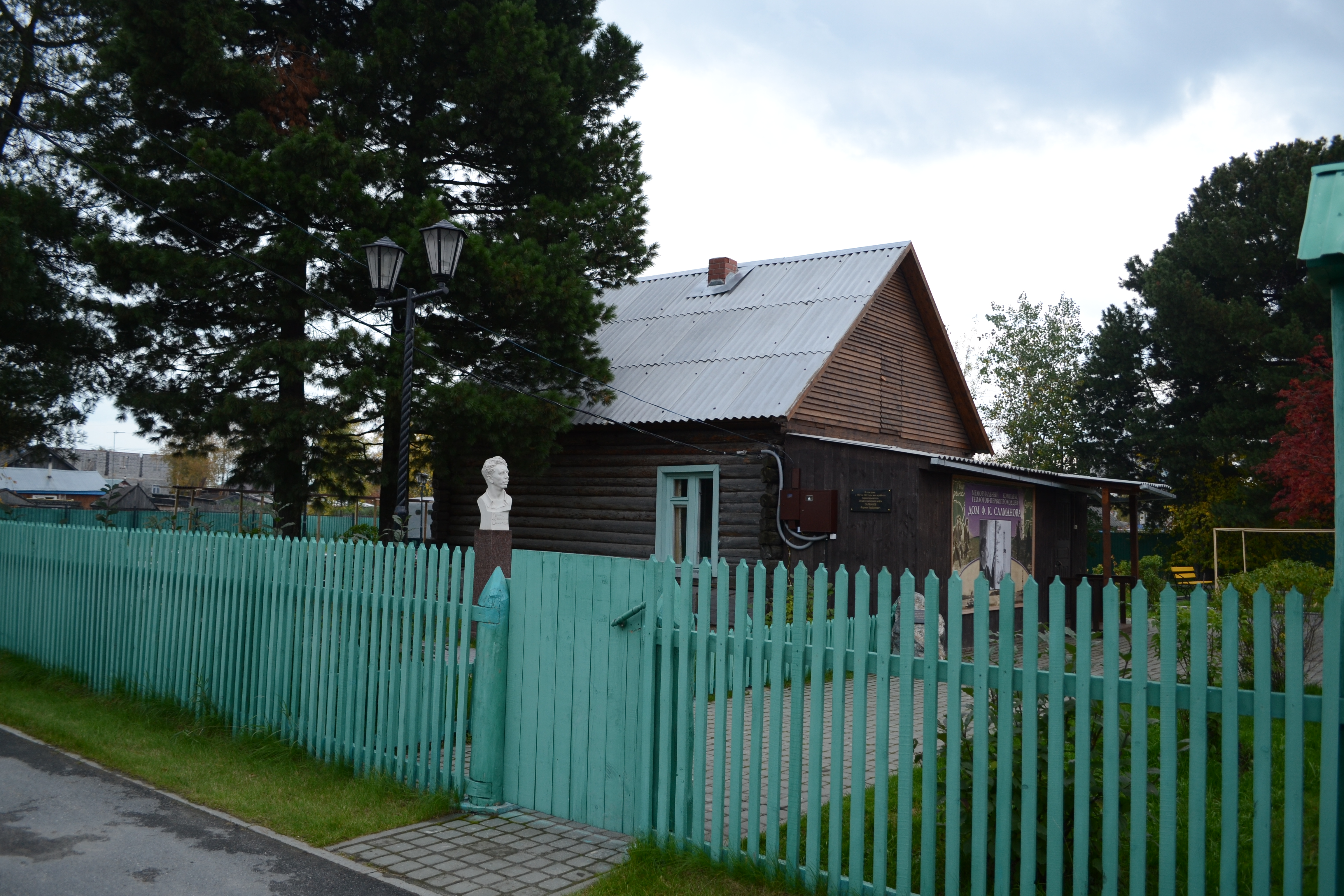
Дом, в котором жил Ф. К. Салманов

### Постсоветский период
В 1993 году открылся Сургутский государственный университет, в 2005 году — Сургутский государственный педагогический университет.
В 2000 году близ города был открыт вантовый автомобильный мост через Обь длиной более 2 км — мост имени Валентина Солохина (Югорский мост).
В 2022 году началось строительство нового автомобильного моста в обход Сургута. В том же году было подписано соглашение о создании городской агломерация Сургут—Нефтеюганск, включающую Сургутский район, Сургут, Нефтеюганск, Нефтеюганский район и Пыть-Ях. Это первая официальная агломерация в регионе, на территории которой проживает свыше 700 тысяч человек, или 41 % населения округа.

## Местное самоуправление
Организация и осуществление местного самоуправления в Сургуте регулируется Уставом города, принятым городской Думой 18 февраля 2005 года. Структуру органов местного самоуправление составляют Дума города, Глава города, Администрация города и контрольно-счётная палата.
Дума города является представительным органом местного самоуправления. Депутаты Думы города избираются жителями Сургута на муниципальных выборах сроком на 5 лет по мажоритарной системе по одномандатным округам.

Глава города является высшим должностным лицом местного самоуправления городского округа, гарантом самостоятельности местного самоуправления, согласованности действий органов местного самоуправления, их ответственности перед населением города и соблюдения Устава города. Глава города избирается Думой города сроком на 5 лет. С 3 июля 2024 года Главой города Сургута является Максим Николаевич Слепов.
Администрация города является исполнительно-распорядительным органом местного самоуправления. Глава города является Главой Администрации Города.
Контрольно-счётная палата города — орган местного самоуправления, созданный для финансового контроля.

## Официальные символы города
Герб
Современный герб Сургута был принят городской Думой 20 ноября 2003 года со следующим геральдическим описанием: «В золотом поле — чёрная лисица с серебряным концом хвоста, идущая по лазурной земле».
Изображение чернобурой лисицы на гербе восходит к первому гербу города, который он получил в 1785 году, и городской печати Сургута 1635 года, на которой были изображены две лисицы и соболь.
Флаг
Флаг города утверждён 25 апреля 2005 года. Представляет собой прямоугольное полотнище с соотношением ширины к длине 2:3, в центре которого на золотом фоне лисица с серебряным концом хвоста, идущая по лазоревой земле. Принят решением городской думы города Сургут.

## Территориальное деление

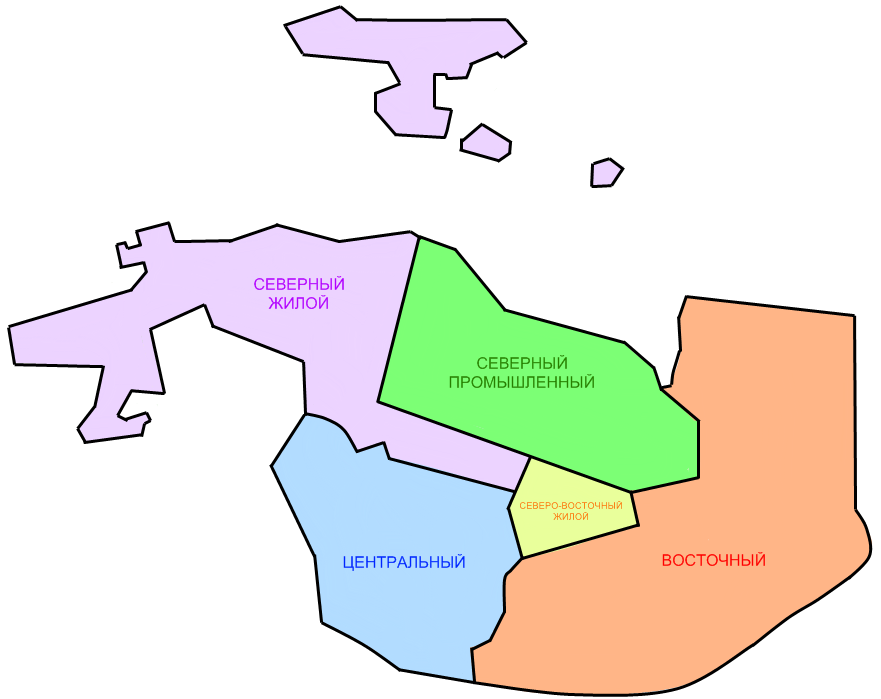
Деление Сургута на районы

Сургут имеет статус города окружного значения. Образует муниципальное образование город Сургут со статусом городского округа как единственный населённый пункт в его составе.
Город территориально разделён на 5 районов: Восточный, Центральный, Северо-восточный жилой, Северный промышленный, Северный жилой. Город разделён на жилые микрорайоны (Центральный, Ж/Д, ПИКС, 1—44), жилые кварталы (7, 8) и посёлки (Медвежий угол, Лунный, Звёздный, ЦПКРС, Кедровый, Финский, Строитель, За ручьём, Пойма, Геолог, Нагорный, Взлётный, Чёрный мыс, СУ-4, Боровой, Снежный, Дорожный, СМП-330, ПСО-34, Зелёный, МО-94, Юность, Таёжный, Лесной).
Территория Сургута граничит с муниципальными образованиями: Сургутский муниципальный район, городское поселение Белый Яр, городское поселение Барсово, сельское поселение Солнечный.

## Внешние связи

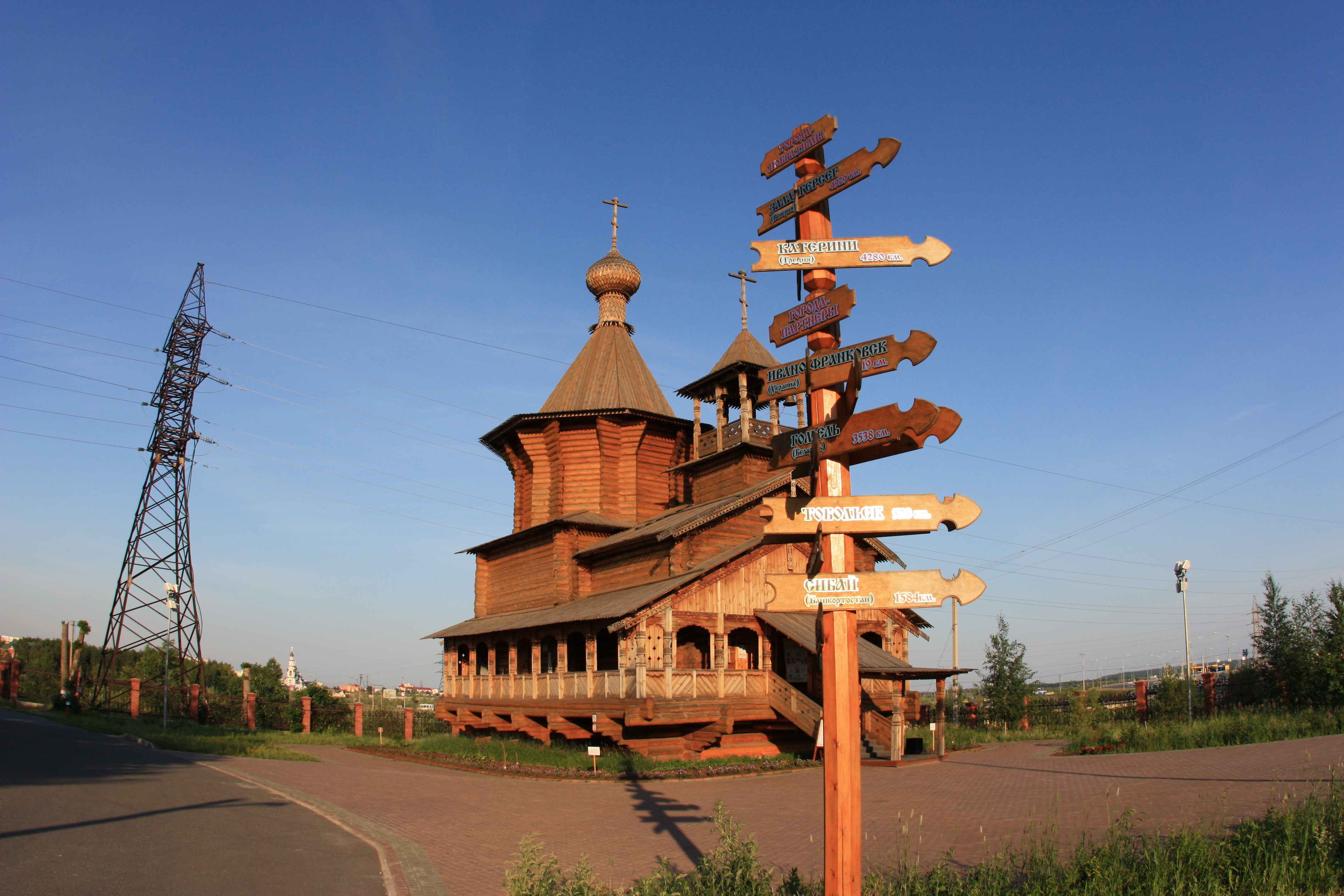
Знак с указанием расстояний до городов-побратимов и партнёров Сургута

### Города-побратимы
- Чаоян, Китай
- Залаэгерсег, Венгрия
- Катерини, Греция
- Гомель, Беларусь

### Города-партнёры
- Суздаль, Россия
- Петрозаводск, Россия
- Тобольск, Россия
- Новосибирск, Россия
- Псков, Россия
- Альметьевск и Альметьевский район, Россия
- Порвоо, Финляндия
- Сибай, Россия
- Калининский район Санкт-Петербурга, Россия
- Салават, Россия
- Омск, Россия
- Сочи, Россия
- Кишинев, Республика Молдова
- Тюменский район, Россия
- Города и районы Ханты-Мансийского автономного округа - Югры: Нефтеюганск, Пыть-Ях, Мегион, Радужный, Нижневартовск, Лангепас, Покачи, Нижневартовский район, Нефтеюганский район, Сургутский район, Советский район

### Межмуниципальные объединения членом которых является муниципальное образование городской округ Сургут:[30]
- Ассоциация "Совет муниципальных образований Ханты-Мансийского автономного округа - Югры"
- Ассоциация муниципальных образований "Города Урала"
- Союз финансистов России
- Союз российских городов

## Население
| 1897     | 1913     | 1926     | 1939     | 1959     | 1967     | 1970     | 1975     | 1976     | 1979     |
| -------- | -------- | -------- | -------- | -------- | -------- | -------- | -------- | -------- | -------- |
| 1100     | ↗1600    | ↘1300    | ↗2280    | ↗6031    | ↗19 000  | ↗34 011  | ↗76 000  | →76 000  | ↗107 343 |
| 1982     | 1985     | 1986     | 1987     | 1989     | 1990     | 1991     | 1992     | 1993     | 1994     |
| ↗156 000 | ↗217 000 | ↘215 000 | ↗227 000 | ↗247 823 | ↗258 000 | ↗261 000 | ↘260 000 | ↘259 000 | →259 000 |
| 1995     | 1996     | 1997     | 1998     | 1999     | 2000     | 2001     | 2002     | 2003     | 2004     |
| ↗265 000 | ↗269 000 | ↗270 000 | ↗277 000 | ↘276 100 | ↘274 900 | ↗278 900 | ↗285 027 | ↗286 000 | ↗289 900 |
| 2005     | 2006     | 2007     | 2008     | 2009     | 2010     | 2011     | 2012     | 2013     | 2014     |
| ↗291 800 | ↘290 600 | ↘289 800 | ↗294 200 | ↗298 446 | ↗306 675 | ↗308 507 | ↗316 624 | ↗325 511 | ↗332 313 |
| 2015     | 2016     | 2017     | 2018     | 2019     | 2020     | 2021     | 2022     | 2023     | 2024     |
| ↗340 845 | ↗348 643 | ↗360 590 | ↗366 189 | ↗373 940 | ↗380 632 | ↗396 443 | ↘395 900 | ↗406 938 | ↗420 347 |

Естественный прирост населения города за первое полугодие 2012 года составил 2,06 тыс. человек, численность родившихся — 3,05 тыс. человек, умерших — 0,99 тыс. человек. Естественный прирост по сравнению с предыдущим годом увеличился на 17,6 %. Уровень рождаемости в 3,1 раза превышает уровень смертности, что обусловлено высокой численностью женщин активного репродуктивного возраста. Миграционный прирост населения — 0,1 тыс. человек.
За последние 10 лет[когда?] в Сургуте показатель рождаемости увеличился примерно на 70 %. Смертность заметно снизилась. Демографическая ситуация в городе характеризуется стабильным высоким естественным приростом населения — более 7 тыс. человек в год (более 2 % в год).
Доля мужчин (51 %) больше доли женщин.
Сургут считается городом молодёжи, так как основную часть жителей составляют лица до 25—35 лет. В 2012 году численность трудоспособного населения Сургута составила 205 900 человек. Средняя продолжительность жизни сургутян составляет 69 лет, у мужчин этот показатель — 67 лет, а у женщин — 75 лет. Численность населения старше трудоспособного возраста — 15 %, численность населения моложе трудоспособного возраста — 21 %. Уровень безработицы — 0,25 %.
На 1 января 2025 года по численности населения город находился на 47-м месте из 1124 городов Российской Федерации.
Согласно стратегии развития, к 2030 году население должно перевалить за отметку 500 000 человек и город станет самым северным городом-полумиллиоником в мире[значимость факта?].
Национальный состав
Сургут — многонациональный город. Ниже приводятся данные о национальном составе города по данным Всероссийской переписи населения 2010 года
| Национальность | Численность (чел.) | Процентное соотношение |
| -------------- | ------------------ | ---------------------- |
| Русские        | 197 876            | 64,52 %                |
| Украинцы       | 18 327             | 5,98 %                 |
| Татары         | 16 110             | 5,25 %                 |
| Башкиры        | 5 432              | 1,77 %                 |
| Азербайджанцы  | 4 286              | 1,40 %                 |
| Чуваши         | 2 766              | 0,90 %                 |
| Лезгины        | 2 436              | 0,79 %                 |
| Белорусы       | 2 413              | 0,79 %                 |
| Молдаване      | 2 141              | 0,70 %                 |
| Армяне         | 2 118              | 0,69 %                 |
| Марийцы        | 1 424              | 0,46 %                 |
| Немцы          | 1 292              | 0,42 %                 |
| Ногайцы        | 1 126              | 0,37 %                 |
| Узбеки         | 1 009              | 0,33 %                 |
| Таджики        | 1 001              | 0,33 %                 |
| Другие         | 10 525             | 3,43 %                 |
| Не указали     | 36 393             | 11,87 %                |
| Всего          | 306 675            | 100,00 %               |

## Почётные граждане
Звание «Почётный гражданин города Сургута» было учреждено исполнительным комитетом городского Совета народных депутатов в июне 1968 года.
В настоящее время звание присваивается решением городской Думы на основе положений статей 9 и 31 устава города. Порядок присвоения определяется положением о звании «Почётный гражданин города Сургута».
Список почётных граждан:
- Агафонов, Вениамин Максимович (1930—2015) — буровой мастер советской нефтяной промышленности, Герой Социалистического Труда (1966)
- Богданов, Владимир Леонидович (род. 1951) — 1997 год
- Важенин Юрий Иванович (род. 1954) — 2 июня 2004 года
- Губачёв, Владимир Георгиевич (род. 1939)
- Жаворонков, Евгений Никитович (1926—1999) — июнь 1994 года
- Жумажанов, Нажметдин Уакпаевич (1926—2005) — 31 марта 1981 года
- Захаров, Иван Прокопьёвич (1929—2004) — 22 июня 1994 года
- Иванов, Игорь Алексеевич (род. 1956) — 4 июня 2013 года
- Кириленко, Михаил Федорович (род. 1957) — 1 сентября 2014 года
- Кушников, Георгий Гаврилович (1908—1977) — 28 июня 1969 года
- Менщикова, Людмила Андреевна (1923—1989) — врач-хирург, главный врач районной больницы
- Мунарев, Пётр Александрович (1929—1993) — 30 мая 2019 года
- Панасевич, Вера Ивановна (род. 1937) — 28 ноября 2006 года
- Показаньев, Флегонт Яковлевич (1922—1996) — 7 апреля 1988 года
- Салахов, Валерий Шейхевич (род. 1942) — 2008 год
- Салманов, Фарман Курбанович (1931—2007) — 28 июня 1968 года
- Сибирцев, Андрей Николаевич (1924—2007) — 22 июня 1994 года
- Сидоров, Александр Леонидович (род. 1952) — 2002 год
- Солохин, Валентин Фёдорович (1933—2018) — 2 июня 2004 года
- Щепеткина, Мария Андреевна (1917—1990) — 20 марта 1969 года
- Мамлеев, Рафкат Шакирзянович (1930—2010)
- Супрун, Денис Александрович (1940-2025) - 10 августа  2014

## Известные уроженцы и жители города
В Сургуте родились или жили многие известные рабочие, спортсмены, артисты, политики.
- Колегаев, Андрей Лукич (1887—1937) — революционер-эсер, член Учредительного собрания, нарком земледелия
- Пинский, Давид Лазаревич (род. 1943) — учёный-почвовед
- Крапостина, Марина Юрьевна (1969—1999) — певица, солистка Кубанского казачьего хора
- Меньщиков, Игорь Анатольевич (род. 1970) — футболист, тренер
- Маслов, Виктор Владимирович (род. 1976) — автогонщик
- Костенски, Слави (род. 1981) — футболист
- Хвостов, Евгений Владимирович (род. 1981) — хоккеист
- Малюшкин, Илья Викторович (род. 1984) — хоккеист
- Нуриев, Ильгиз Равилевич (род. 1984) — хоккеист
- Терлеева, Елена Владимировна (род. 1985) — певица
- Проскуряков, Илья Вячеславович (род. 1987) — хоккеист
- Полещук, Антон Сергеевич (род. 1987) — хоккеист
- Коломейцев, Александр Владимирович (род. 1989) — футболист
- Бобков, Игорь Сергеевич (род. 1991) — хоккеист
- Дыбленко, Ярослав Анатольевич (род. 1993) — хоккеист
- Дюшаук, Изольда (род. 1993) — актриса
- Ивашко, Павел Александрович (род. 1994) — легкоатлет
- Терехов, Антон Андреевич (род. 1998) — футболист
- Гонтарь, Анастасия Владиславовна (род. 2001) — пловчиха, Чемпионка Паралимпийских игр 2020 в Токио
- Шкредов, Антон Алексеевич (род. 2001) — киберспортсмен
- Клименко, Ксения Анатольевна (род. 2003) — гимнастка
- Мадосян, Зораник Киракосович (род. 2002) — чемпион кубка России по тайскому боксу.

### Известные жители города
- Фёдор Барятинский-Борец (ум. 1638) — воевода, основатель Сургута, Осип Плещеев (ум. 1605), князь Семён Лобанов-Ростовский (ум. после 1597), боярин Фёдор Долгоруков (ум. 1612), Яков Барятинский (ум. 1610), Фёдор Головин (ум. 1625), Иван Засекин (ум. XVII в.), Григорий Феофилатьев (ум. не ранее 1639), Михаил Гагарин Турок (ум. 1646/1647),Никифор Мещерский (ум. 1655), князь Константин Щербатов (ум. после 1677) — воеводы Сургута
- Тизенгаузен Василий (Вильгельм-Сигизмунд) Карлович (1779—1857) и Шахирев Андрей Иванович (1799—1828) — декабристы
- Аверкиев Александр Николаевич (1854—1890-е) и Аверкиева Елена Ивановна (1850—1918) — революционеры-народники
- Швецов Сергей Порфирьевич (1858—1930) — эсер, народник, ученый-статистик, журналист и редактор, делегат Всероссийского Учредительного собрания
- Ушаков Алексей Николаевич (1864—1918) — депутат Государственной думы I созыва от Тобольской губернии
- Пирожников Григорий Александрович (1869—1963) — сургутский уездный исправник, краевед
- Попов Иван Васильевич (1867—1938), Громогласов Илья Михайлович, протоиерей (1869—1937), Онуфрий (Гагалюк), епископ Курский и Обоянский (1889—1938) — члены Русской православной церкви. Причислены РПЦ к лику новомучеников и исповедников Российских
- Гендельман Михаил Яковлевич (1881—1938) — член ЦК партии эсеров, член Всероссийского учредительного собрания уча
- Захариадис Никос (1903—1973) — генеральный секратерь Коммунистической партии Греции
- Бахилов, Василий Васильевич (1920—1983) — нефтяник, Герой социалистического труда, Первый секретарь горкома КПСС
- Ажимов Тулебай Хаджибраевич (1921—1938) и Корольков Иван Васильевич (1919—1984) — участники Великой Отечественной войны, герои Советского Союза
- Показаньев, Флегонт Яковлевич (1922—1996) — основатель Сургутского краеведческого музея, Заслуженный работник культуры РСФСР
- Жумажанов, Нажметдин Уакпаевич (1926—2005), Агафонов, Вениамин Максимович (1930—2015) — буровые мастера, Герои Социалистического Труда
- Салманов Фарман Курбан-оглы (1931—2007) — геолог-нефтяник, один из первооткрывателей сибирской нефти, доктор геолого-минералогических наук, Герой Социалистического Труда, лауреат Ленинской премии, Заслуженный геолог РСФСР, член-корреспондент РАН
- Безверхов, Сергей Николаевич (1932—1988) — альпинист, мастер спорта
- Солохин, Валентин Фёдорович (1933—2018) — инженер-мостостроитель, доктор технических наук
- Панасевич, Вера Ивановна (род. 1937) — бригадир, Герой Социалистического труда
- Рокецкий, Леонид Юлианович (род. 1942) — председатель горисполкома, глава Тюменской области
- Богданов, Владимир Леонидович (род. 1951) — советский и российский инженер, организатор производства, предприниматель, генеральный директор и совладелец ПАО «Сургутнефтегаз». Герой Труда Российской Федерации. Заслуженный работник нефтяной и газовой промышленности Российской Федерации. Лауреат Государственной премии Российской Федерации
- Сидоров, Александр Леонидович (род. 1952) — первый мэр Сургута, депутат Государственной Думы VII созыва
- Важенин Юрий Иванович (род. 1954) — предприниматель и политик, член Совета Федерации
- Монин Александр Владимирович (род. 1954) — советский и российский певец, автор песен. Наиболее известен как основатель и вокалист московской группы «Круиз»
- Иванов, Сергей Владимирович (1956—2002) — вице-мэр Сургута
- Шувалов, Вадим Николаевич (род. 1958) — экс-мэр Сургута, депутат Государственной думы РФ VIII созыва
- Бутусов, Вячеслав Геннадьевич (род. 1961) — советский и российский рок-музыкант, лидер и вокалист рок-групп «Наутилус Помпилиус» и «Ю-Питер», писатель
- Ашапатов Алексей Витальевич (род. 1973) — российский спортсмен, четырёхкратный паралимпийский чемпион
- Филатов, Андрей Сергеевич (род. 1973) — экс-мэр Сургута
- Слепов, Максим Николаевич (род. 1973) — мэр Сургута

## Экономика
В 2013 году Сургут занял 3-е место в рейтинге 250 крупнейших промышленных центров России.
Структура промышленного производства по видам экономической деятельности в 2013 году:
- «производство и распределение электроэнергии, газа и воды» — 87,8 %;
- «добыча полезных ископаемых» — 6,7 %;
- «обрабатывающие производства» — 5,5 %.

В новой стратегии развития города, названной Стратегия-2050 и предложенной к обсуждению администрацией города, основной упор в развитии промышленности по-прежнему был сделан на предприятия ТЭК. В то же время администрация города поставила своей целью развитие города как центра делового туризма и креативных индустрий.
Одним из крупнейших налогоплательщиков региона является ПАО Сургутнефтегаз, чей офис расположен в городе.
Энергетика

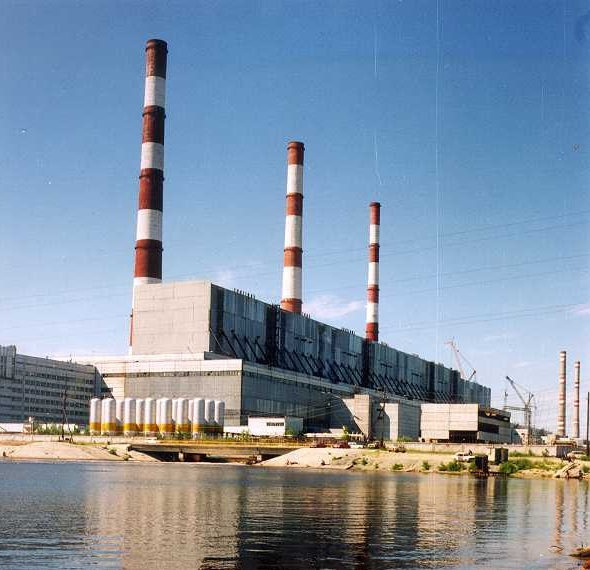
Сургутская ГРЭС-2

В городе расположены две крупные электростанции (ГРЭС) объединённой энергетической системы Урала, работающие на попутном и природном газе. Первая из них, Сургутская ГРЭС-1 мощностью 3280 МВт принадлежит ПАО «ОГК-2», вторая, Сургутская ГРЭС-2 (5600 МВт), принадлежит ПАО «Юнипро». Они являются крупнейшими тепловыми электростанциями России и Европы.
В городе находился центральный офис и находится один из электросетевых филиалов АО «Россети Тюмень» — крупнейшей энергосистемы Урала и второй по величине в Российской Федерации. В результате реформирования электроэнергетики с 1 июля 2005 года АО «Россети Тюмень» является распределительной сетевой компанией. АО «Россети Тюмень» обеспечивает централизованное электроснабжение на территории более 1 млн км².
В Сургуте располагается АО «Газпром энергосбыт Тюмень» — крупнейшая энергосбытовая компания — гарантирующий поставщик электрической энергии в Тюменском регионе, занимающая первое место по величине полезного отпуска электроэнергии среди энергосбытовых компаний УрФО и второе место среди энергосбытовых компаний России.
В городе размещается офис управления ОАО «ТЭСС» — крупнейшего предприятия Уральского Федерального округа в сфере комплексного сервисного обслуживания, капитального ремонта и реконструкции объектов электроэнергетики.
Промышленность

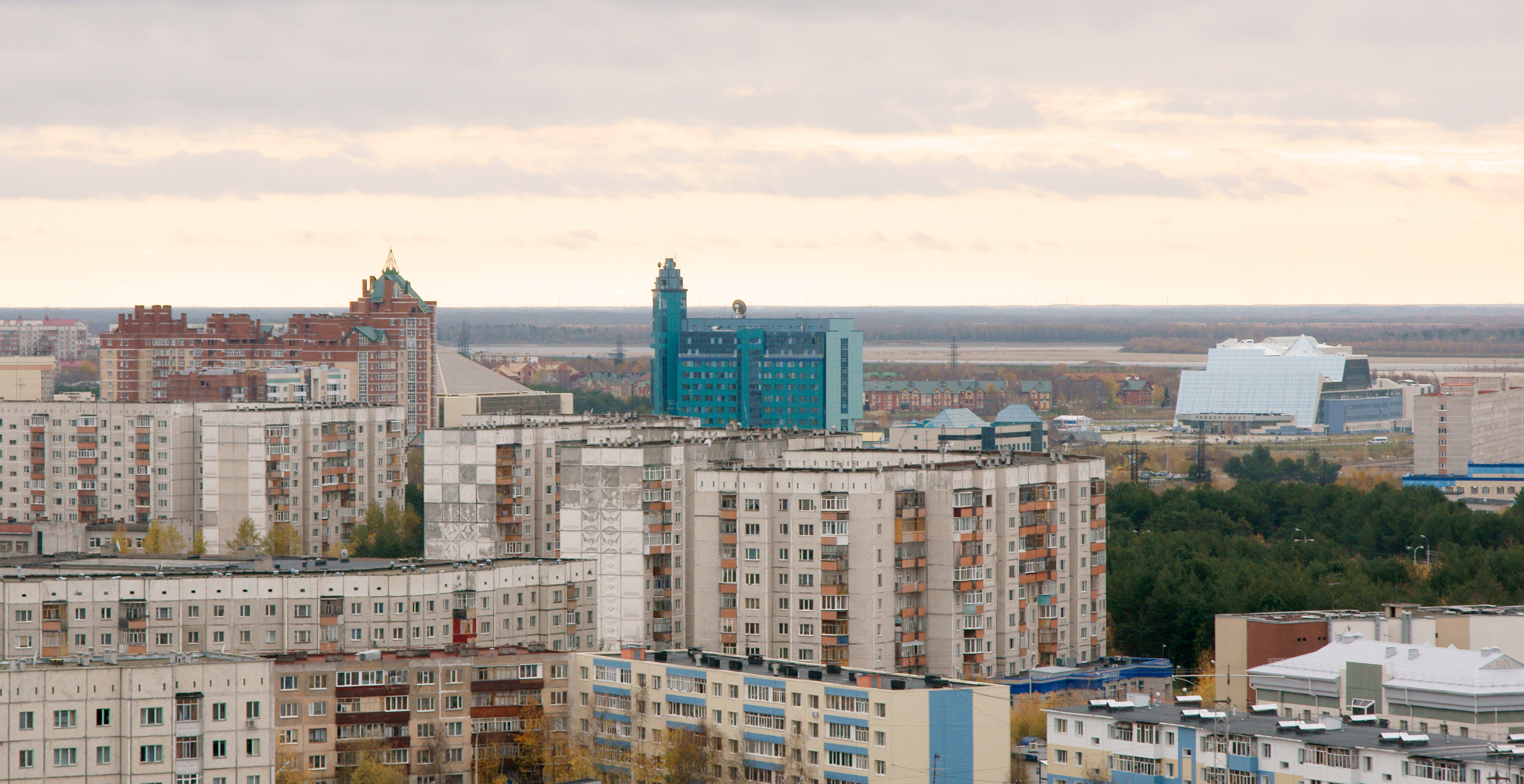
Панорама Сургута: пирамида слева — филиал Россети Тюмень, зелёная башня в центре — штаб-квартира Газпром Трансгаз Сургут

Экономика Сургута связана с добывающей промышленностью: добычей нефти и переработкой попутного газа. Крупнейшие нефтегазовые компании, штаб-квартиры которых базируются в городе — ПАО «Сургутнефтегаз» (СНГ), «Газпром трансгаз Сургут» (дочернее общество ПАО «Газпром»).
Имеются заводы обрабатывающей промышленности: газоперерабатывающий, стабилизации конденсата, моторного топлива.
Также леспромхоз, производство стройматериалов (производство железобетонных конструкций и т. п.), завод промстройдеталей, другие предприятия.
Микро-металлургический комбинат (с 2023 года) по производству метизов.
Среди предприятий пищевой промышленности наиболее крупными являются СГМУП «Сургутский хлебозавод», ООО «Мясокомбинат „Сургутский“» и ЗАО «Пивоваренный завод „Сургутский“». Производством и реализацией сельскохозяйственной продукции — мяса свиней и крупного рогатого скота, овощей, зелёных культур, молока, копчёных мясных продуктов — занималось муниципальное сельскохозяйственное предприятие «Северное» (ликвидировано в период с 2011 по 2014 год).
За 2013 год объём отгруженных товаров собственного производства, выполненных работ и услуг собственными силами по крупным и средним производителям промышленной продукции составил 100,7 млрд руб.
Строительство
12 февраля 1966 г. создан трест «Сургутгазстрой», старейшее в городе строительное предприятие, ставшее основным застройщиком города.
Сейчас большую роль в строительстве играет предприятие промышленного и гражданского строительства «Сибпромстрой», «СеверСтрой», «Сургутстройцентр»
Малый и средний бизнес

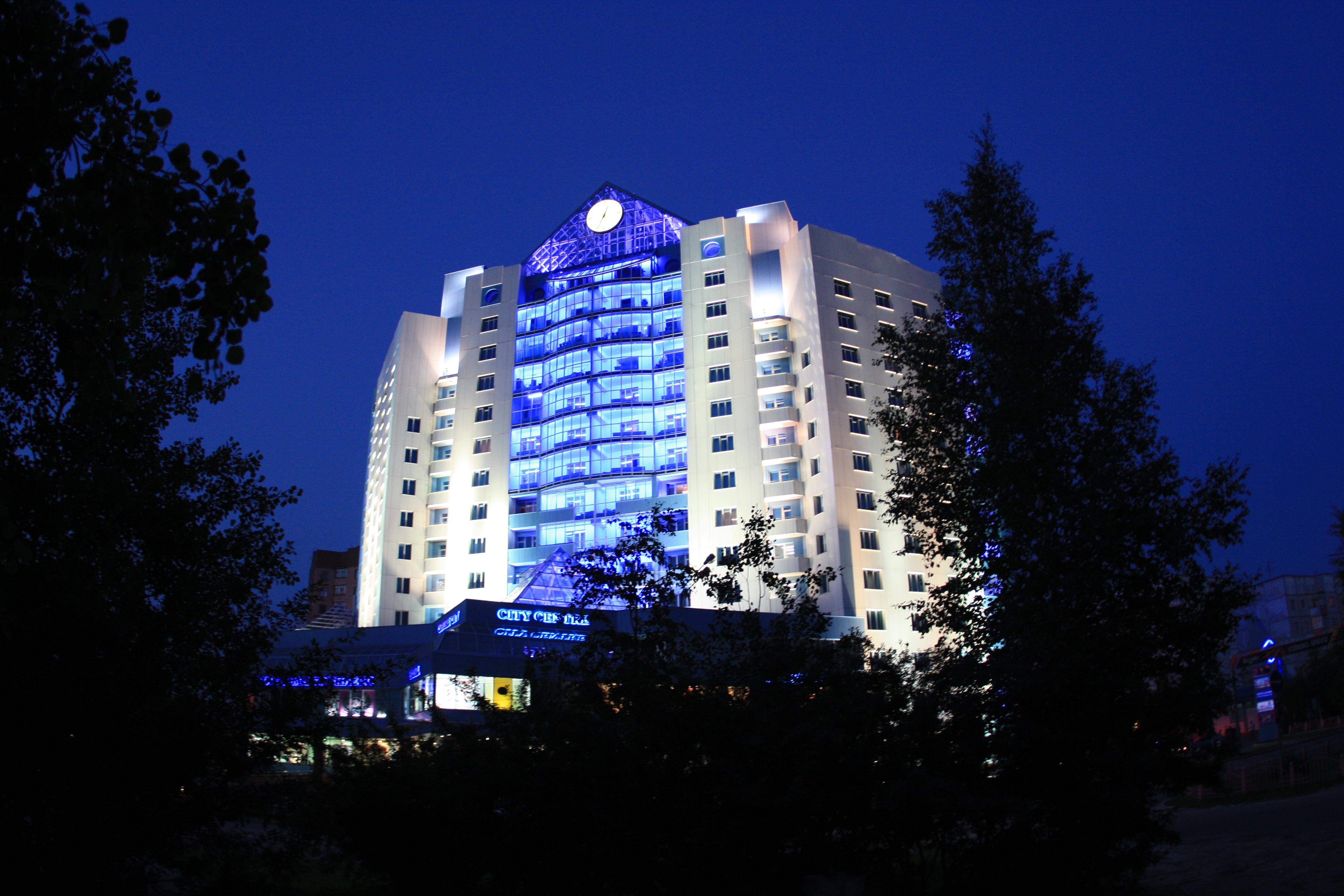
Торгово-гостиничный комплекс Сургут Сити Центр

Всё более значительную роль в городе играет малый и средний бизнес. Количество субъектов малого предпринимательства ежегодно растёт на 4—5 %. В малом и среднем бизнесе заняты более 20 тыс. горожан. Они работают на предприятиях торговли, в пищевой, полиграфической, строительной, издательской и швейной отраслях, а также по оказанию сервисных и транспортных услуг.
Четырёхзвёздочными гостиницами в Сургуте можно назвать отели — «Polaris», «Gala Hotel», «Centre Hotel», «Ekaterinin Dvor Hotel» и «Метрополис».
Три звезды имеют такие гостиницы, как отель «Бизнес Отель», «Обь», «Нефтяник», «Полет», «Метелица», «Берлога» и другие. Кроме этого в городе расположено несколько десятков малых не классифицированных гостиниц, среди которых известны: «Импульс», «Hotel Gulliver», «Черный Лис», «Аквамарин», «Уют», «Кристалл», «Бриз», «CityHotel», «Gala Hotel».
В городе также предлагают свои услуги около 20 различных бюджетных молодёжных мест размещения (хостел), среди которых хостел «LOFT», хостел «69», «Sever», «Велес», «Т», «Северное сияние», «House» и другие.
В городе также работает множество частных предпринимателей, предлагающих свои квартиры в аренду посуточно.

## Транспорт
Сургут занимает выгодное экономико-транспортно-географическое положение: он расположен на пересечении железнодорожной магистрали с мощной водной артерией — рекой Обью. Город является важным транспортным узлом: через него проходят железная дорога, федеральная автомагистраль (включающая единственную переправу через Обь на сотни километров), имеются международный аэропорт и речной порт. В заявленных стратегических планах местного руководства — сделать его крупнейшим транспортно-логистическим хабом региона.
Автомобильный транспорт

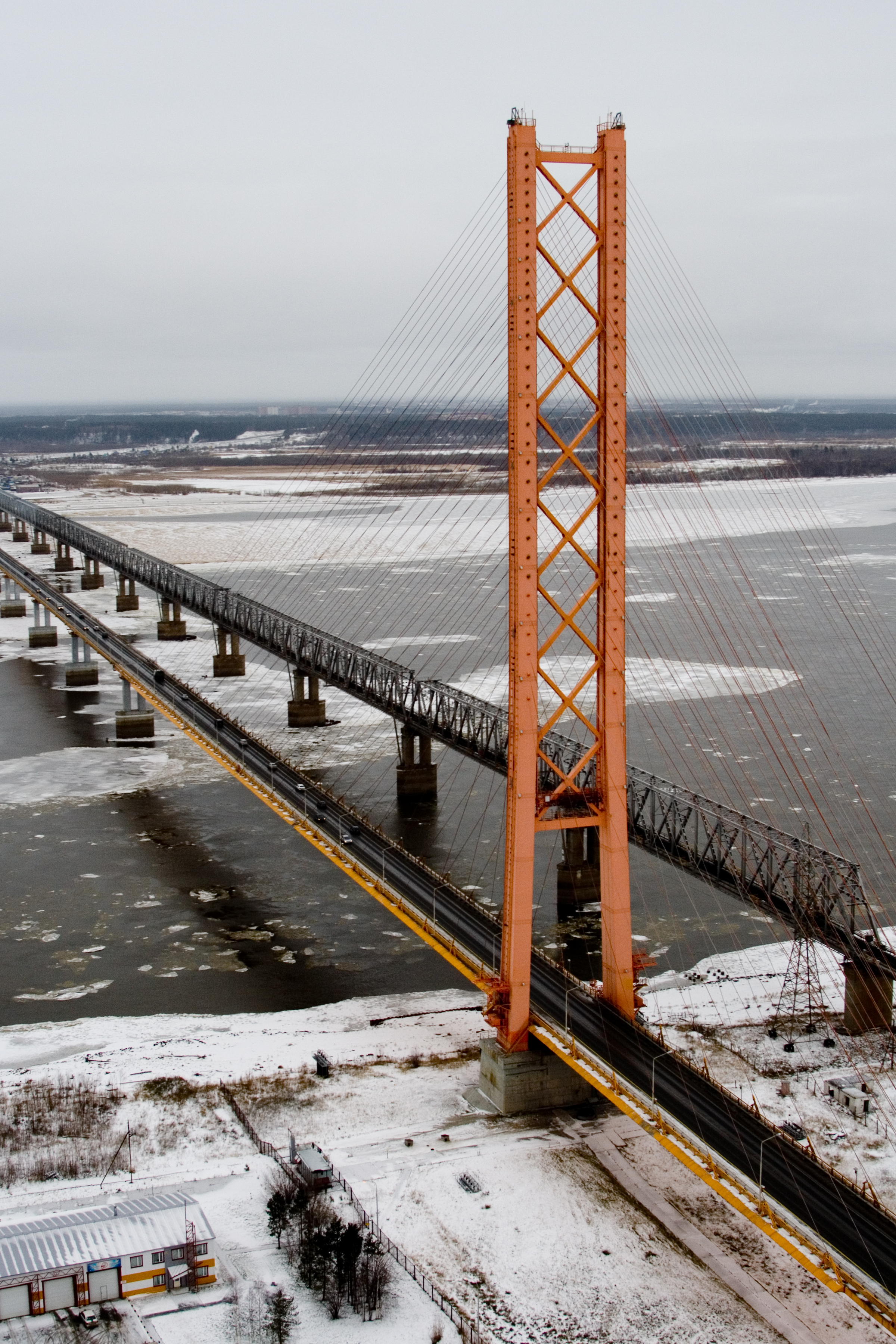
Югорский (имени Валентина Солохина) мост

Через город проходит федеральная трасса Р404 Тюмень — Тобольск — Сургут — Нижневартовск. Это единственная федеральная дорога в ХМАО, которая соединяет Тюменскую область с севером Югры и Ямалом.
Также через город, как и через весь округ, проходят два из 18 основных автодорожных коридоров России: «Северный маршрут» (Пермь — Серов — Ивдель — Ханты-Мансийск — Нефтеюганск — Сургут — Нижневартовск — Томск) и «Сибирский коридор» (Тюмень — Сургут — Новый Уренгой — Надым — Салехард).
В нулевые годы в Сургуте появился автомобильный обход города — Югорский тракт и новый участок объездной автодороги от ул. Энгельса до ул. Югорской. Общая протяжённость трассы — 5030 м. Этот путь существенно разгрузил дорожную сеть в центре города.
Первый автомобильный мост через Обь в окрестностях города был введён в строй в сентябре 2000 года. Его протяжённость составляет 2110 м. Он имеет один пилон высотой 149 м со 130 вантами. На данный момент нагрузка на мост превышает расчётную почти в три раза, в связи с чем было принято решение о строительстве дублёра.
Второй мост появится примерно в 20 км выше по течению и будет обходить город с востока. По проекту это будет четырёхполосный мост протяжённостью 1,6 км, включающий также порядка 44 км подъездных дорог. Мост станет элементом транспортного коридора «Москва — Тюмень — Сургут — Салехард». Его строительство началось 6 июля 2022 года; закончить его планируют в 2026 году.
Междугородное и пригородное автобусное сообщение осуществляются от аэропорта Сургута, от автобусной площадки, в различные города, округа и области.
Железнодорожный транспорт

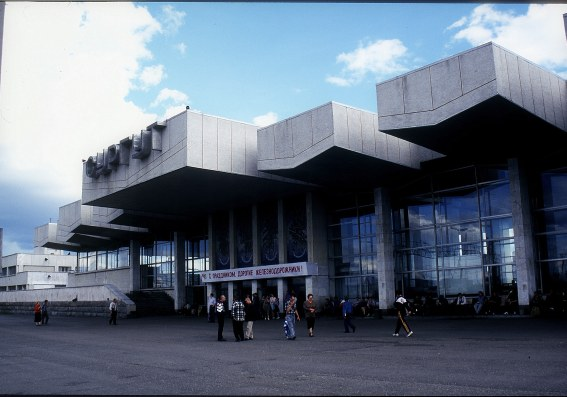
Железнодорожный вокзал Сургут (в 2023 году полностью демонтирован)

Сургут — крупнейшая в Югре железнодорожная станция Свердловской железной дороги. Первый поезд пришёл в Сургут 5 августа 1975 года. Через Сургут поезда идут на восток (Нижневартовск), на север (Новый Уренгой), на юго-запад и на юго-восток (в Тюмень, Москву, Новосибирск, Уфу, Челябинск, Екатеринбург, Сочи, Казань).
Центром железнодорожных перевозок Сургута являлся главный железнодорожный вокзал города — станция Сургут. Здание Сургутского вокзала была построено в 1988 году и выполнено в стиле советского модернизма. Его общая площадь составляла 5900 м². Вокзал включал кассовый зал, два зала ожидания, комнаты отдыха для пассажиров, ресторан и багажное отделение. В 2023 году здание вокзала было полностью снесено и начата плановая реконструкция вокзального комплекса, которая должна закончиться не ранее 2025 года. Реконструкция вызывала общественную настороженность, поскольку могла привести к утрате одного из немногих в городе памятника советского модернизма. Рядом с бывшим зданием железнодорожного вокзала построен временный вокзальный комплекс, обслуживающий пассажиров.
Также Сургут является возможной конечной точкой перспективной Северо-Сибирской железнодорожной магистрали, возобновление работы над планированием строительства которой было поручено Владимиром Путиным правительству в 2023 году.
Воздушный транспорт

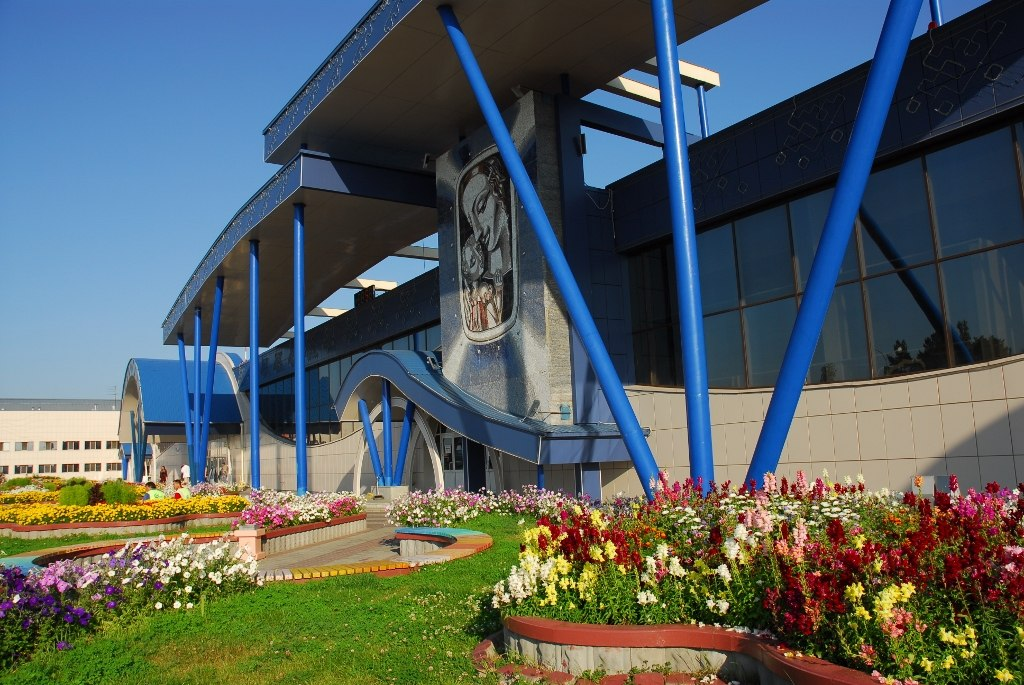
Международный аэропорт Сургут имени Фармана Салманова

Международный аэропорт Сургут им. Ф. К. Салманова — крупнейший аэропорт в Ханты-Мансийском автономном округе — Югре, один из самых крупных в России (2 220 534 пассажиров в 2024 году), штаб-квартира авиакомпании UTair (с дочерними компаниями). Имеет международный статус и статус аэропорта федерального значения. Выполняются рейсы в Азербайджан, Беларусь, Киргизию, ОАЭ, Таджикистан, Турцию, Узбекистан  и др. — всего более 35 направлений. ОАО «Аэропорт Сургут» — крупнейшее предприятие в регионе, имеющее статус ведущего аэропорта в регионе, на протяжении нескольких лет. Входит в группу компаний ОАО «Аэропорт Сургут», в эту группу входят некоторые дочерние предприятия (аэропорты) Ханты-Мансийского АО и Республики Саха (Якутии). «Аэропорт Сургут» занимает 19-е место по производственным показателям в России среди аэропортов в 2024 году.
Водный транспорт

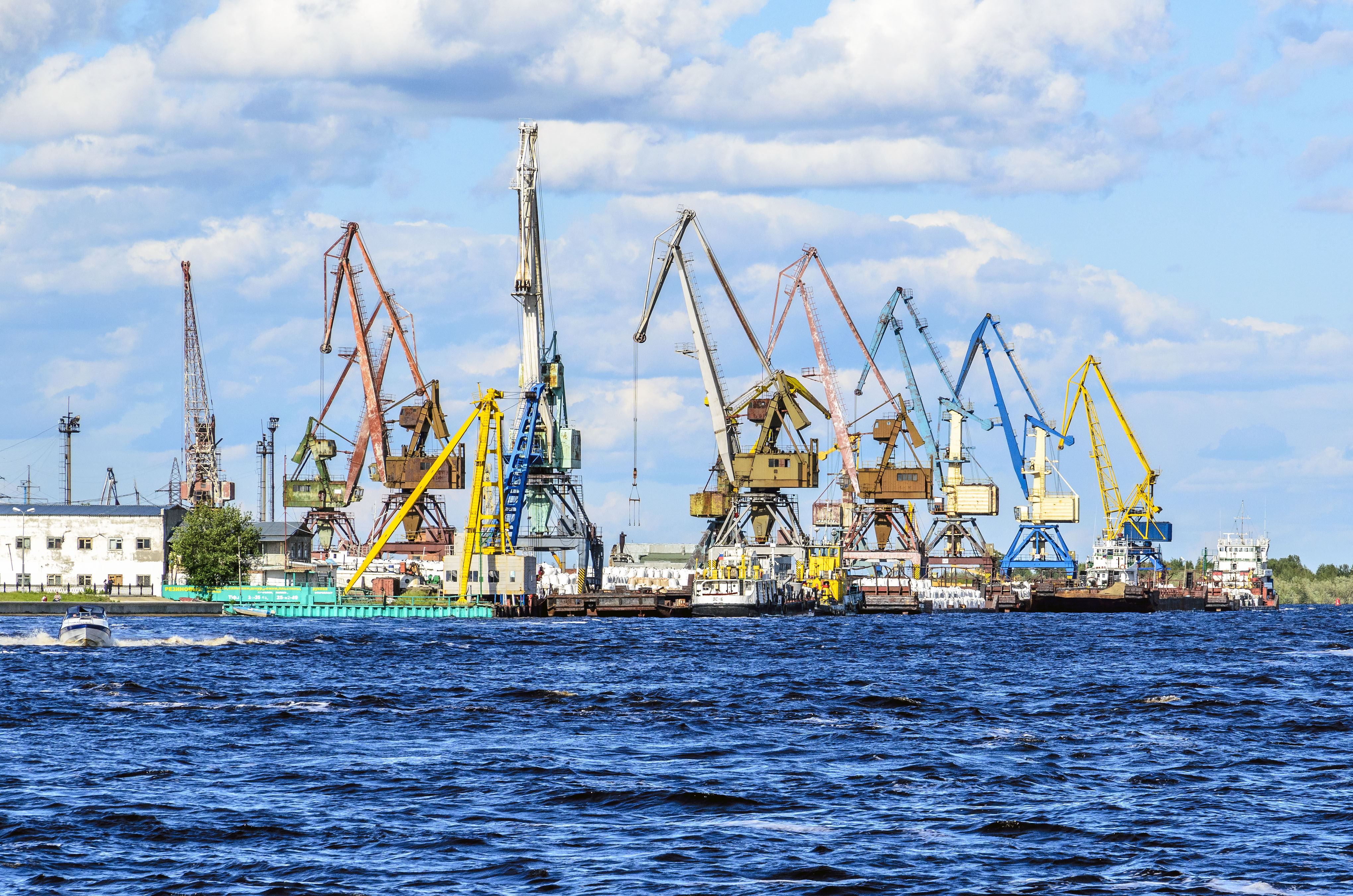
Сургутский речной порт

Крупный транспортный узел — единственный на Средней Оби в ХМАО и второй по величине в Обь-Иртышском пароходстве. В годы бурного развития края в Сургутский речной порт доставлялось тяжёлое громоздкое оборудование для ГРЭС, нефтепромыслов, миллионы тонн грузов для многочисленных строек.
Общественный транспорт

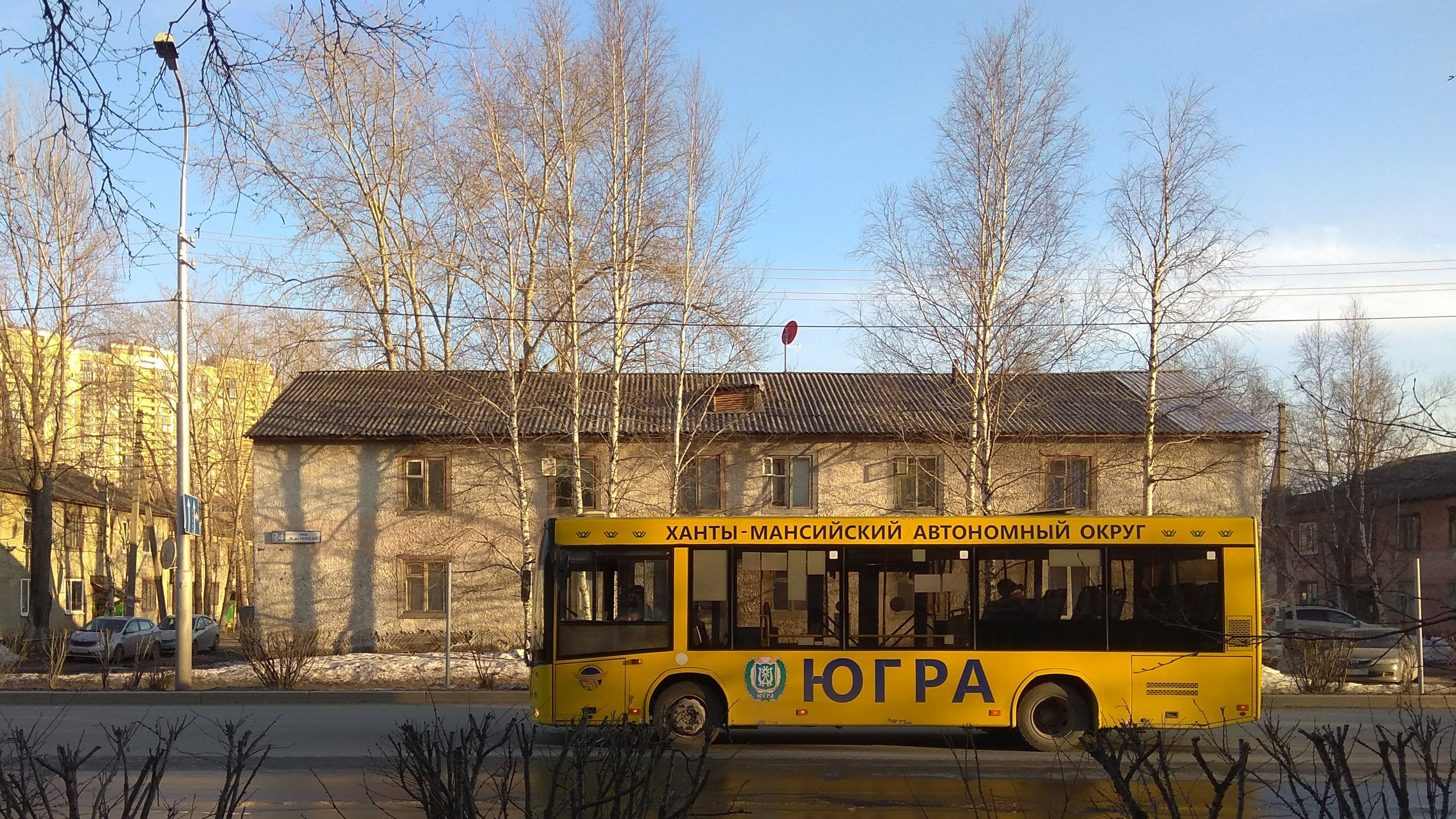
Городской автобус

Городской транспорт представлен автобусами, маршрутным такси, а также такси от частных компаний.
Автобусная сеть Сургута насчитывает 33 маршрута городского следования и 2 маршрута маршрутного такси. Крупнейшим транспортным предприятием города является ОАО «Сургутское производственное объединение пассажирского автотранспорта» (СПОПАТ, в наличии автобусы ЛиАЗ-5293, МАЗ-103 и МАЗ-206), а также крупные частные компании ООО «Центр» (в наличии автобусы Scania OmniLink,Volvo 8500), ООО «ЗапСибАвто» (в наличии автобусы МАЗ-103,ПАЗ-3204,НЕФАЗ-5299,Volgabus-5270,Yutong ZK6116HG, Zhong Tong LCK6105HG), ООО «Русское» и ООО «НАРТ».
Крупнейшим перевозчиком, эксплуатирующим маршрутные такси, является ООО «СургутГазСервис» (в наличии ПАЗ-32053/32054 и микроавтобусы), ООО «Автолайн» (МАЗ-206 (1 шт), ПАЗ-3205).

## Связь
В городе, как и на территории округа, работают 7 операторов сотовой связи стандарта GSM: МТС, Билайн, МегаФон, Ростелеком, Tele2 Россия, Мотив, YOTA Поколение 2G, 3G, 4G, 5G. Стандарт Связи EDGE, WCDMA, LTE, UMTS, GSM, HSPA+

## Социальная сфера

### Образование и наука

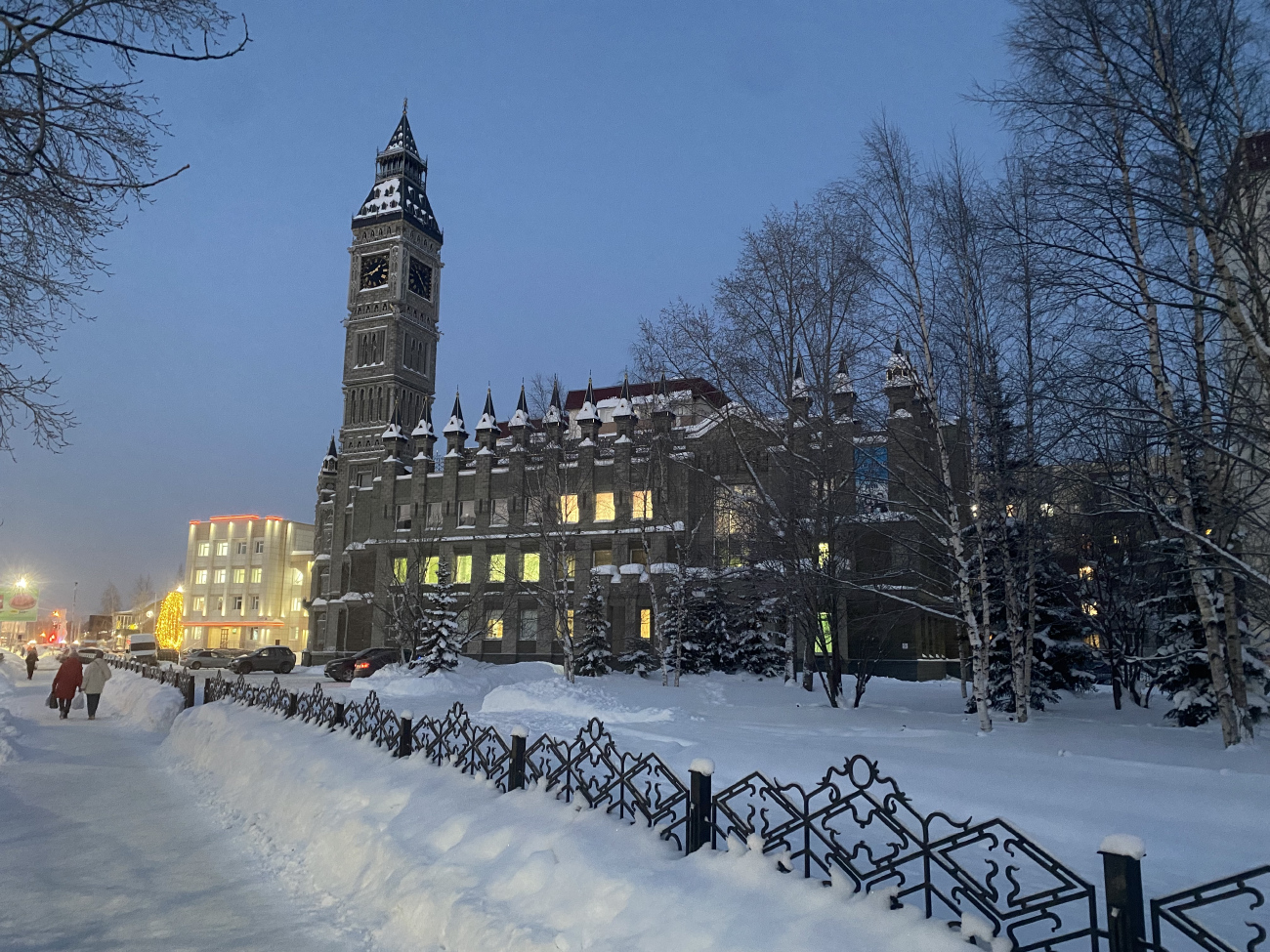
Школа изучения иностранных языков

По состоянию на 1 октября 2019 года систему дошкольного образования в Сургуте составляли 110 дошкольных учреждений и 5 частных детских садов. Среди учреждений среднего общего образования — 55 школ, 5 гимназий и 5 лицеев. Система дополнительного образования включает в себя 4 музыкальных школы, детскую хореографическую школу, 4 школы искусств, 7 художественных студий, 89 школ
и центров изучения иностранных языков, 16 детско-юношеских спортивных школ и др.
Средние специальные заведения представлены Сургутским политехническим колледжем, медицинским училищем, Колледжем русской культуры имени А. С. Знаменского, музыкальным колледжем, институтом экономики, управления и права, торгово-экономическим техникумом, финансово-экономическим колледжем, хоровым училищем им. Глинки, художественно-промышленным колледжем, а также филиалами Санкт-Петербургского промышленно-экономического колледжа, Самарского энергетического колледжа, Тюменского торгово-экономического техникума, Югорского государственного университета (филиал-нефтяной техникум).

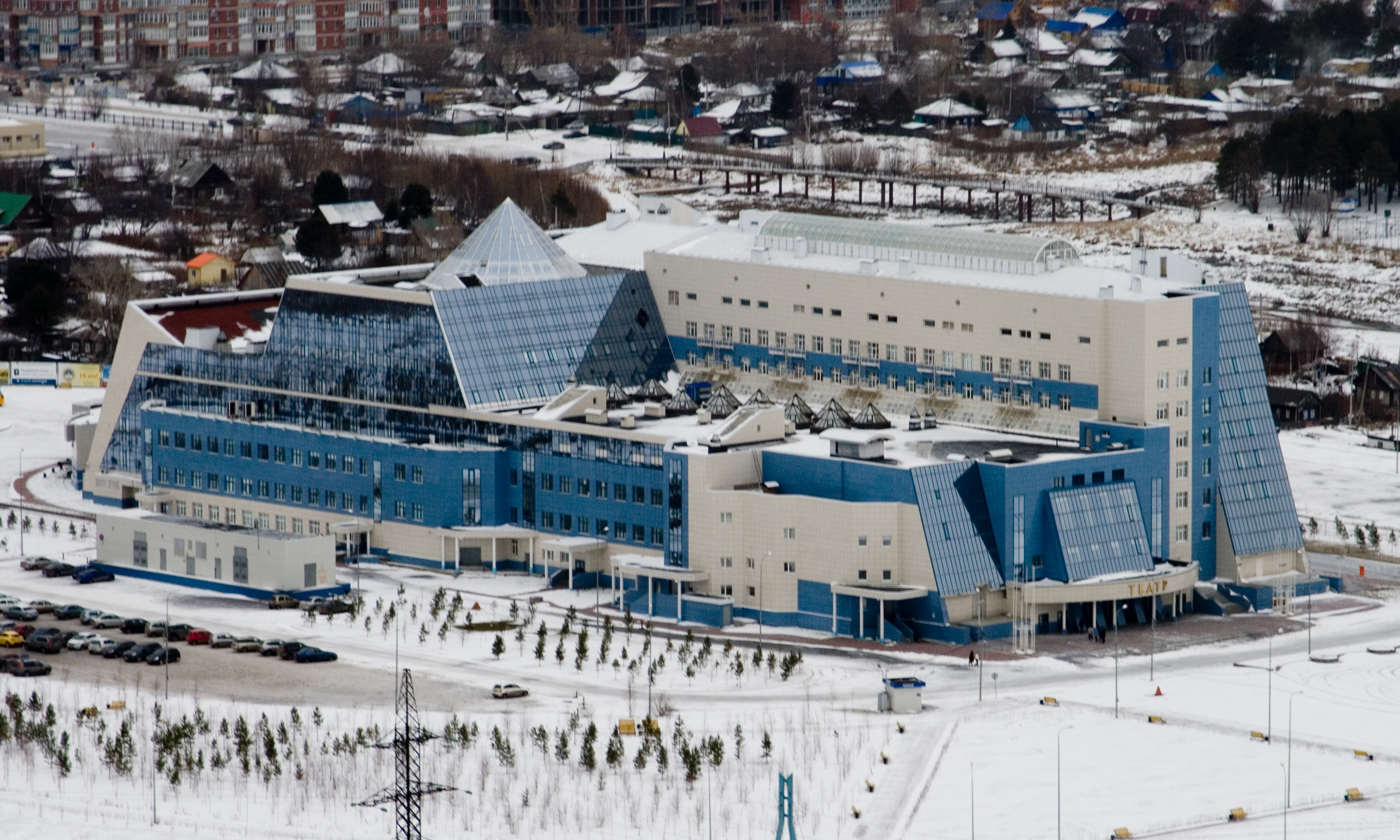
Сургутский государственный университет

В Сургуте базируются два государственных университета: Сургутский государственный университет (СурГУ) и Сургутский государственный педагогический университет (СурГПУ), негосударственный Сургутский институт мировой экономики и бизнеса «Планета». Также работают филиалы и представительства университетов других регионов России: Тюменского государственного университета, Тюменского индустриального университета, Тюменского юридического института МВД России, Московской академии предпринимательства при правительстве г. Москвы, Омского государственного технического университета, Государственной академии строительства и ЖКХ России, Столичной финансово-гуманитарной академии, Российского нового университета (НОУ РосНОУ), Московского государственного строительного университета (МГСУ), Томского государственного университета систем управления и радиоэлектроники и других.

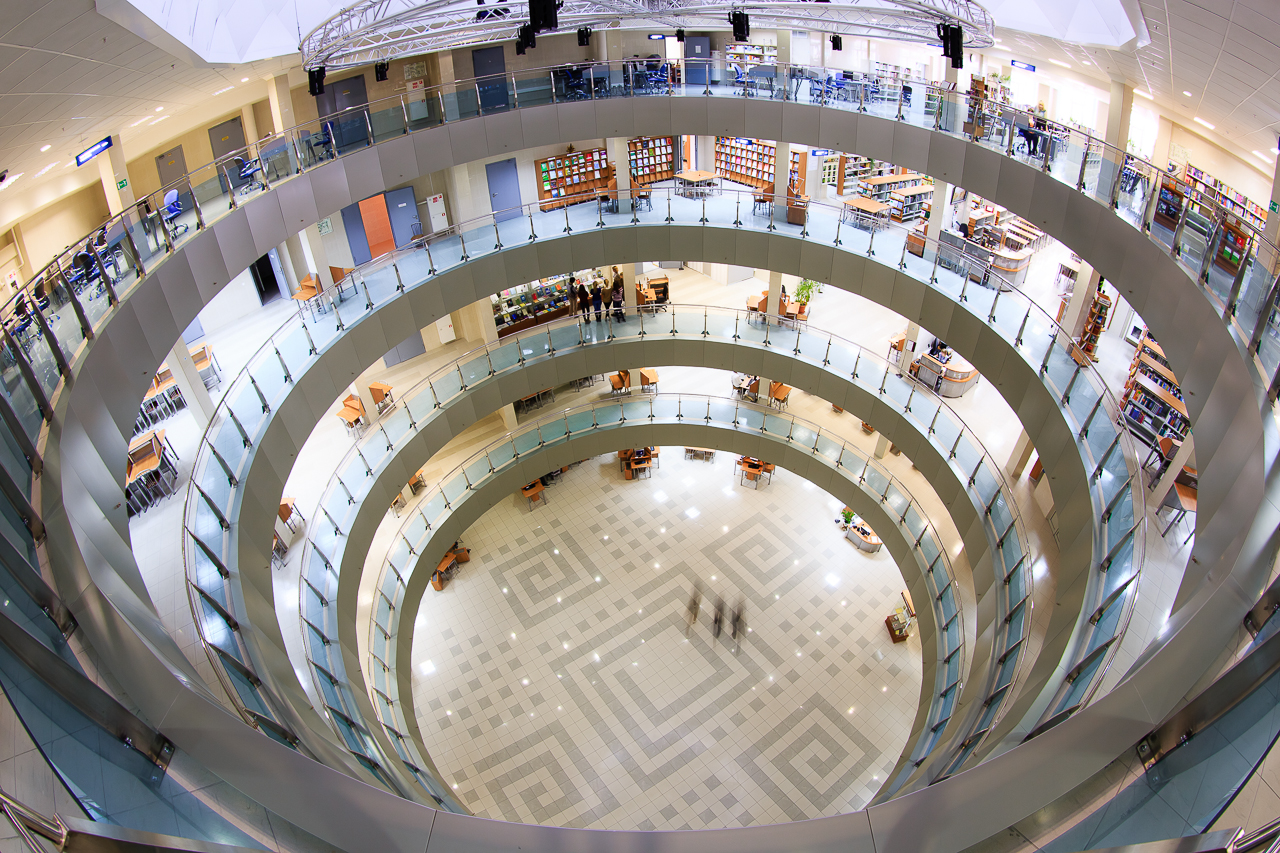
Научная библиотека Сургутского университета

В 2023 году в Сургуте работали: 88 библиотек с книжным фондом более 2 млн экземпляров, в том числе 12 массовых городских библиотек, объединённых в централизованную библиотечную систему.

### Медицина и здравоохранение
Обеспеченность медучреждениями в городе высокая. Работают пять окружных центров — травматологический, кардиологический, противотуберкулёзный, окружная клиническая больница, центр охраны материнства и детства (перинатальный центр). Также в городе находится Центр профилактики и борьбы со СПИД и ВИЧ.
Медицинские услуги населению города предоставляют 10 муниципальных и 9 окружных учреждений здравоохранения. В медицинских учреждениях города работает более 1,5 тыс. врачей и более 4 тыс. среднего медицинского персонала.

## Культура
Музеи и галереи

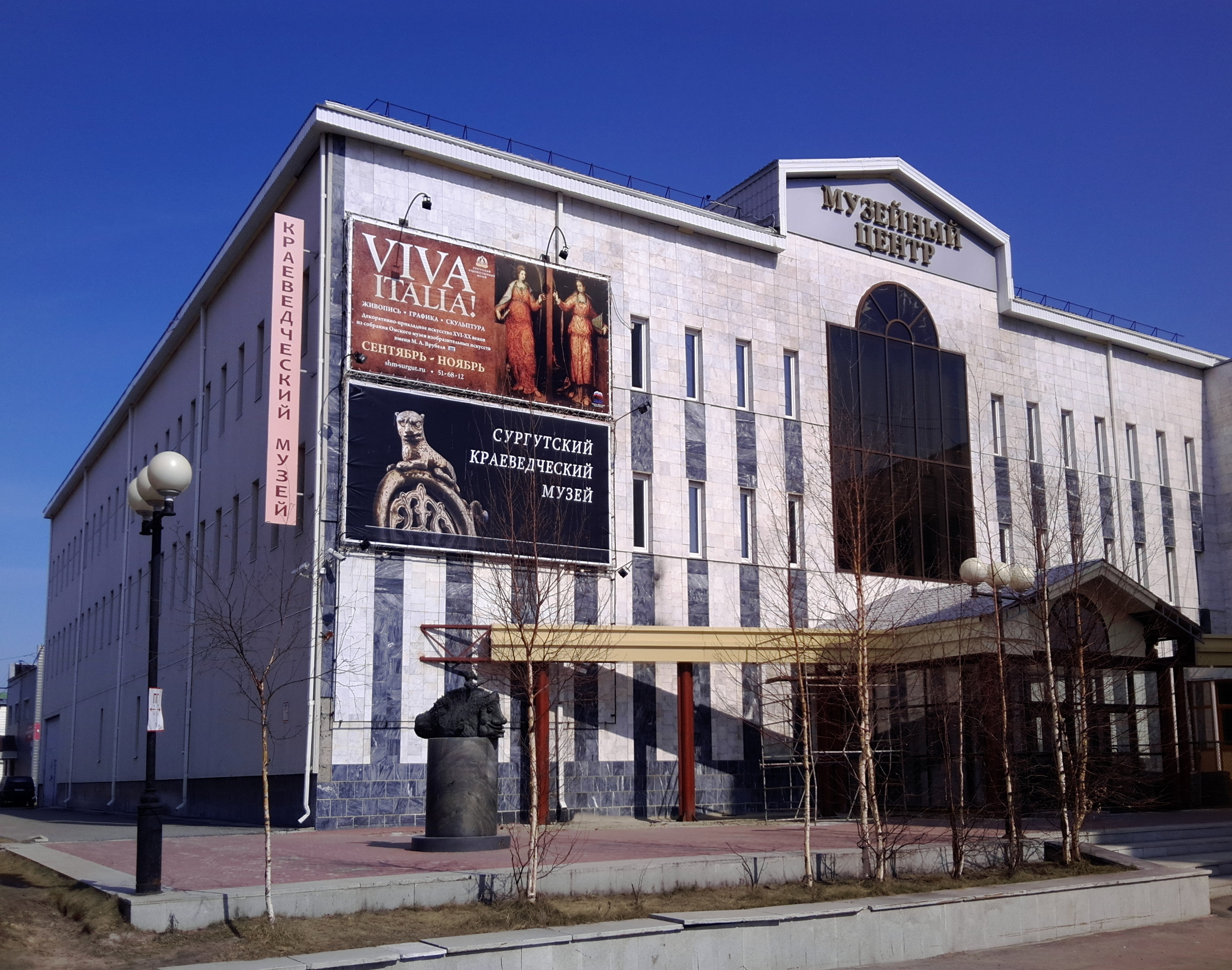
Музейный центр: краеведческий и художественный музеи

С 1963 года в Сургуте работает краеведческий музей. Флегонтом Показаньевым были собраны сотни экспонатов по истории города и края, которые легли в основу первой экспозиции музея. С 2000-х годов в структуру музея входят «Купеческая усадьба» «Дом купца Г.C. Клепикова», единственный в Сургуте памятник истории и культуры конца XIX в., Центр патриотического наследия, мемориальный комплекс геологов-первопроходцев «Дом Ф. К. Салманова», живое свидетельство эпохи 60-х годов XX века.Сургутский художественный музей был основан 1 октября 1992 года. Круг интересов музея — русское искусство рубежа XIX—XX веков и первой половины XX века (полотна Константина Коровина, Николая Сапунова, Кузьмы Петрова-Водкина, Константина Горбатова, Клавдия Лебедева, Николая Крымова, Николая Ульянова), творчество современных художников (Виктора Тетерина, Евгении Антиповой, Армена Петросяна, Александра Пантелеева, Дамира Муратова), в том числе художников Севера и Западной Сибири (Пётр Бахлыков). Музей взял на себя миссию по возвращению уникальных коллекций художественных бронз эпохи средневековья, вывезенных в разное время после раскопок с территории Сургута и района, стал осуществлять охрану и изучение разрушающихся памятников историко-культурного наследия.
Также работают Музей Моста, Историко-культурный центр «Старый Сургут», Центр культурных инициатив «Порт», Галерея «Стерх».
Театры, кинотеатры и концертные залы

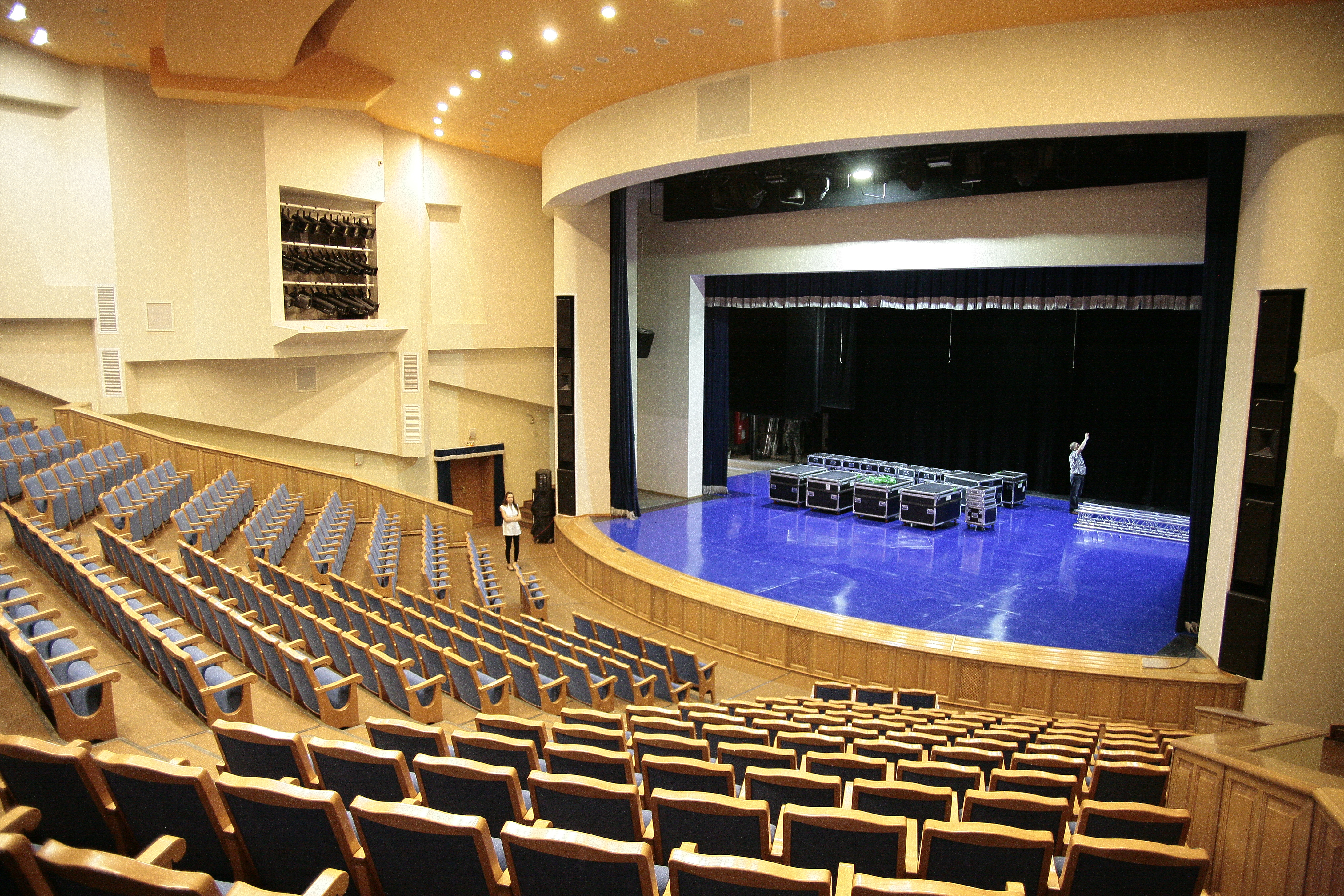
Студенческий театр Сургутского университета

В Сургуте работают Сургутский музыкально-драматический театр (основан 22 февраля 1999 года, находится в здании бывшего ДК «Магистраль» на ул. Грибоедова) , старейший в городе дворец культуры «Строитель» (открыт 24 ноября 1969 года), реорганизованный в 2005 году в муниципальное учреждение культуры «Городской культурный центр», Сургутская филармония (основана 4 января 2003 года, c 2012 года находится в здании бывшего ДК «Энергетик» на ул. Энгельса), Театр актёра и куклы «Петрушка» (с 1991 года, с июня 2015 по март 2020 года находился в здании бывшего кинотеатра «Аврора», с 2020 года находится в ТЦ «Сибирь» на ул. Энгельса), крупнейший в Уральском Федеральном округе Дворец искусств «Нефтяник» (основан в 1970 года, до 2003 года находился на площади Нефтяников по ул. Энтузиастов, открыт на новом месте 1 октября 2016 года на Югорском тракте), Центр культуры, искусств и досуга «Камертон» (основан в 1990 году, находится на ул. Островского), Театр СурГУ (открыт в июне 2005 года) и концертные залы СурГПУ. По состоянию на 2025 год, работают следующие кинотеатры: «Галерея кино 3D» (1 зал, 46 мест); «Мир» в ТРЦ «Сити-Центр» (2 зала, 292 места); «Вершина» в ТРЦ «Вершина» (4 зала, 449 мест); «Синема Парк» в ТРЦ «Сургут Сити Молл» (8 залов, 1330 мест); «Каро фильм» в ТРЦ «Аура» (8 залов, 1284 места); «Галактика» в ТРЦ «Союз» (4 зала, 315 мест).
Фестивали
Филармония организует ежегодный фестиваль искусств «60 параллель», объединяющий артистов северных стран и регионов. В разные годы в нём приняли участие Денис Шаповалов, ансамбль «Виртуозы Якутии», группа Би-2, Оркестр народных инструментов имени Осипова, певица Гури Хансдоттир, саксофонист Кристиан Линдберг, пианист Танел Йоаметс и другие исполнители из Карелии, Новосибирска, Санкт-Петербурга, Югры, Якутии, Аляски, Норвегии, Фарерских островов, Финляндии, Швеции, Эстонии.
Также каждую весну проходит молодёжный фестиваль искусств «Зелёный шум», среди участников которого такие исполнители как оперная певица Венера Гимадиева, пианистка Екатерина Мечетина, Нарек Ахназарян, пианистка Злата Чочиева, Никита Борисоглебский, Владимир Магомадов, Полина Сенатулова, Александр Рамм, Люка Дебарг, Варвара Кутузова, Наталья Балахничёва, Саори Коикэ, Джой Аннабель Уомак, Александра Довгань и другие.
Городской культурный центр — автор таких проектов, как «Сургут — наш общий дом», Городской конкурс молодых исполнителей эстрадной песни «Молодые голоса», Городской фестиваль самодеятельного художественного творчества ветеранов и пенсионеров «С песней по жизни», Городской конкурс «Семья года» и многих других.
Ежегодный фестиваль «Соцветие» популяризирует и возрождает национальное культурное наследие народов ХМАО Югры. Сургутские национальные организации проводят праздники Сабантуй и Вардавар.
Развлечения
На сегодняшний день она включает 20 молодёжно-подростковых клубов, учебно-тренировочный центр «Барсова гора», центр технических видов спорта, цех шелкографии и полиграфии, швейно-вязальное производство, пневмоформовочный цех, центр молодёжного дизайна, молодёжный клуб-кафе «Собеседник». А также это крупные торгово-развлекательные центры: «Аура», «Агора», «Союз», «Сургут Сити Молл». В 2016 году в городе открылся самый большой в ХМАО аквапарк «Аквамарин».

## Архитектура и памятники
Город застроен по генеральному плану, утверждённому в 1970 году. В 1970—80-е годы были построены дворцы культуры, железнодорожный вокзал, аэропорт. Мозаичное панно Сургутская Мадонна (1981) на здании аэропорта признано объектом культурного наследия регионального значения.
При реализации генерального плана старая деревянная застройка была уничтожена почти полностью. Из зданий дореволюционной постройки до наших дней сохранилась только городская усадьба купца Г. С. Клепикова (конец XIX века). Из более поздних деревянных строений сохранились здание Дома пионеров (1957) и дом, в котором жил первооткрыватель нефти в Сибири Ф. К. Салманов. Усадьба Клепикова и дом Салманова признаны объектами культурного наследия регионального значения. Некоторые утраченные деревянные здания были позже реконструированы на территории Историко-культурного центра Старый Сургут (2000-е).
Архитектура XXI века представлена жилыми комплексами, зданиями университетов, офисными центрами, культовыми строениями. Здания советского времени подвергаются реконструкции. Здание железнодорожного вокзала было снесено в 2023 году. Мост имени Валентина Солохина (Югорский мост) (2000) через реку Обь — крупнейший в мире вантовый мост, у которого центральный пролёт поддерживается одним пилоном.

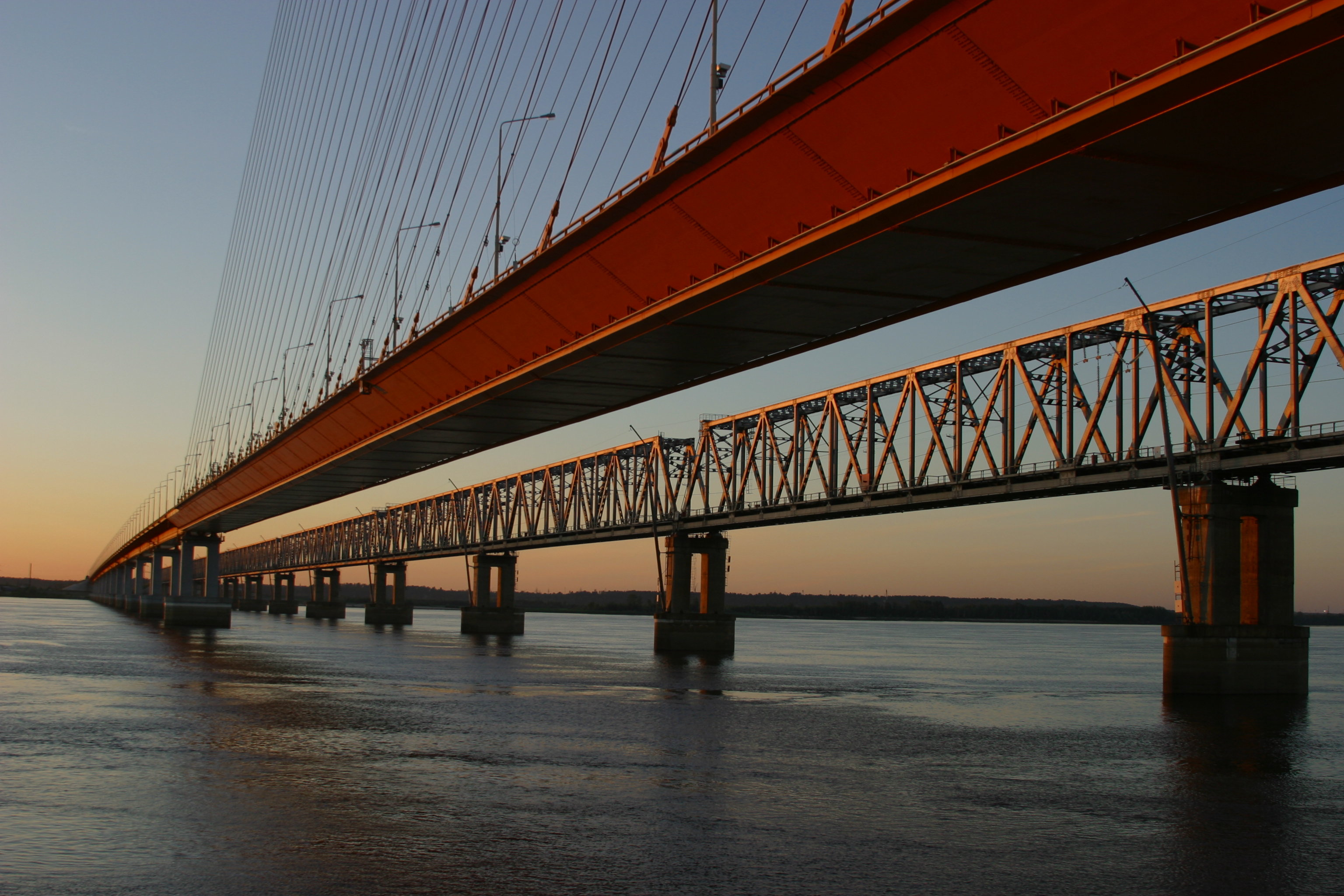
Мост имени Валентина Солохина (Югорский мост)
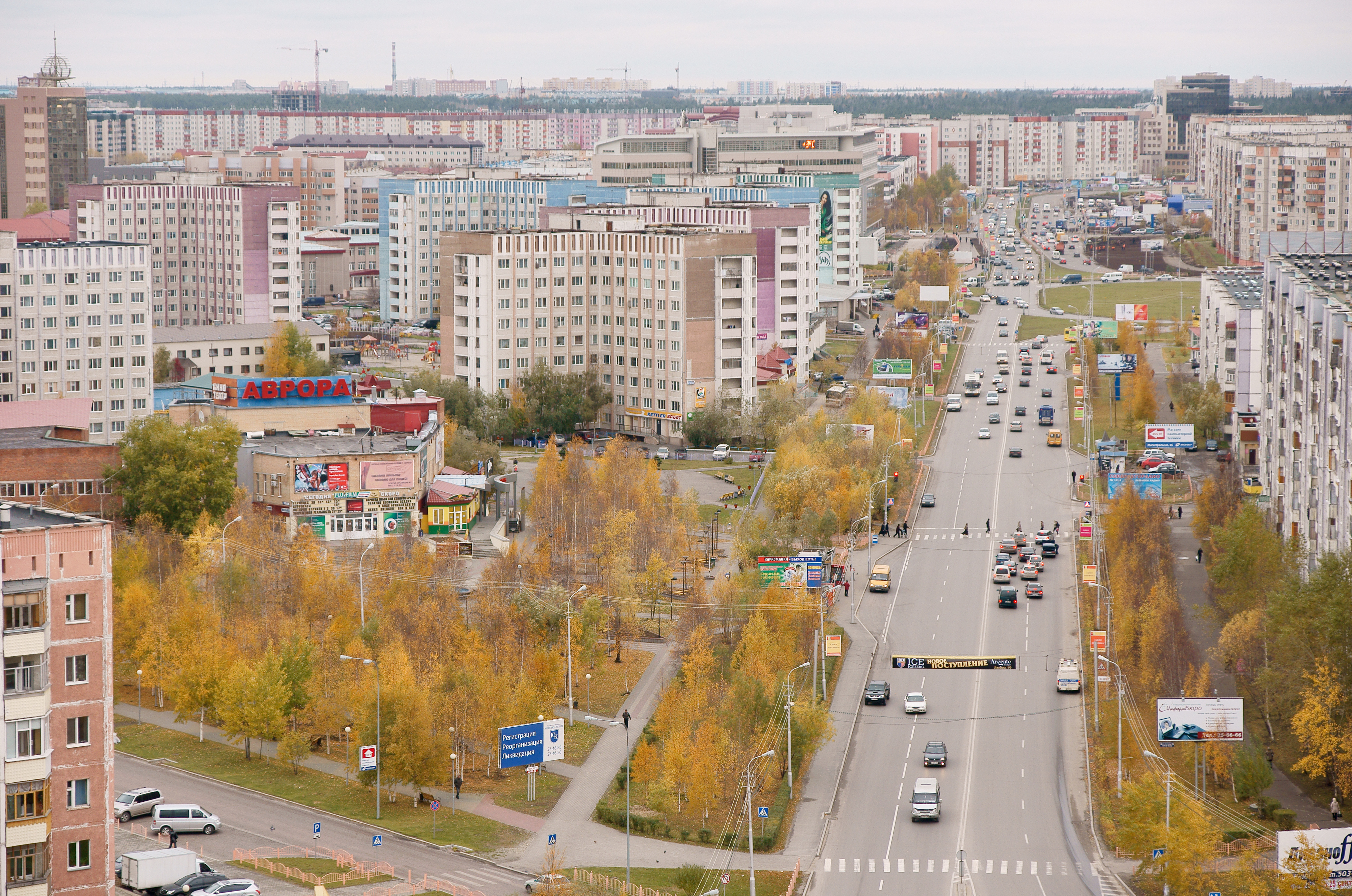
Проспект Ленина
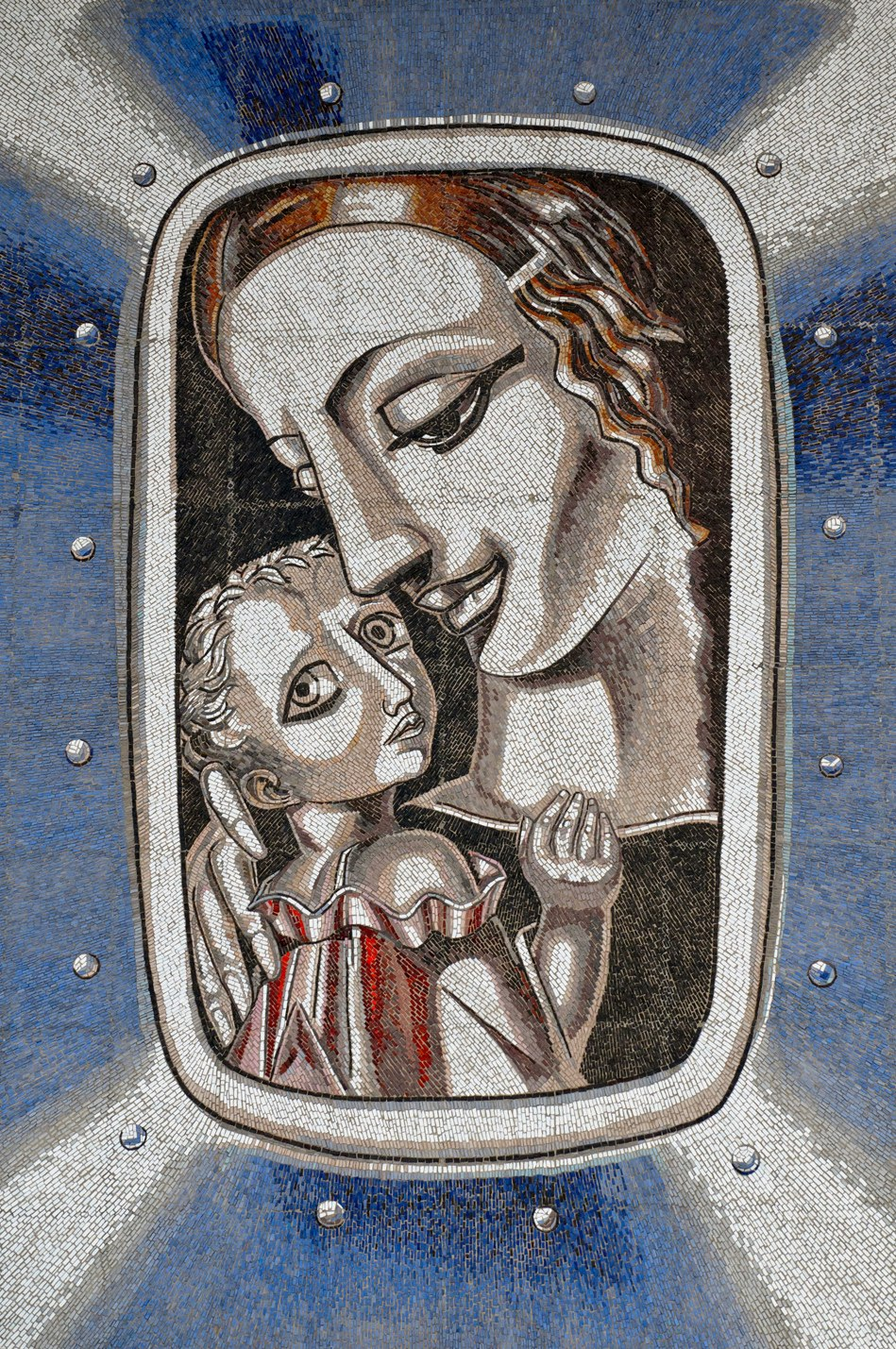
Сургутская Мадонна
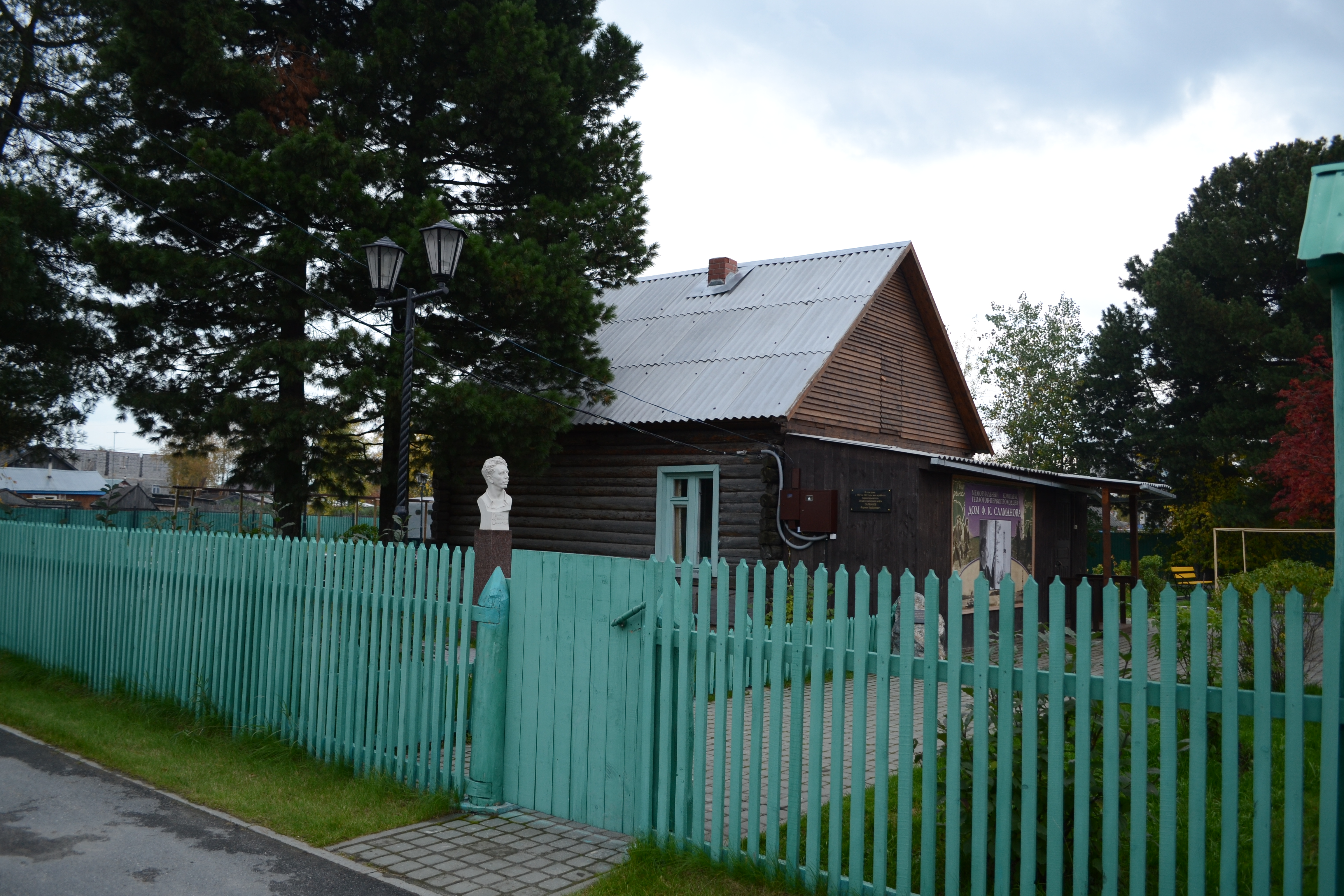
Дом Салманова
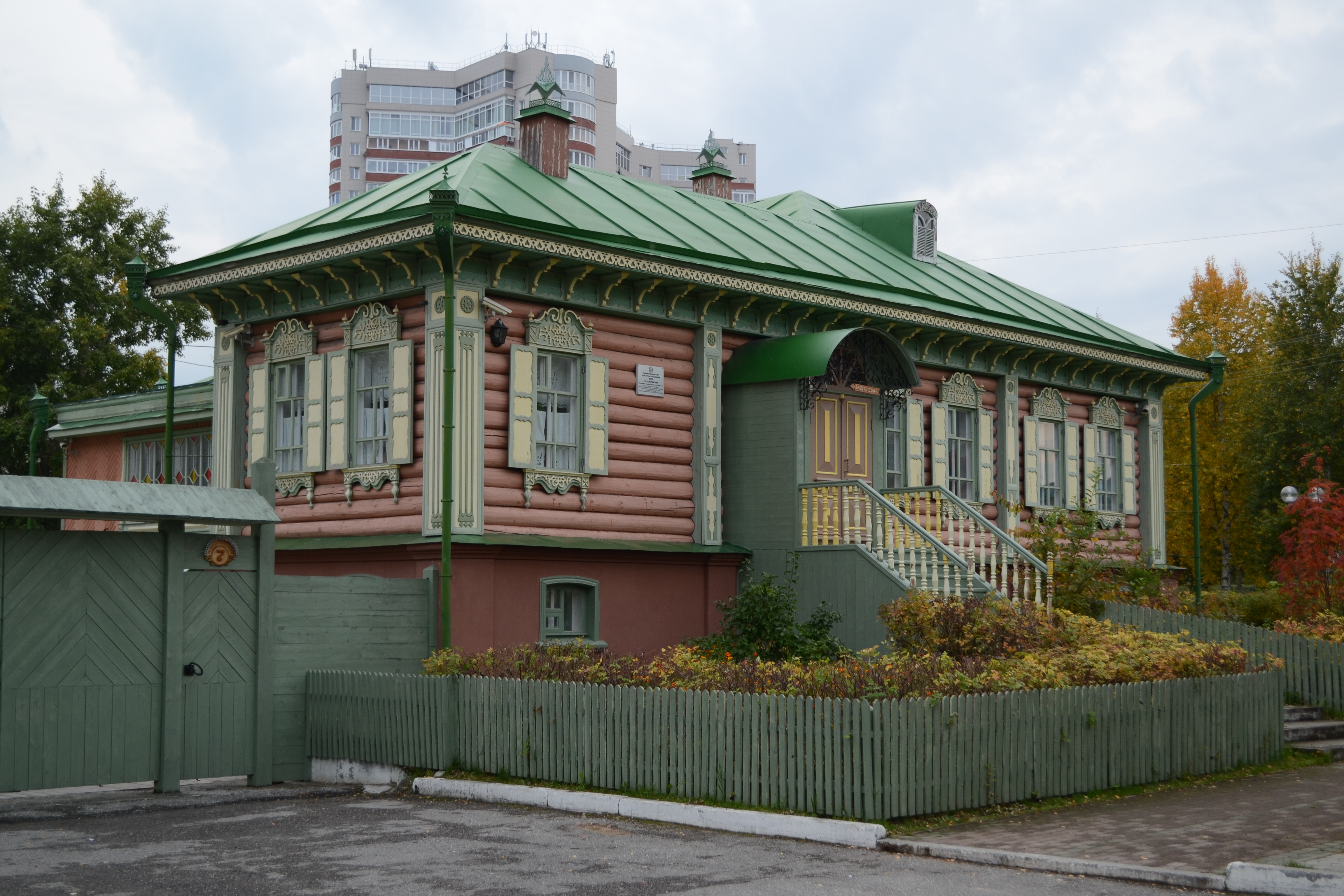
Дом купца Клепикова
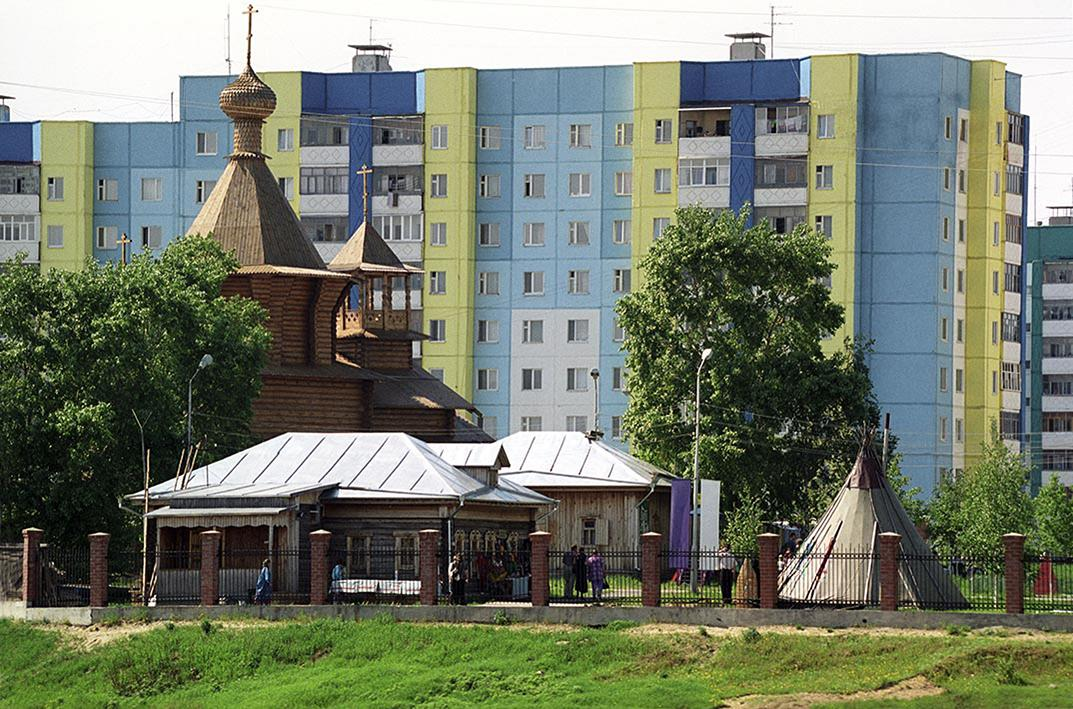
Выставочный комплекс «Старый Сургут»
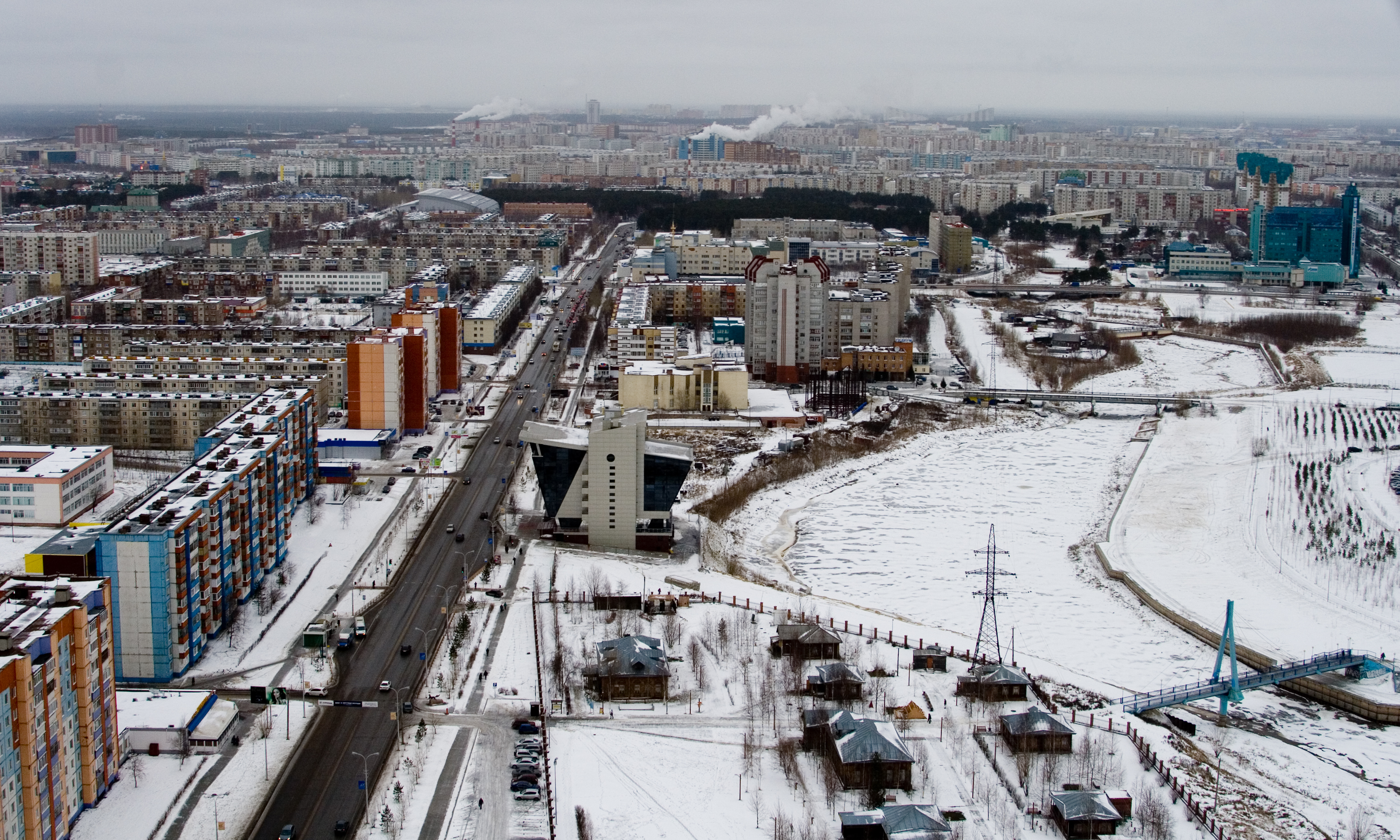
Панорама города

В Сургуте установлено несколько десятков памятников и городских скульптур. К объектам культурного наследия регионального значения относится братская могила жертв восстания 1921 года, расположенная в составе Мемориала Славы (1968) вместе с памятниками сургутянам, погибшим в Великой отечественной войне. Другие важные памятники — стела «Факел» (1984) памятник Воинам-интернационалистам (1998), памятник Основателям города (2002), памятник Трудовому подвигу поколений работников «Сургутнефтегаза» (2016), памятник Жертвам политических репрессий (2018).

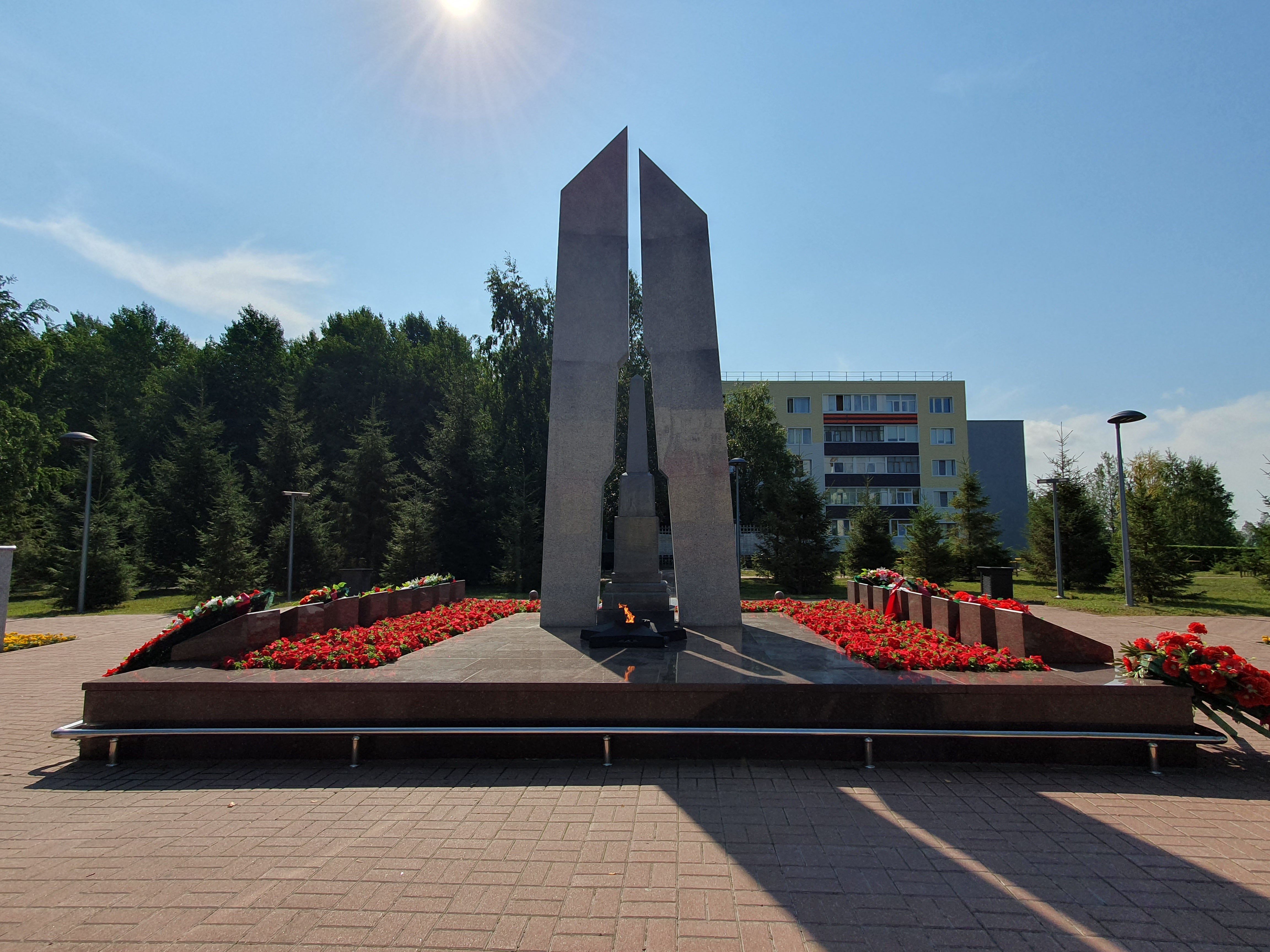
Мемориал Славы
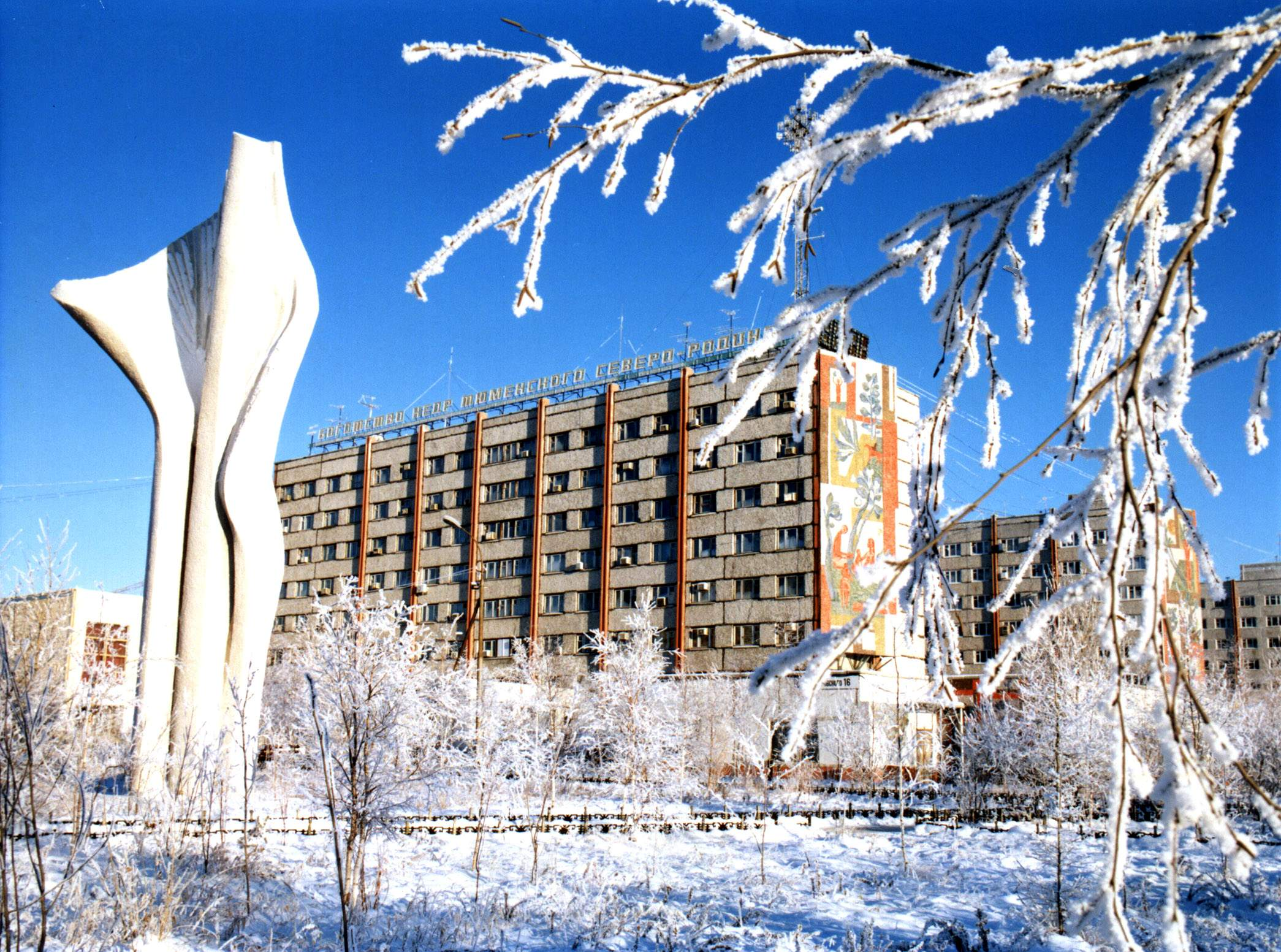
Стела "Факел"
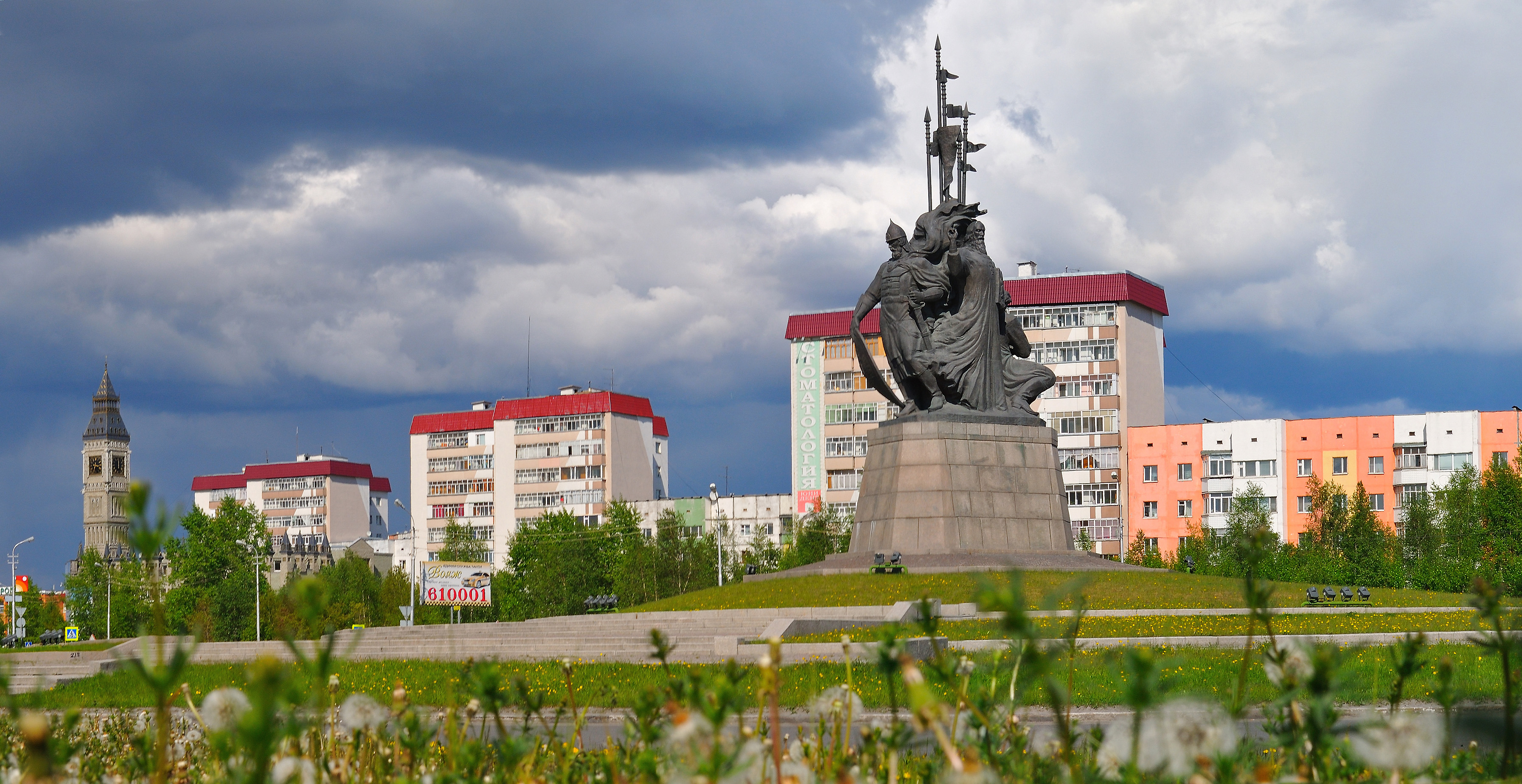
Памятник Основателям города

Парки и зоны отдыха
В 7 км к западу от города, на правом берегу Оби, находится археологический памятник Барсова Гора. Здесь находятся уникальные геологические образования — участки выхода на поверхность морены, присутствуют нехарактерные виды растений, включая уникальные мелколиственные крупнотравные леса. Кроме того, здесь расположены 60 городищ, 3 тыс. селищ, могильники, святилища и т. п., древнейшие из которых относятся к каменному веку. Барсова гора является объектом культурного наследия регионального значения.
В городе есть множество парков: За Саймой, Кедровый Лог, Геологов, Парк культуры и отдыха, скверы Комсомольский, Старожилов Сургута, Энергетиков, Центральный.
Также в городе работает Каменный мыс — горнолыжный комплекс, где любят отдыхать сургутяне и гости города.

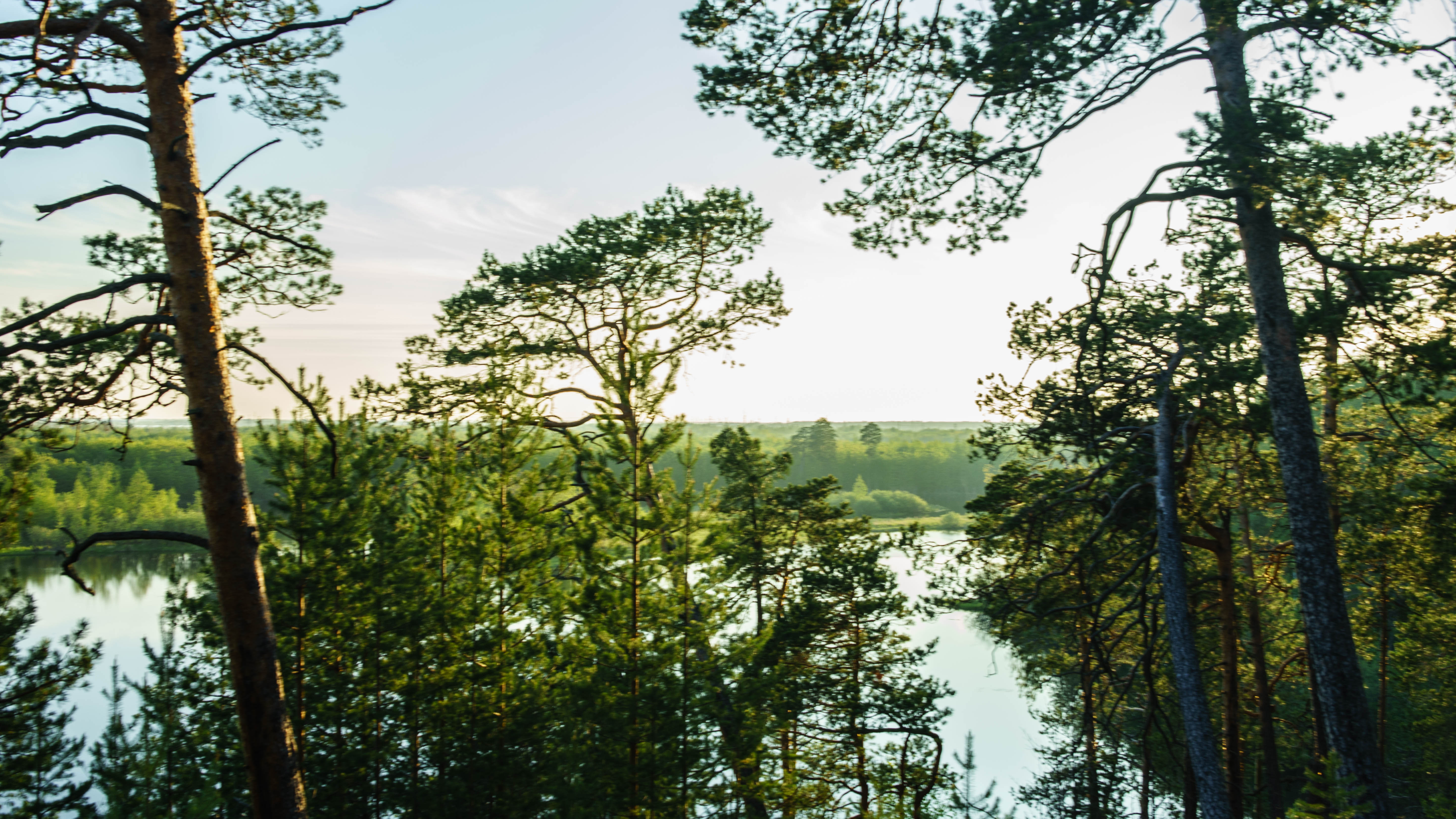
Барсова гора
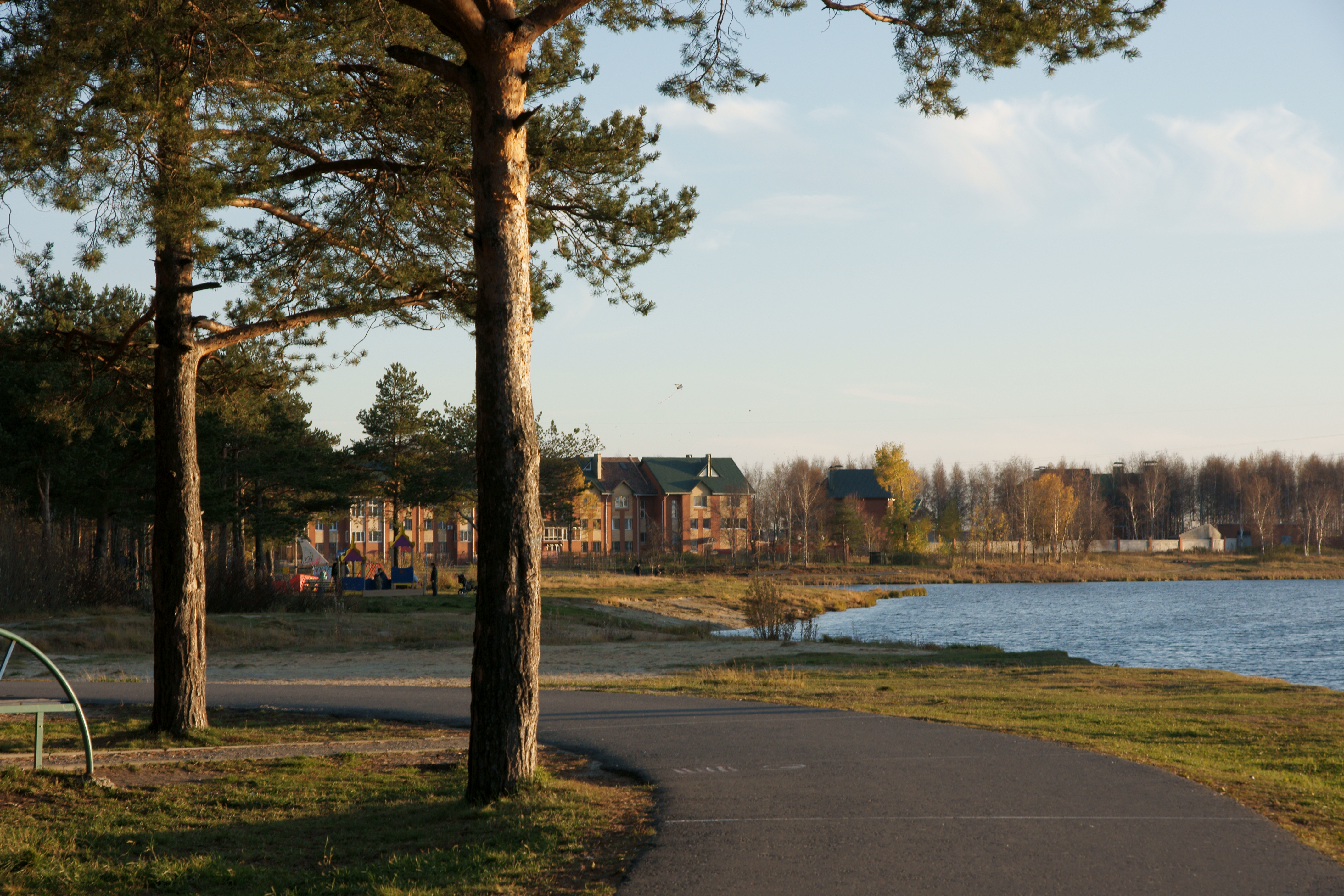
Парк «За Саймой»
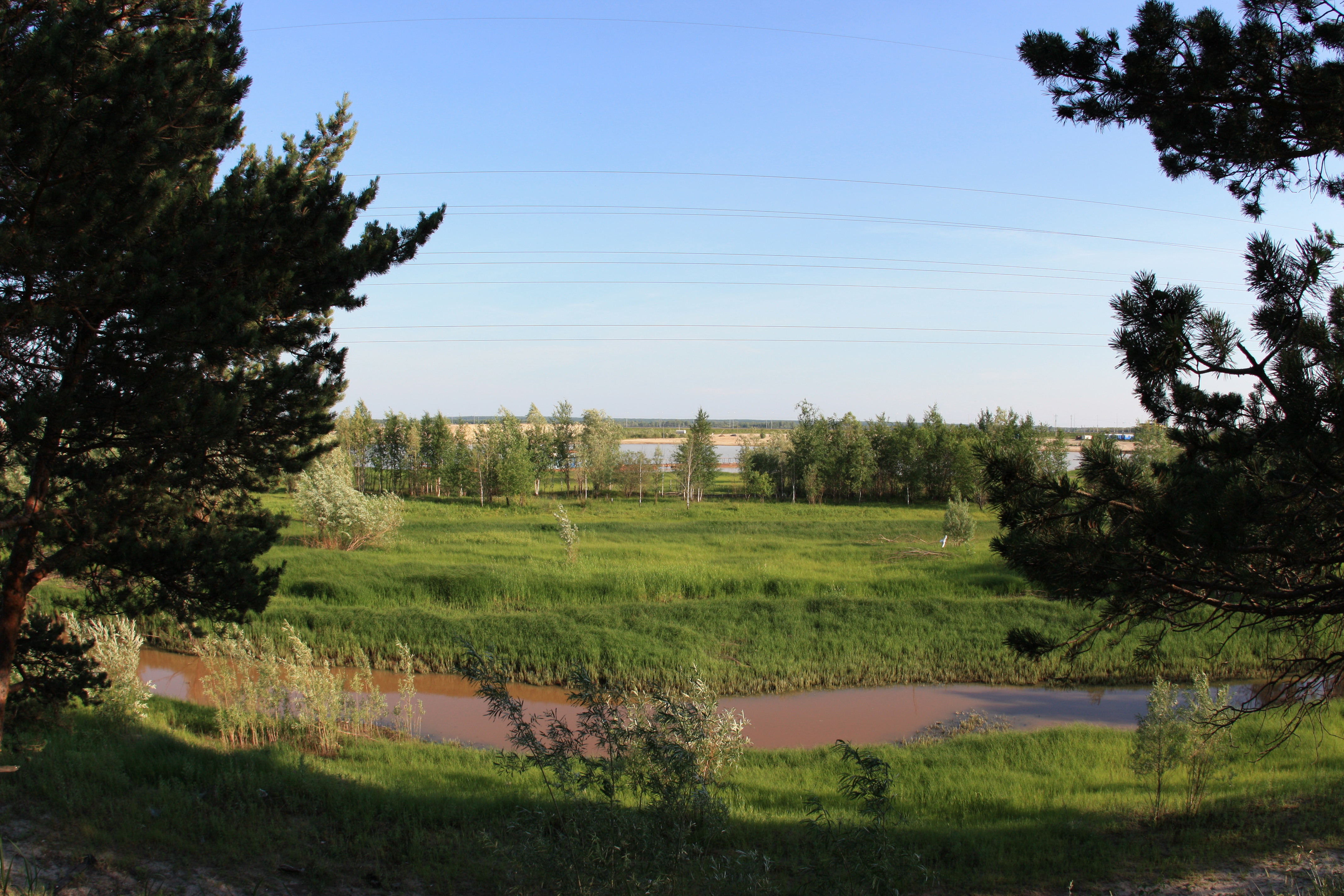
«Парк Геологов»
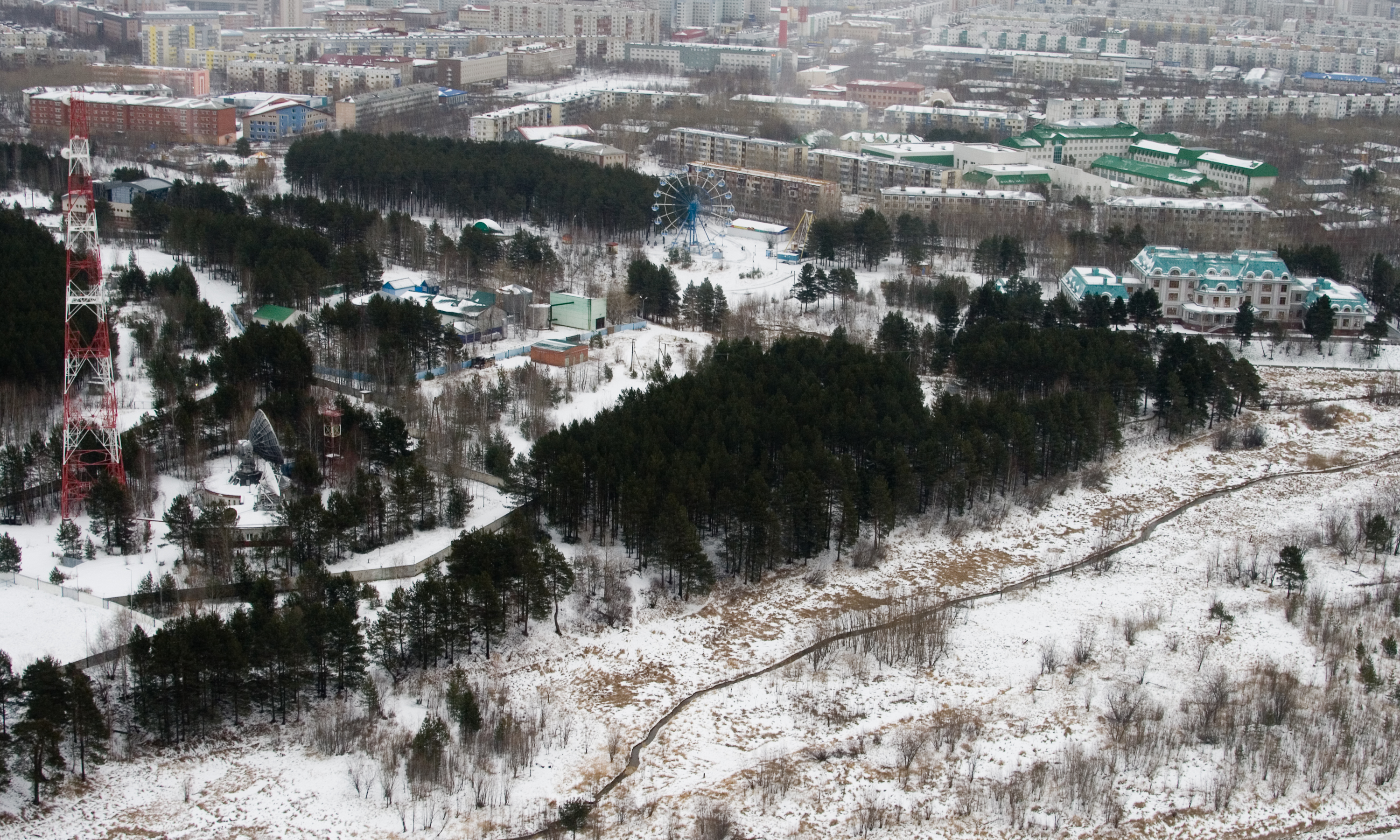
Парк культуры и отдыха

## Спорт
Спортивно-оздоровительные комплексы «Дружба», «Факел», «Нефтяник» известны далеко за пределами города, в них проводятся спортивные состязания высокого уровня. В 2006 году к ним добавился многофункциональный спортивный комплекс «Спарта». Начато строительство стадиона.
По итогам 2009 года город Сургут занимает 2 место по показателям социально-экономического развития муниципальных образований ХМАО-Югры по отрасли «Физическая культура и спорт» и 3 место по показателям эффективности использования объектов спорта среди муниципальных образований округа.

### Спортивные клубы
- Баскетбольный клуб — «Комплекс имени В. Будова»
- Баскетбольный клуб — «Университет-Югра»
- Волейбольный клуб — «Газпром-Югра»[116] участник чемпионата России с 1995 г. Четырёхкратный обладатель кубка Сибири.
- Мини-футбольный клуб — «Факел» играет в Высшей лиге, втором дивизионе в структуре российского мини-футбола.
- В Сургуте развиты военно-прикладные, и военно-спортивные виды спорта, и несменным лидером в этих направлениях является ВПК Росич на базе ау Сургутского политехнического колледжа

Проводится чемпионат города по футболу, в котором задействованы две лиги (высшая и первая), состоящие из 21 команды.

### Спортивные сооружения
В городе функционирует 369 спортивных сооружений, в том числе: 138 спортивных залов, включая спортивные залы предприятий и учреждений города; 16 плавательных; 94 плоскостных спортсооружения (12 полей, 3 ядра, 79 площадок); 7 лыжных баз; 21 сооружение для стрелковых видов спорта; 93 других спортсооружения. Из них:
- СК «Нефтяник» — тренажёрный зал, бассейн, настольный теннис, шейпинг, солярий, сауна;
- Центр экстремальных видов спорта;
- СК «Дружба» — спортивный комплекс Сургутского государственного университета. Тренажёрный зал, волейбольная площадка, зал для аэробики и шейпинга;
- КСК «Геолог» — один из крупнейших дворцов спорта в городе. Большой бассейн, тренажёрный зал, зал для игры в волейбол и баскетбол;
- Бассейн «Дельфин» — детский плавательный бассейн;
- Бассейн «Нептун»[117].
- СК «Олимпиец» — ледовая площадка, спортивный зал, тренажёрный зал. Здесь базируется СДЮСШОР «Нефтяник».
- Футбольный стадион — новый стадион был открыт летом 2010 года. Пока к эксплуатации готова первая очередь объекта — само футбольное поле и беговые дорожки. Трибуны способны принять до 3000 зрителей[118];
- Ледовый дворец — был открыт 29 ноября 2011 года, также там размещены аквапарк, хореографический зал и др. спортивно-досуговые объекты. Ледовая арена может принимать до 2000 зрителей.

## Религия
Сургут — многоконфессиональный город, где есть религиозные организации, относящиеся к христианству, исламу и буддизму. Христианство представлено православием (Русская православная церковь), протестантизмом (Баптизм, Адвентисты седьмого дня, Евангельские христиане, Пятидесятники), Католической Церковью, Армянской апостольской церковью. Ислам представляет Центральное духовное управление мусульман. Из неавраамических религий существует буддистская община.
Православие

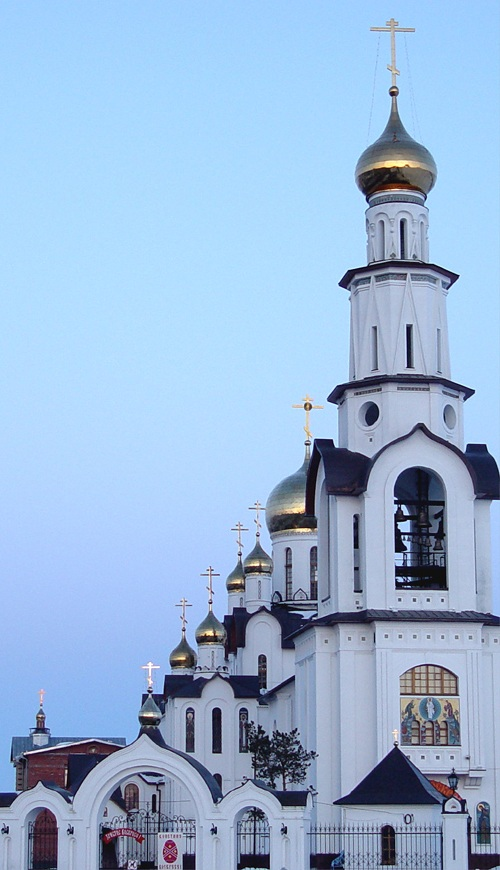
Собор Преображения Господня

В Сургуте находятся два кафедральных собора Ханты-Мансийской митрополии Русской православной церкви: собор Преображения Господня (построен в 2003, статус кафедрального собора с 2011) и Свято-Троицкий кафедральный собор (построен в 2023). Предстоятель митрополии носит титул «митрополит Ханты-Мансийский и Сургутский». Также в Сургуте находятся центры Сургутского городского и Сургутского районного благочиний митрополии. В городе есть женский монастырь в честь иконы Божией Матери «Умиление», приходские, больничные, кладбищенские храмы, молельные комнаты и часовня — всего 19 организаций. Работают воскресные школы, православная гимназия во имя Святителя Николая Чудотворца (с 1998 года), кафедра христианской теологии в Сургутском государственном университете при содействии Тобольской епархии (с 2003 года).
В XVI веке русские первопроходцы принесли на эту землю православие. Город относился к Тобольской епархии. В начале XX века в Сургуте был Троицкий каменный собор, построенный в 1781 году (вероятно, деревянный храм на месте этого собора существовал ещё с XVI века), кладбищенская деревянная церковь в честь Рождества Богородицы и часовня во имя святителя Николая. В 1930 году Троицкий собор был закрыт советской властью. Здание использовалось как склад, а затем было снесено. Кладбищенская церковь и часовня также не уцелели. Первое после советских гонений легальное религиозное общество верующих Русской православной церкви появилось в Сургуте 1987 году, приход во имя святителя Николая на Чёрном мысу. Первое богослужение было совершено на Рождество 7 января 1988 года. Город тогда относился к Омской епархии. В 1990 году город вошёл в состав возрождённой Тобольской епархии. В 1995 году на месте разрушенного Троицкого собора была возведена Троицкая часовня, вошедшая в состав мемориала воинской славы. В 2011 году из Тобольской епархии была выделена Ханты-Мансийская епархия, Сургут стал одним из её центров. В 2023 году был патриархом Кириллом был освящён Троицкий кафедральный собор, ставший самым большим храмом Югры, построенный в память о разрушенном Троицком соборе.

В 1930-е годы в Сургуте отбывали ссылку трое впоследствии причисленных Русской православной церковью к лику святых: священномученик Илия (Громогласов), новомученик Иоанн (Попов) и священномученик Онуфрий, архиепископ Курский и Обоянский.

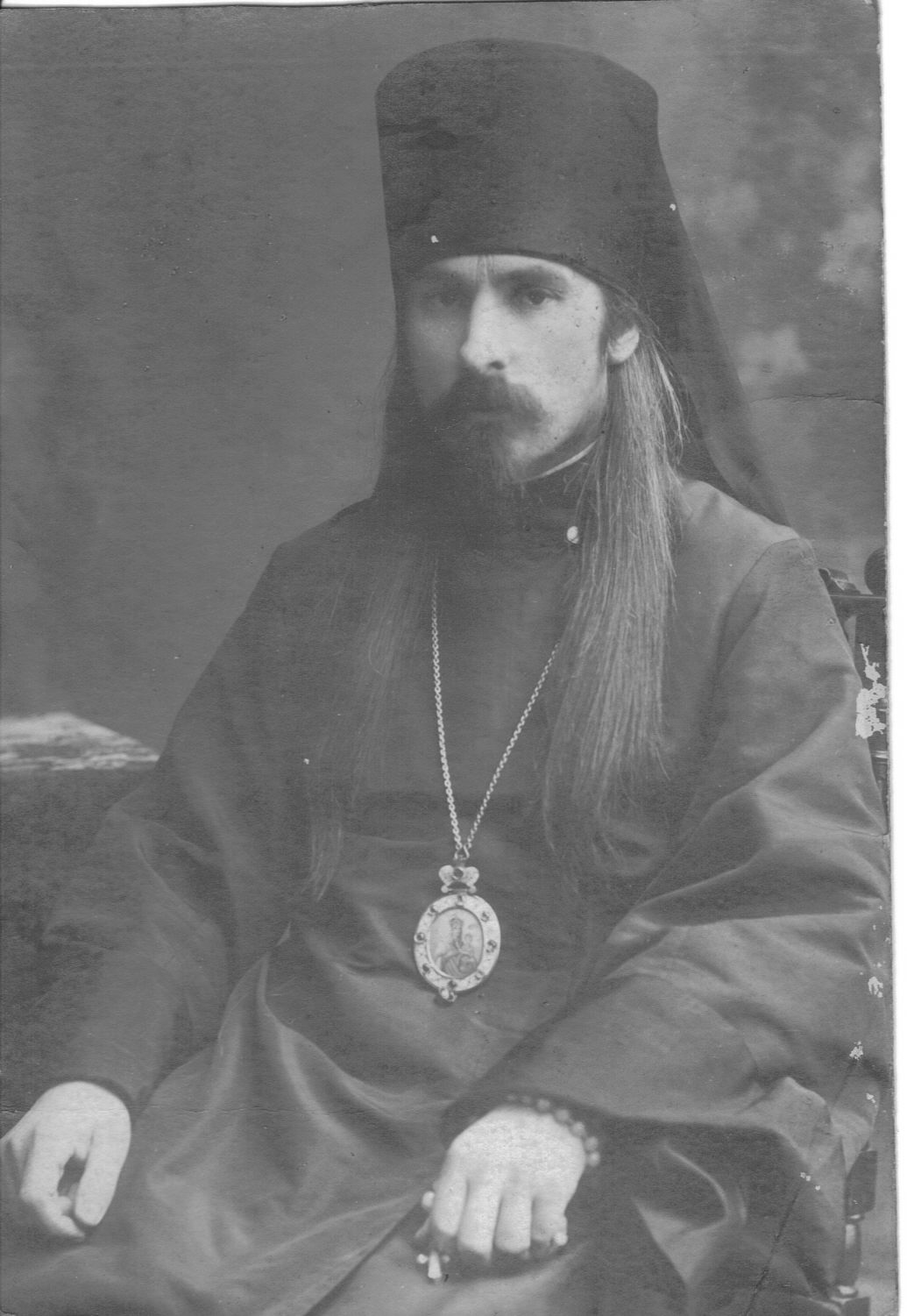
Архиепископ Онуфрий (Гагалюк)
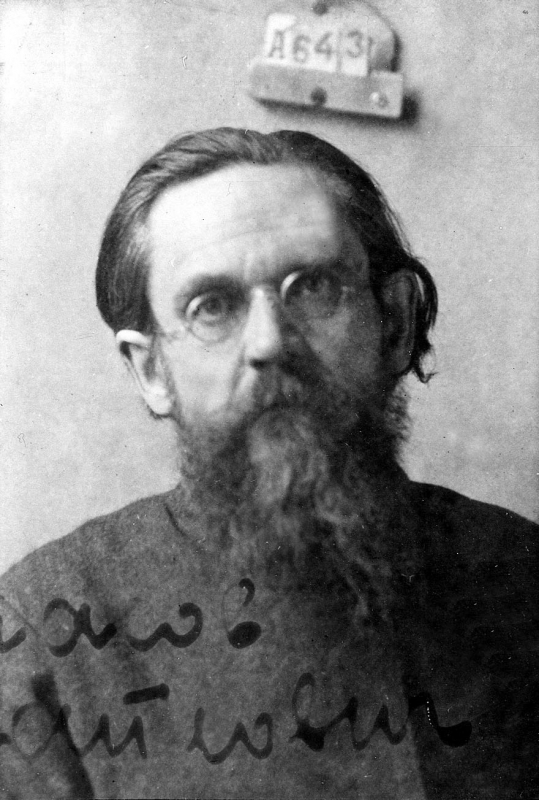
Протоиерей Илия Громогласов

Протестантизм

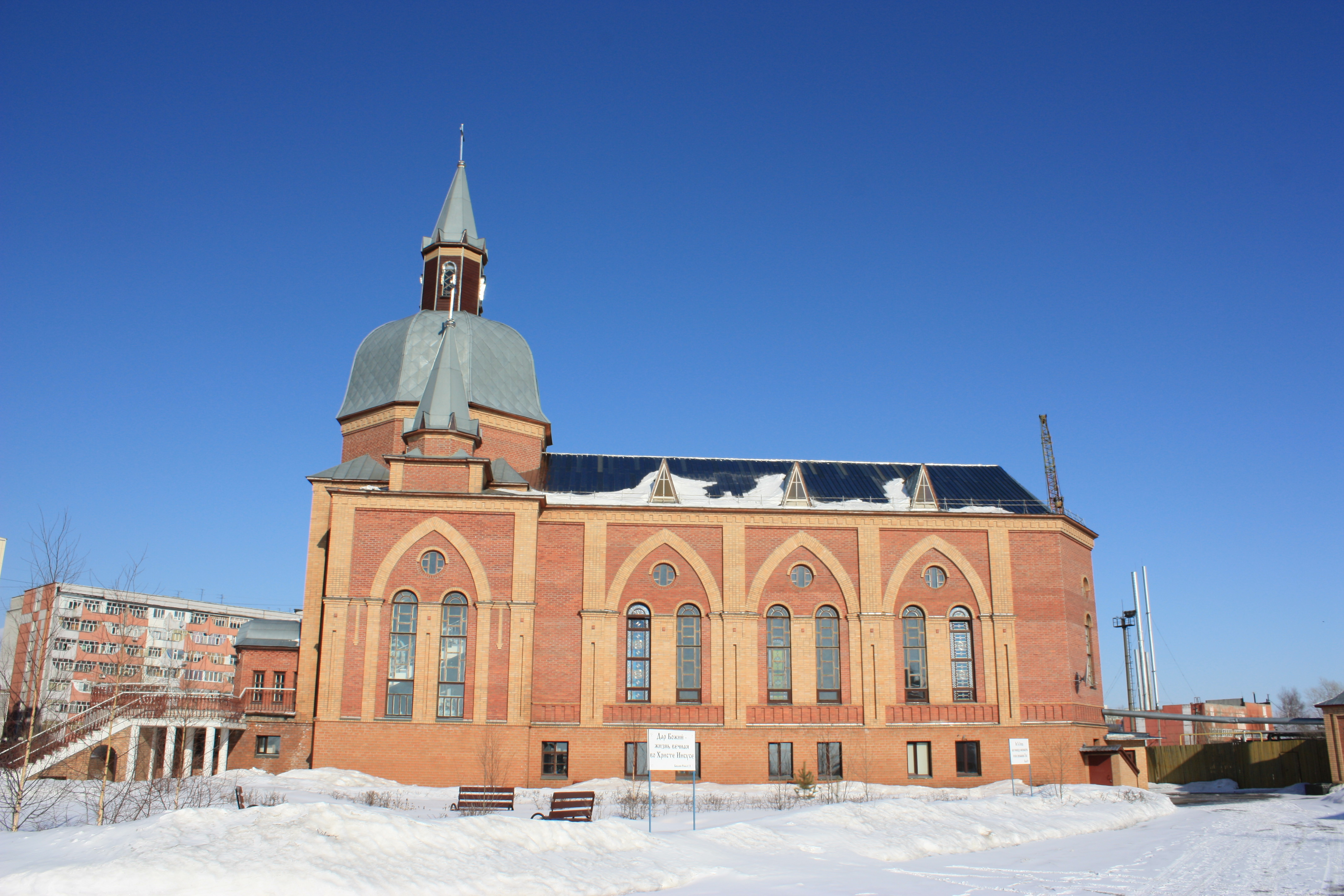
Церковь Христа Спасителя, баптистский дом молитвы

В Сургуте представлены такие протестантские деноминации как баптисты, адвентисты седьмого дня и пятидесятники.
В 1980-е годы в Сургуте была группа верующих христиан-баптистов, которые собирались на частной квартире. В 1990 году верующие начали миссионерскую деятельность, показывая в домах культуры Сургута фильм «Иисус». В том же 1990 году была зарегистрирована церковь Христа Спасителя евангельских христиан-баптистов в Сургуте. В 1997 году завершено строительство дома молитвы на Набережном проспекте. Церковь ведёт активное миссионерское и общественное служение.
В 1994 году была открыта Сургутская церковь христиан веры евангельской (пятидесятников).
Католицизм

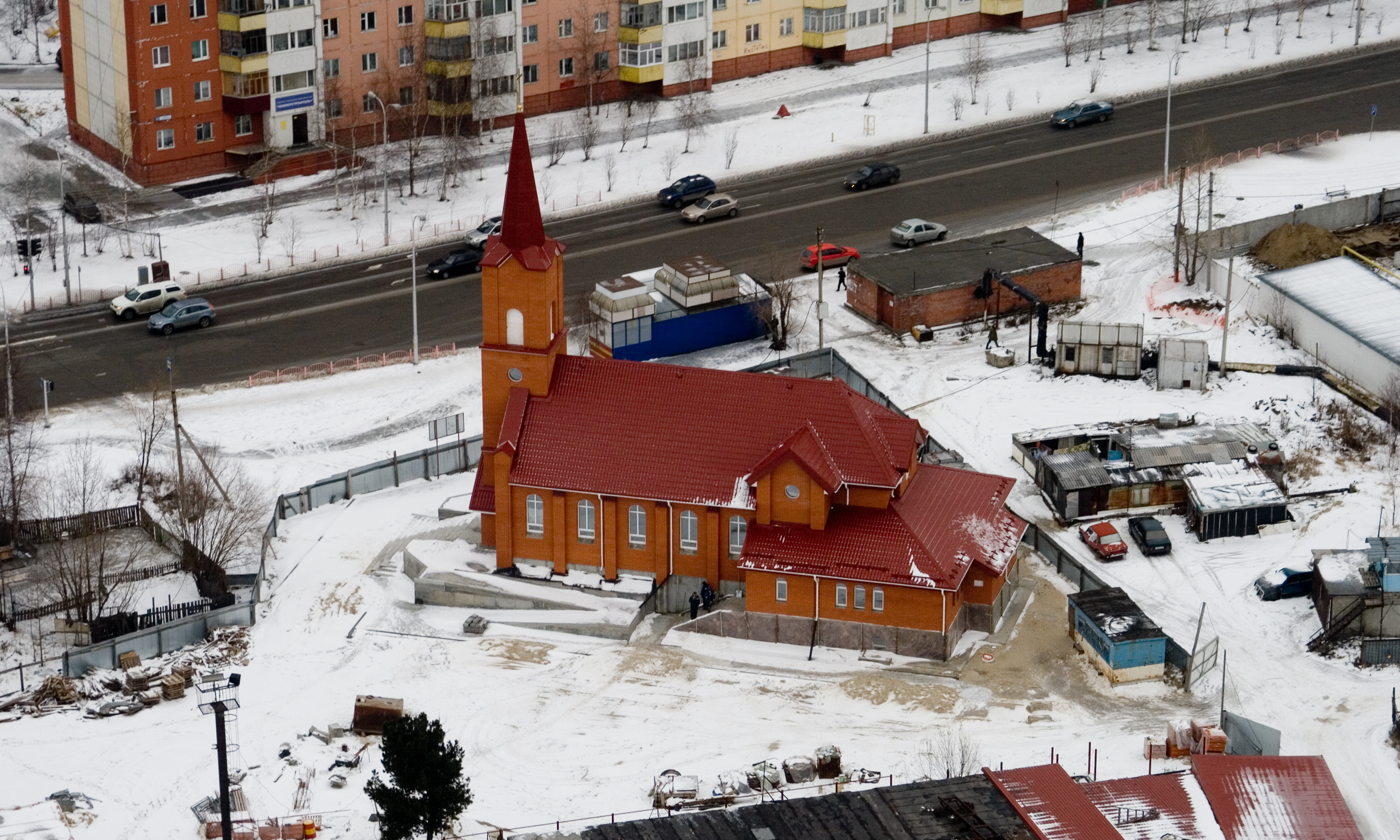
Костёл святого Иосифа Труженика

В начале 2000-х в Сургуте возникла католическая община, относящаяся к Преображенской епархии Римско-католической церкви. Сургутский приход стал первым на обском севере. В 2013 году было завершено строительство костёла во имя святого Иосифа Труженика. Мессы совершаются по римско-католическому и греко-католическому обрядам. Проводятся органные концерты. В 2020 году было начато строительство приходского дома при костёле, посвящённого святому папе Иоанну Павлу II.
Армянская апостольская церковь
В 2011 году в была зарегистрирована сургутская община Армянской апостольской церкви по благословению архиепископа Ерзаса, главы Российской и Ново-Нахичеванской епархии. В 2016 году недалеко от посёлка Таёжный был установлен хачкар в память о жертвах геноцида армян, и началось строительство храма «Святой Григорий Просветитель» по проекту армянского архитектора Артака Гуляна. Храм станет первым армянским храмом на обском севере. Кроме храма, на территории появится армянский культурный центр.
Ислам

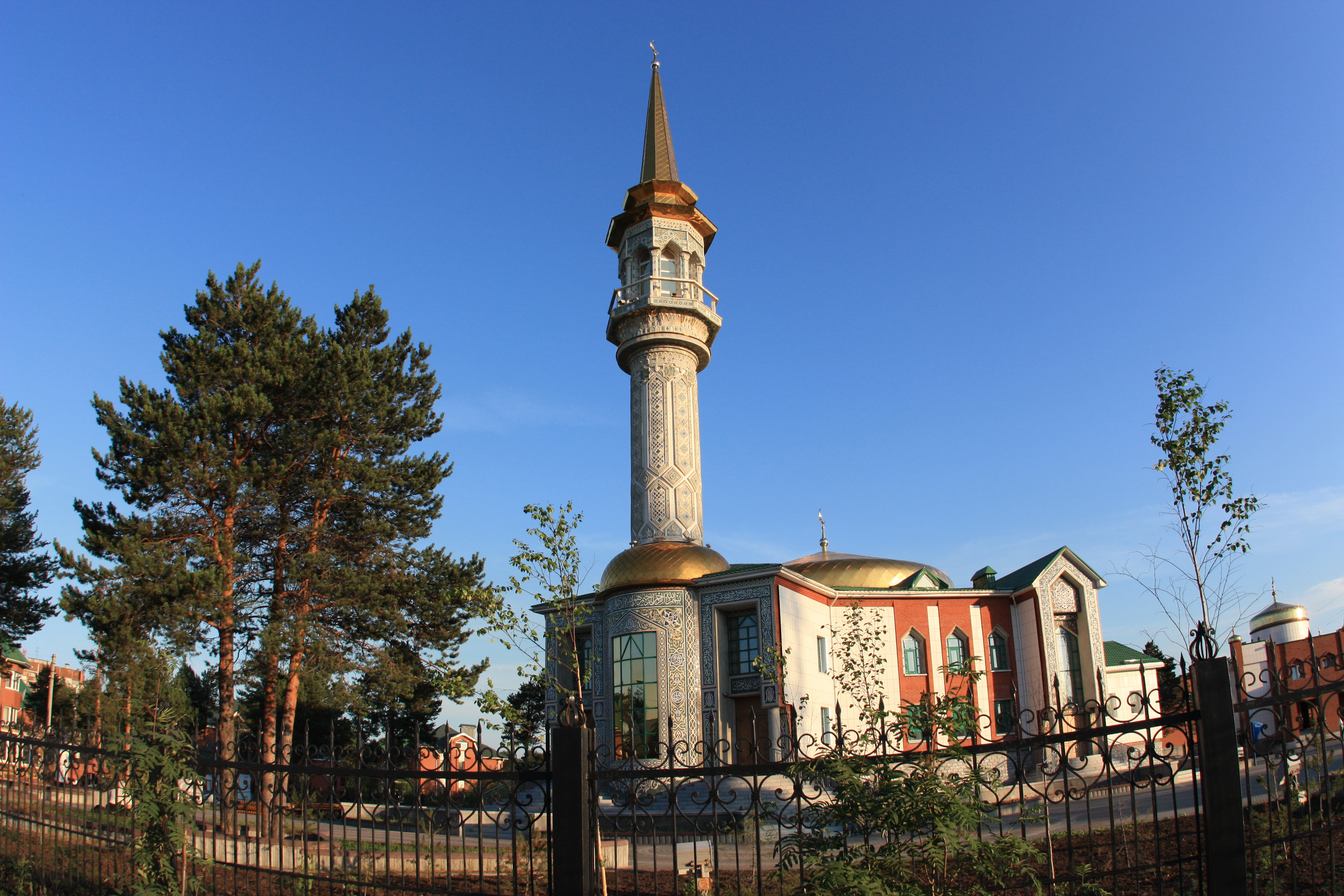
Соборная мечеть

Сургутская соборная мечеть относится к Центральному духовному управлению мусульман России. По оценке муфтия ХМАО—Югры, в 2015 году в Сургуте было около 50—60 тыс. мусульман, из них регулярно пятничный намаз посещало 1500—2000 человек, а на большие праздники, такие как Курбан-байрам и Ураза-байрам, число доходило до 10 тыс..
В 1993 году в Сургуте образовалась мусульманская община. В 1995 году на проспекте Набережном было построено здание медресе, где верующие могли собираться на молитву, и начато строительство соборной мечети. В 2008 году было открыто здание мечети с одним минаретом, куполом и мозаичными стенами. В 2014 году сургутской мусульманской общине была передана земля для строительства второй мечети в районе Чёрный мыс.
Буддизм
В Сургуте действует отделение буддистской общины. В 2014 году на Югорской улице была установлена статуя бодхисаттвы Зелёной Тары, привезённая с Тибета, и молитвенные барабаны. Планируется строительство буддийского дацана.
Традиционные верования
В 7 км к западу от Сургута, в урочище Барсова гора, располагается святилище Лук Эвэтики, имеющее высокий сакральный статус в иерархии священных мест Сургутского Приобья.

## Средства массовой информации

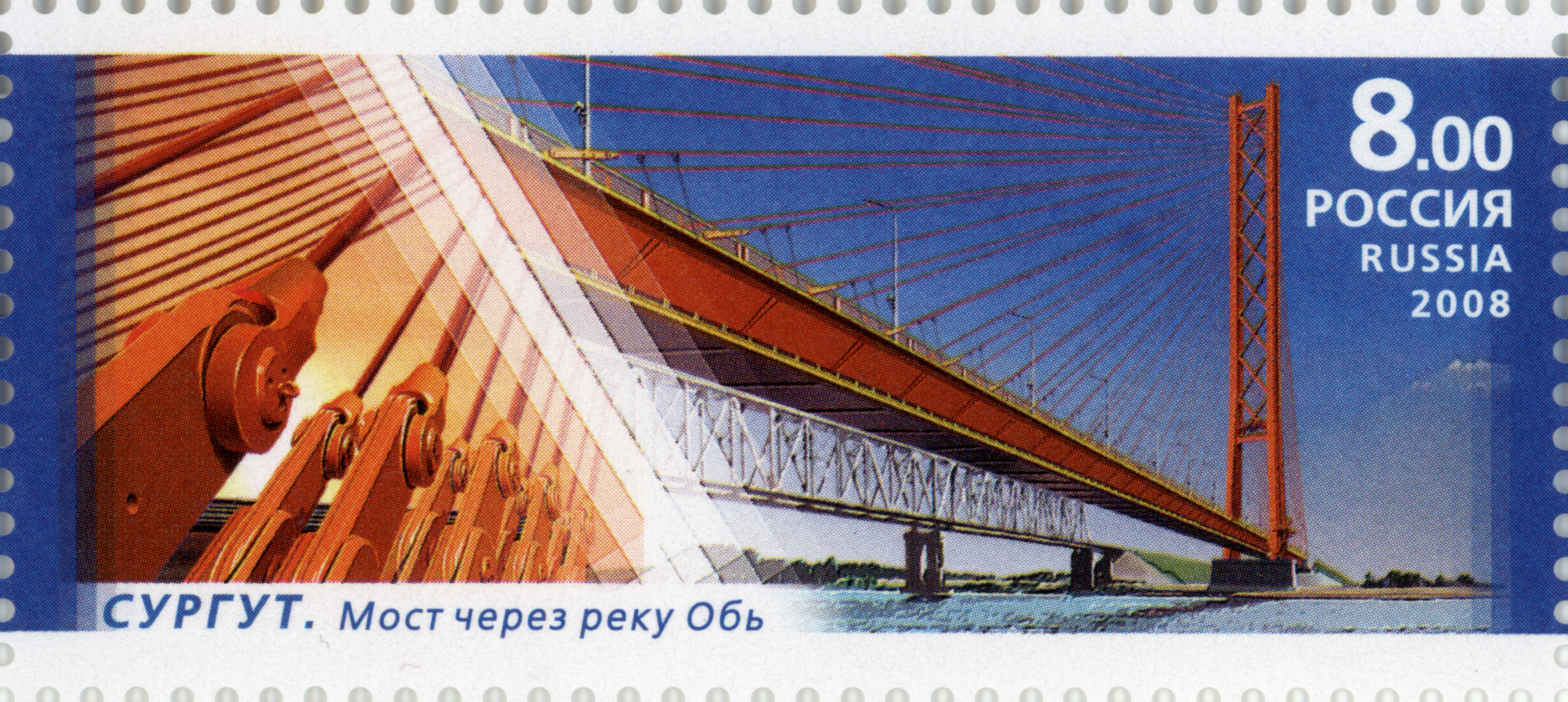
Сургутский мост через реку Обь на почтовой марке России

В Сургуте имеется несколько своих каналов: Телеканал С1, Телеканал 86, принадлежащие АО «СургутИнформ-ТВ», Сургут 24, принадлежащий АО «СургутИнтерНовости». Есть доступ к цифровому телевидению.

### Телевидение
В Сургут телевидение пришло в 1967 году, благодаря введению в строй телевизионной станции «Орбита», которая прошла несколько реконструкций и до сих пор функционирует.
Цифровое вещание
Первый мультиплекс цифрового телевидения России (пакет цифровых телеканалов «РТРС-1»)
| Позиция | Название     | Владелец                                                                        |
| ------- | ------------ | ------------------------------------------------------------------------------- |
| 1       | Первый канал | АО «Первый канал»                                                               |
| 2       | Россия 1     | Всероссийская государственная телевизионная и радиовещательная компания (ВГТРК) |
| 3       | Матч ТВ      | Газпром-Медиа Холдинг                                                           |
| 4       | НТВ          | Газпром-Медиа Холдинг и АО «Телекомпания „НТВ“»                                 |
| 5       | Пятый канал  | Национальная Медиа Группа                                                       |
| 6       | Россия К     | Всероссийская государственная телевизионная и радиовещательная компания (ВГТРК) |
| 7       | Россия 24    | Всероссийская государственная телевизионная и радиовещательная компания (ВГТРК) |
| 8       | Карусель     | АО «Карусель» (ВГТРК и АО «Первый канал. Всемирная сеть»)                       |
| 9       | ОТР          | АНО «Общественное телевидение России»                                           |
| 10      | ТВ Центр     | АО «Телекомпания „ТВ Центр“»                                                    |

Второй мультиплекс цифрового телевидения России (пакет цифровых телеканалов «РТРС-2»)
| Позиция | Название                             | Владелец                                                                             |
| ------- | ------------------------------------ | ------------------------------------------------------------------------------------ |
| 11      | РЕН ТВ                               | Национальная Медиа Группа                                                            |
| 12      | Спас                                 | Финансовое хозяйственное управление Русской Православной Церкви и ООО «СПАС — Медиа» |
| 13      | СТС                                  | «ЮТВ Холдинг», «СТС Медиа»                                                           |
| 14      | Домашний                             | «ЮТВ Холдинг», «СТС Медиа»                                                           |
| 15      | ТВ-3                                 | Газпром-Медиа Холдинг                                                                |
| 16      | Пятница!                             | Газпром-Медиа Холдинг                                                                |
| 17      | Звезда                               | ОАО «ТРК ВС РФ „Звезда“»                                                             |
| 18      | Мир                                  | ЗАО «Межгосударственная телерадиокомпания „Мир“»                                     |
| 19      | ТНТ                                  | Газпром-Медиа Холдинг                                                                |
| 20      | Муз-ТВ                               | «ЮТВ Холдинг», «СТС Медиа»                                                           |
| 21      | Югра (в кабельном вещании ХМАО-Югры) | Окружная телерадиокомпания «Югра»                                                    |
| 22      | С1 (в кабельном вещании ХМАО-Югры)   | АО «СургутИнформ-ТВ»                                                                 |

| Позиция | Название     | Владелец                                                                       |
| ------- | ------------ | ------------------------------------------------------------------------------ |
| 1       | Вести FM     | ФГУП «Всероссийская государственная телевизионная и радиовещательная компания» |
| 2       | Радио Маяк   | Филиал ФГУП ВГТРК «Государственная радиовещательная компания „Маяк“»           |
| 3       | Радио России | Филиал ФГУП ВГТРК «Государственная радиовещательная компания „Радио России“»   |

### Печатные СМИ
Газеты «Новый город», «Сургутская трибуна», «Сургутские ведомости», «Нефть Приобья», «Вестник», «В центре событий» и другие.
Среди общероссийских изданий свои филиалы имеют газеты «Аргументы и факты» и «Московский комсомолец», Shopping Guide «Я Покупаю. Сургут», телегид «Телесемь», журнал «Выбирай», журнал «SHOP&GO», журнал «Интерьер».
(см. полный перечень в статье Средства массовой информации Сургута).

### Радио
Вещание в FM диапазоне ведут 23 местные радиостанции и 2 планируемое.
| Список радио и частот       | Список радио и частот |
| --------------------------- | --------------------- |
| Love Radio                  | 87,5 FM               |
| Радио ХИТ FM                | 88,2 FM               |
| Новое Радио                 | 88,6 FM               |
| Радио Ваня                  | 89,0 FM               |
| Радио Русский Хит           | 89,5 FM               |
| Радио России / ГТРК Югория  | 89,9 FM               |
| Дорожное радио              | 90,3 FM               |
| Наше Радио                  | 90,7 FM               |
| Радио Monte-Carlo           | 91,1 FM               |
| Радио Дача                  | 91,6 FM               |
| (ПЛАН) Радио Вера           | 92,1 FM               |
| (ПЛАН) Радио Калина Красная | 99,3 FM               |
| Детское радио               | 99,7 FM               |
| Вести FM                    | 100,7 FM              |
| Русское Радио               | 101,3 FM              |
| Радио 7 на семи холмах      | 101,9 FM              |
| Ретро FM                    | 102,5 FM              |
| Авторадио                   | 103,3 FM              |
| Радио Шансон                | 104,2 FM              |
| DFM                         | 104,6 FM              |
| Радио Югра                  | 105,0 FM              |
| Европа Плюс                 | 105,9 FM              |
| Радио Рекорд                | 106,4 FM              |
| Радио Маяк                  | 107,0 FM              |
| Радио ENERGY                | 107,9 FM              |

## Рейтинги
Город занимает 3-е место в рейтинге городов, вносящих наибольший вклад в ВВП России, уступая лишь Москве и Санкт-Петербургу. В 2019 году занял 3-е место (наравне с Нижневартовском) в списке богатейших городов России, опережая Санкт-Петербург. В 2021 году Сургут занял 10-е место в рейтинге самых быстрорастущих городов Европы (ООН, издание Visual Capitalist) — по оценкам специалистов, население Сургута с 2020 по 2025 годы будет увеличиваться на 1,17 % в год. Входит в тройку городов с самым большим количеством автомобилей на 1000 жителей (≈ 380 автомобилей), занимает 4-е место по процентному содержанию импортных автомобилей (86 %). Также занимает 4-е место в рейтинге городов России с самой дорогой недвижимостью и (в 2019 году) 4-е место в рейтинге городов с самыми высокими (по покупательной способности) заработными платами в стране, уступая лишь Москве, Южно-Сахалинску и Салехарду.
В декабре 2019 года Сургут занял второе место среди 100 лучших городов России по данным Института территориального планирования «Урбаника». В феврале 2021 года, город вновь занял 2-е место в рейтинге городов России по комфортности и доступности жизни, опередив Тюмень, Санкт-Петербург и Москву. Также, Сургут попал в ТОП-10 городов для одиночного отдыха (сервис TVIL, 2021). В рейтинге качества городской среды (Минстрой РФ, 2021) Сургут занял 2-е место среди крупных городов России. А в рейтинге по уровню развития государственно-частного партнёрства (2020), город занял 3-е место по стране (уступив лишь Москве и Санкт-Петербургу). В 2021 году, в рейтинге корпорации ВЭБ.РФ, Сургут занял 2 место в УрФО по качеству жизни, уступив лишь Ханты-Мансийску.
12 июня ежегодно отмечается день города.
В 2022 году Минстрой опубликовал обновленный рейтинг нового индекса цифровизации городского хозяйства. Сургут вошёл в тройку лучших городов с населением от 250 тысяч до миллиона человек

## Фотогалерея

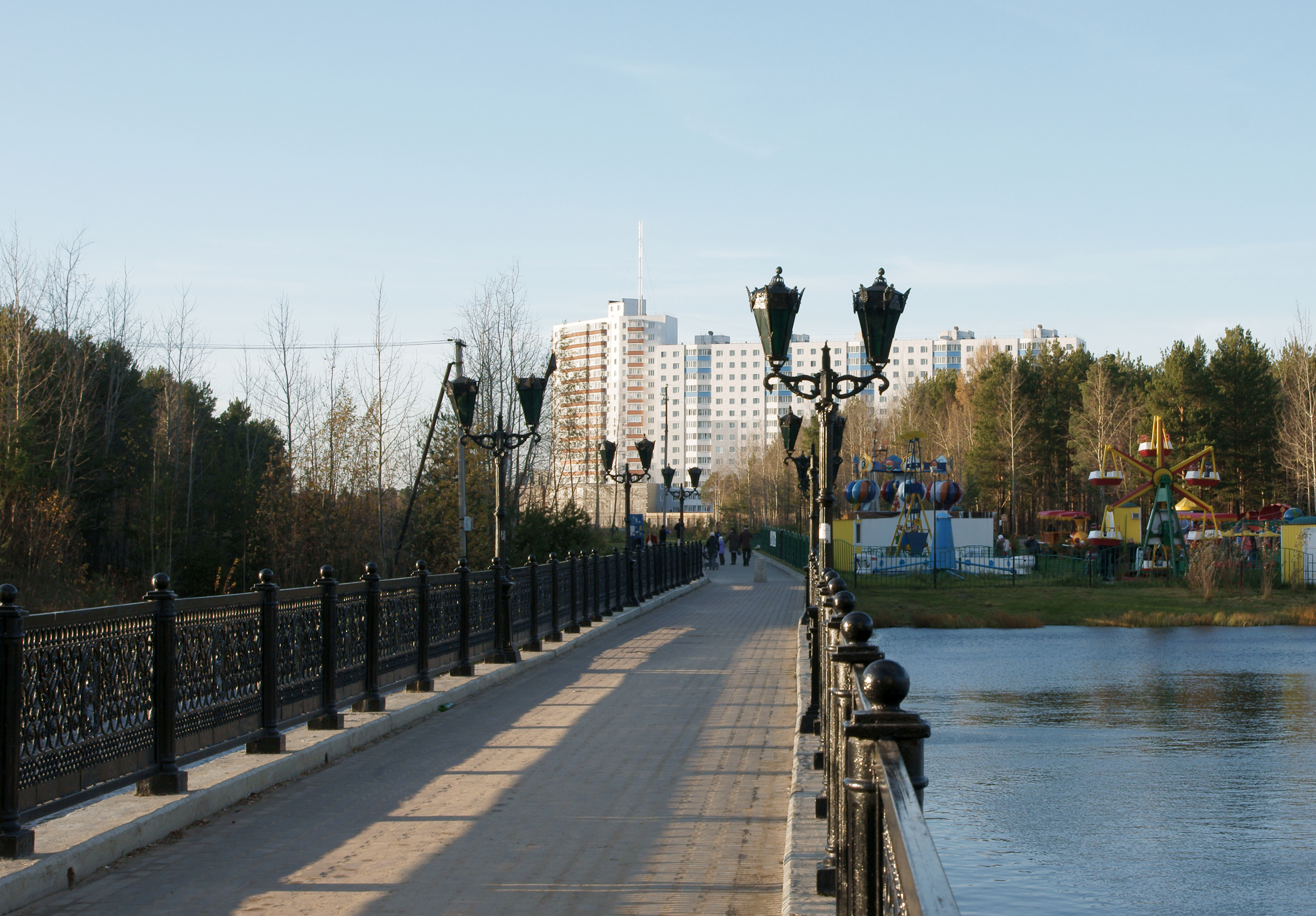
Парк у реки Саймы
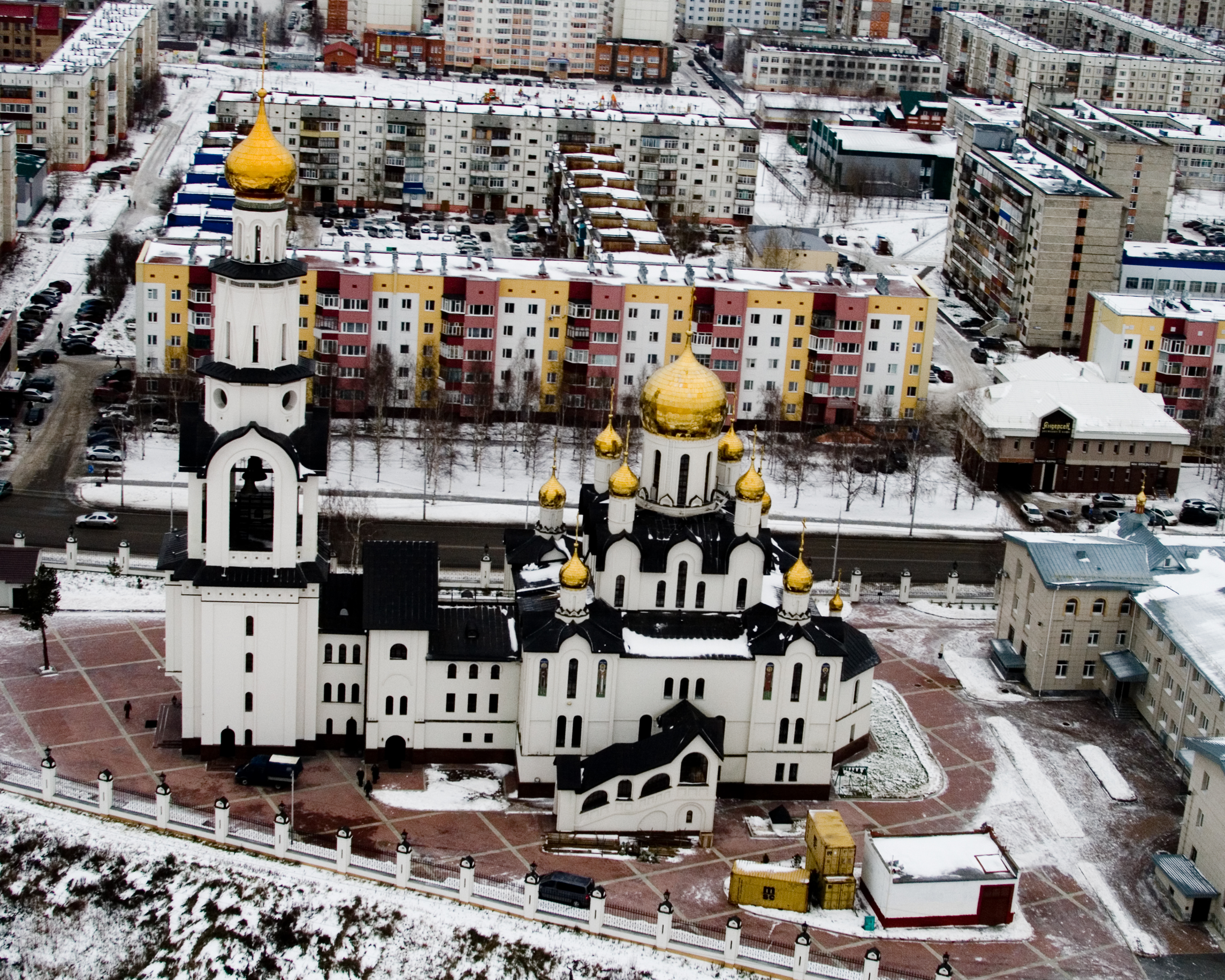
Храм Преображения Господня
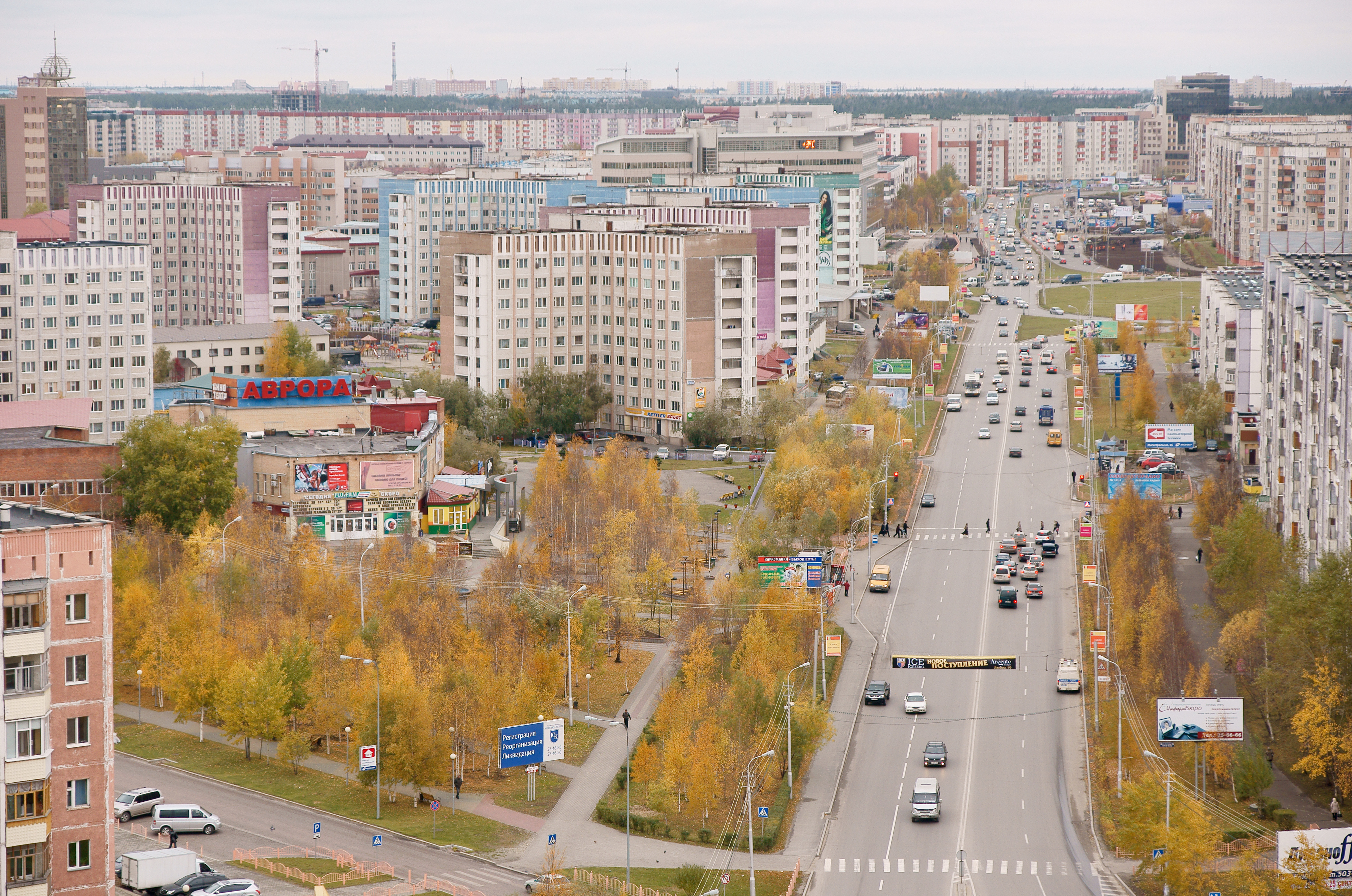
Сургут в конце сентября
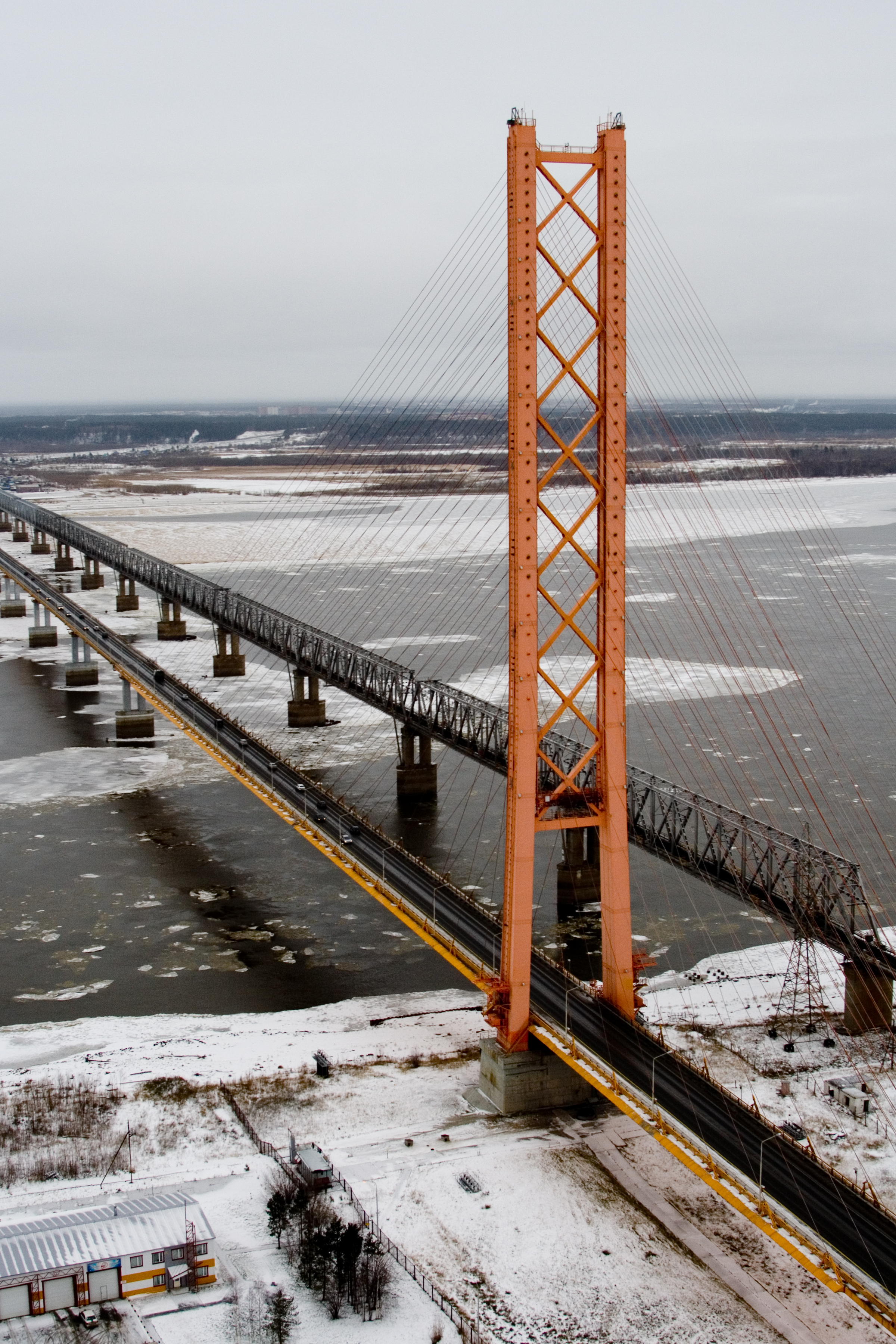
Югорский мост через Обь
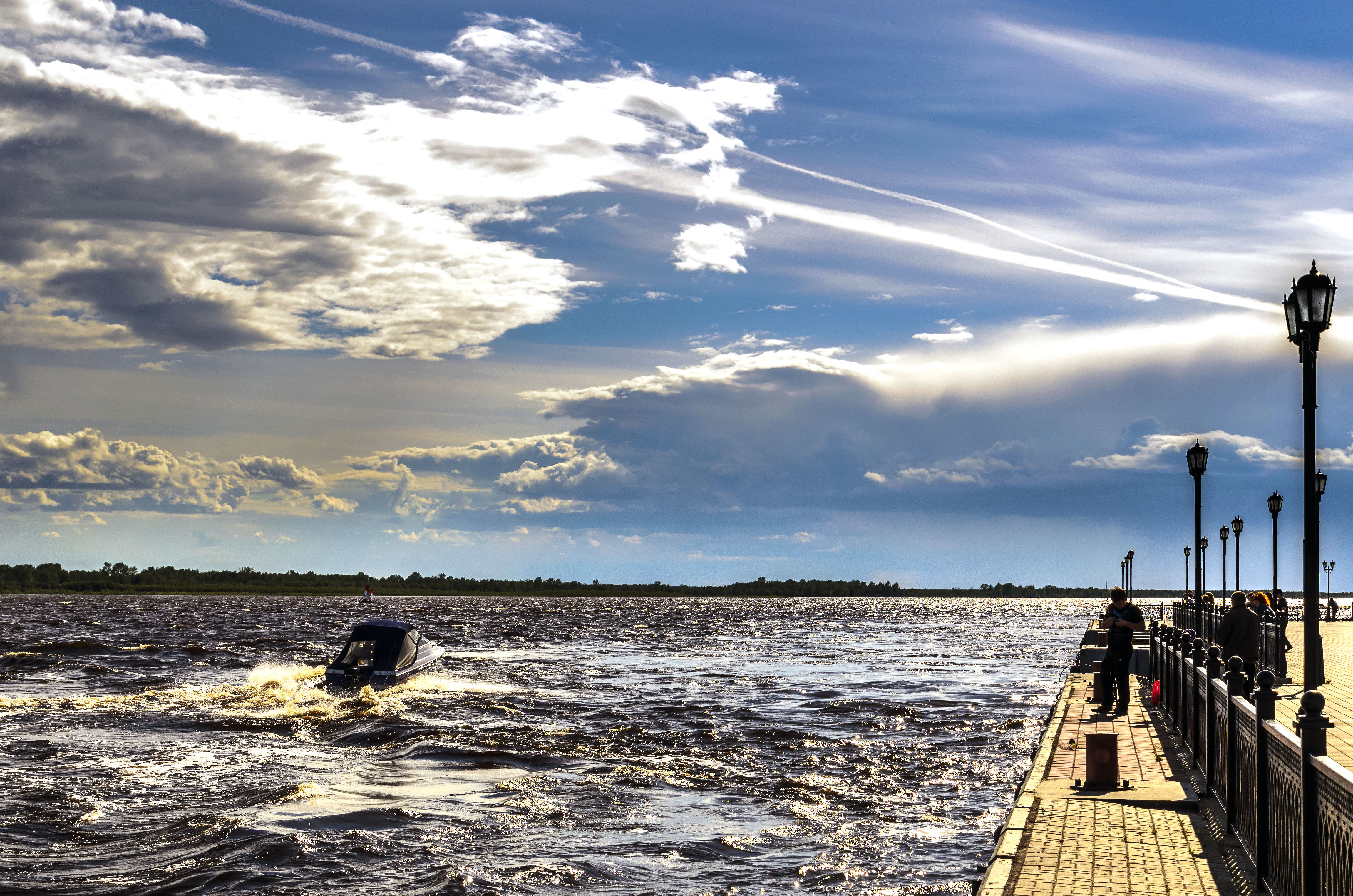
Набережная Сургута
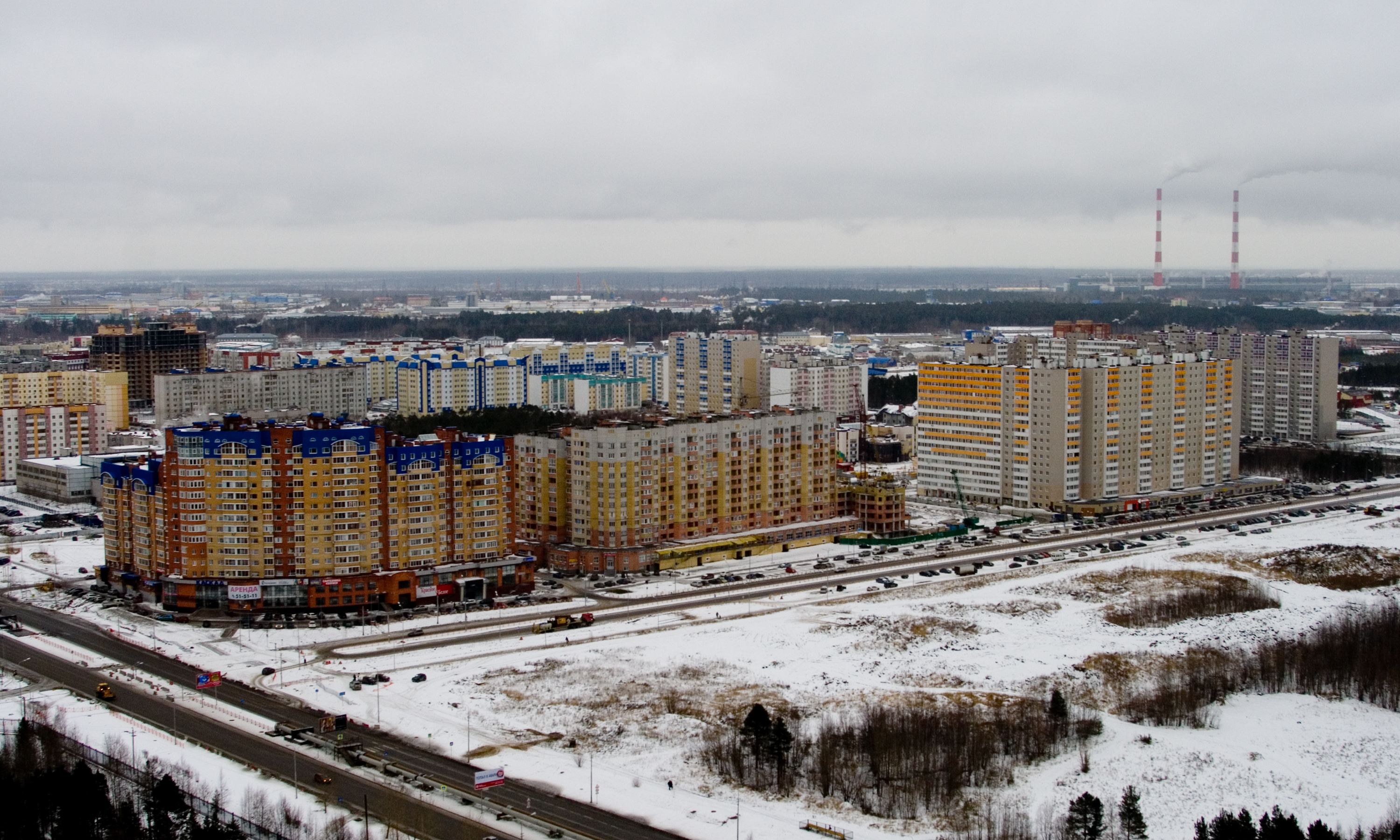
Панорама 32-го микрорайона
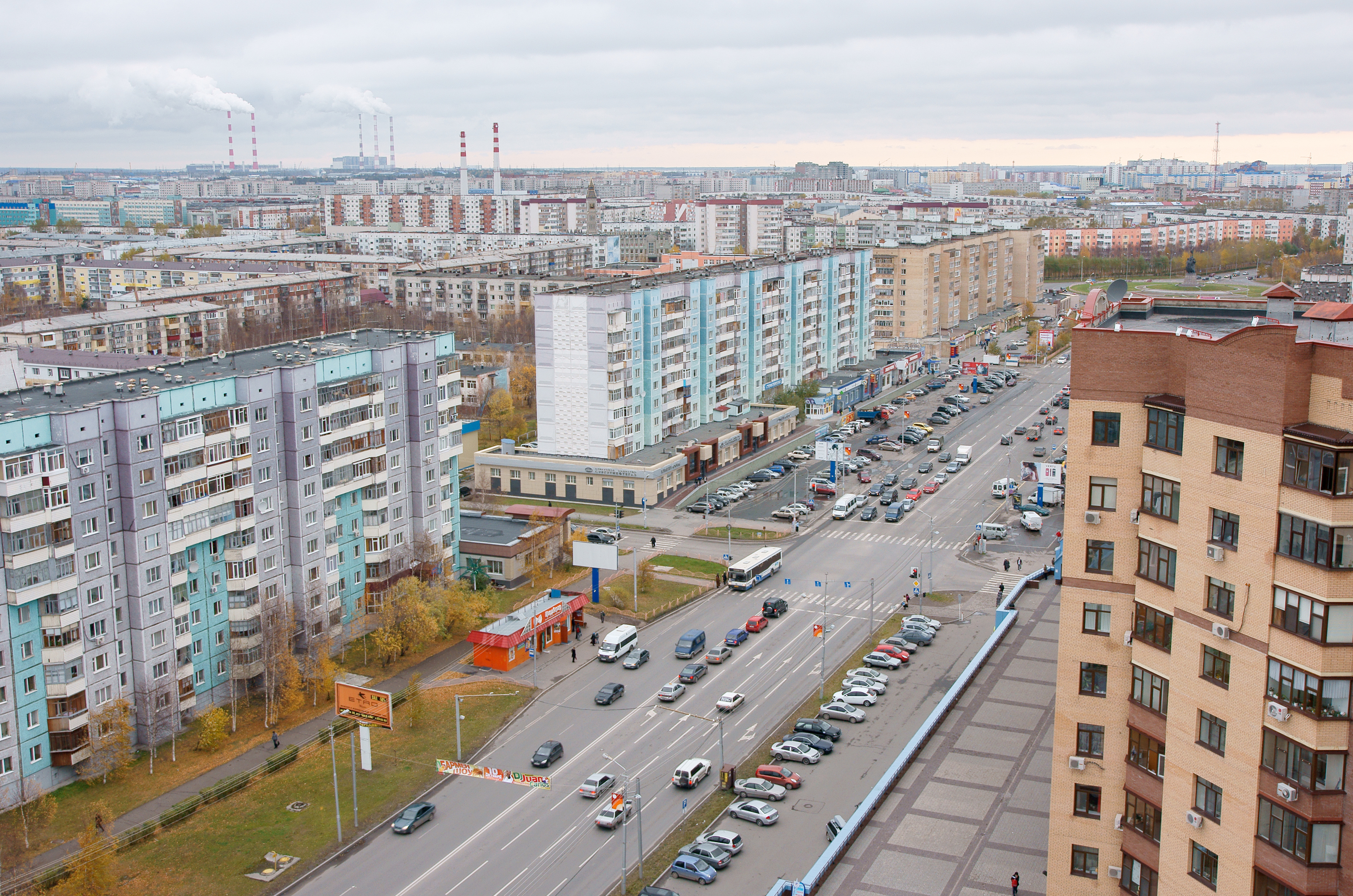
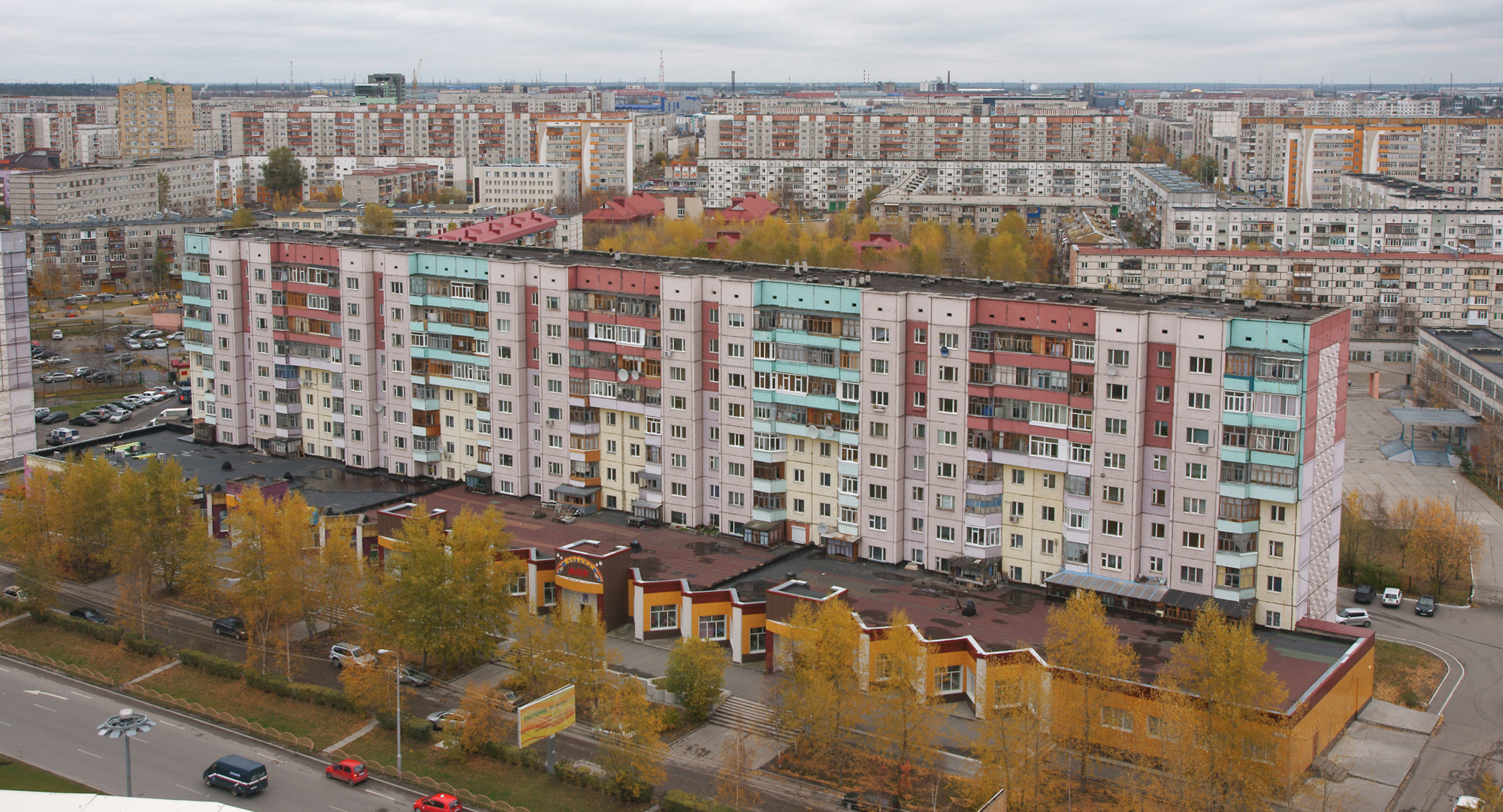
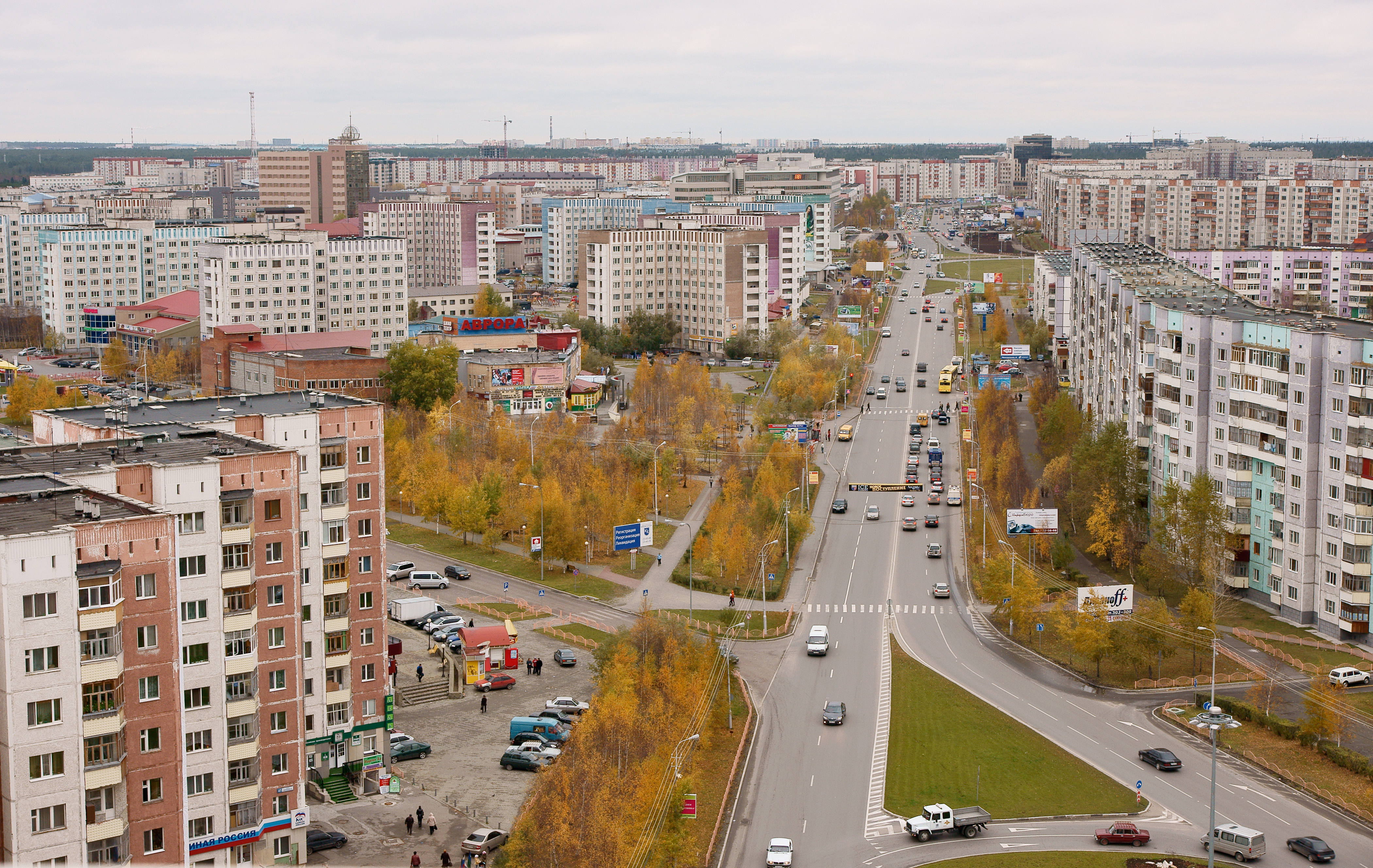
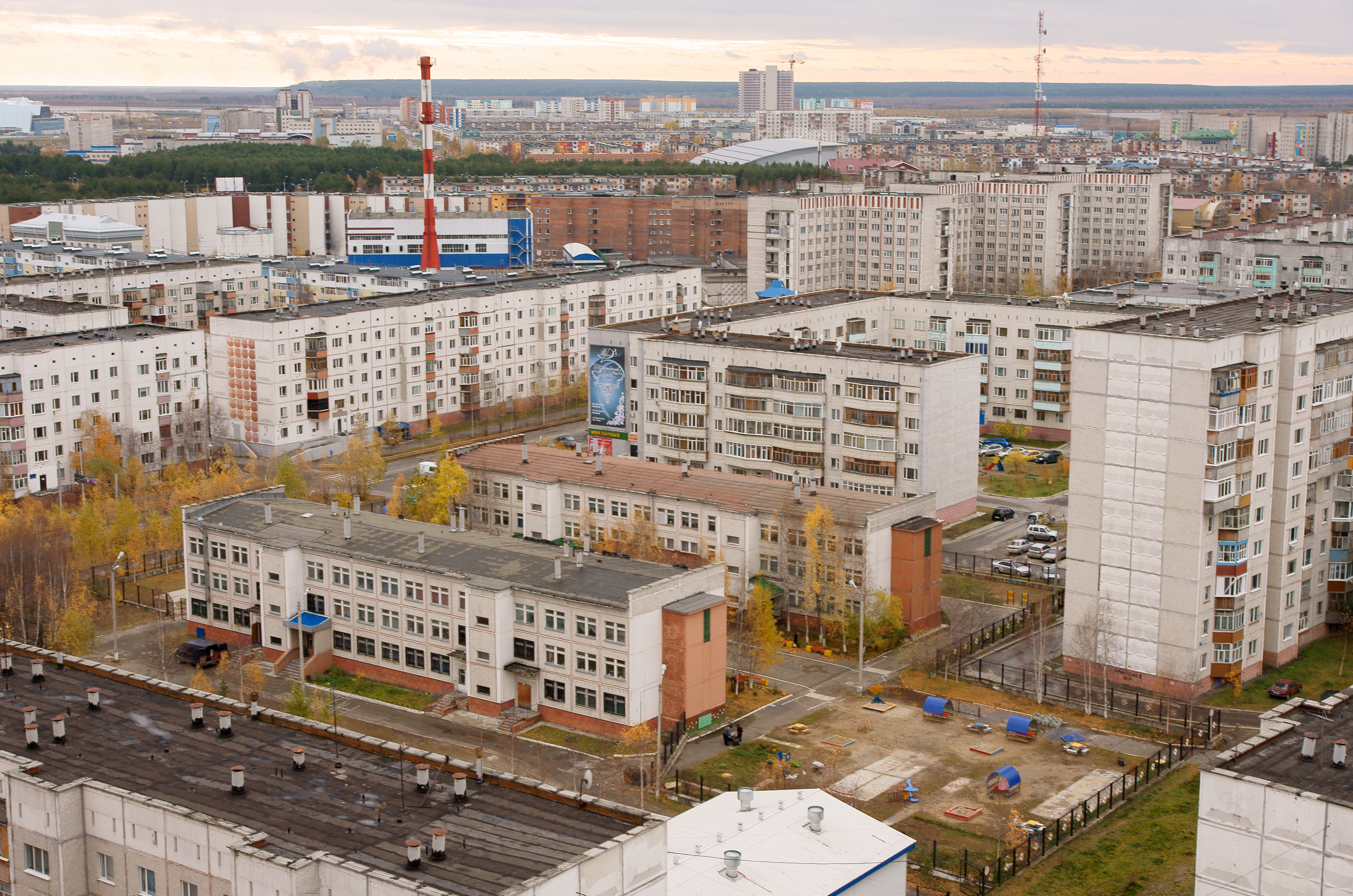
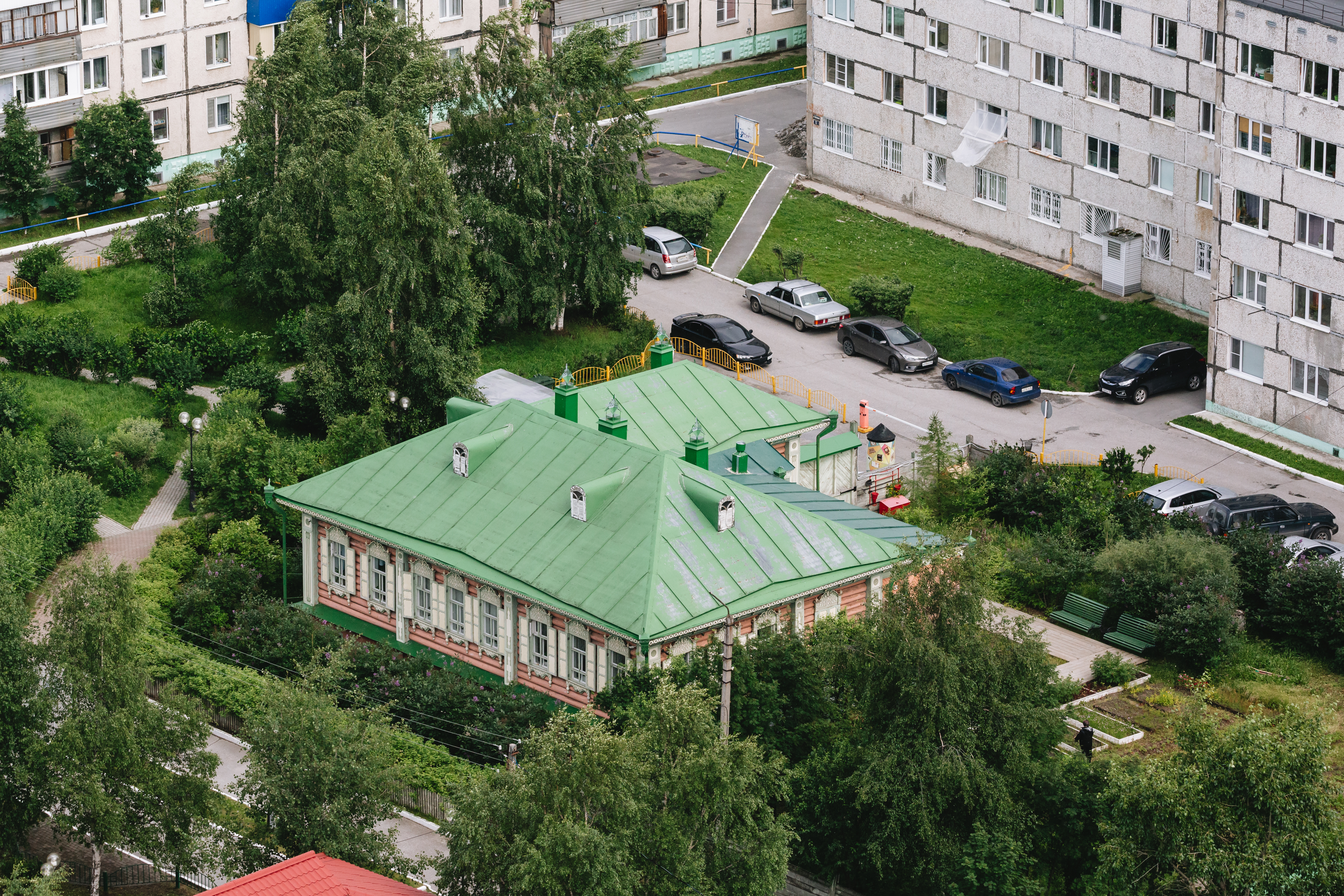
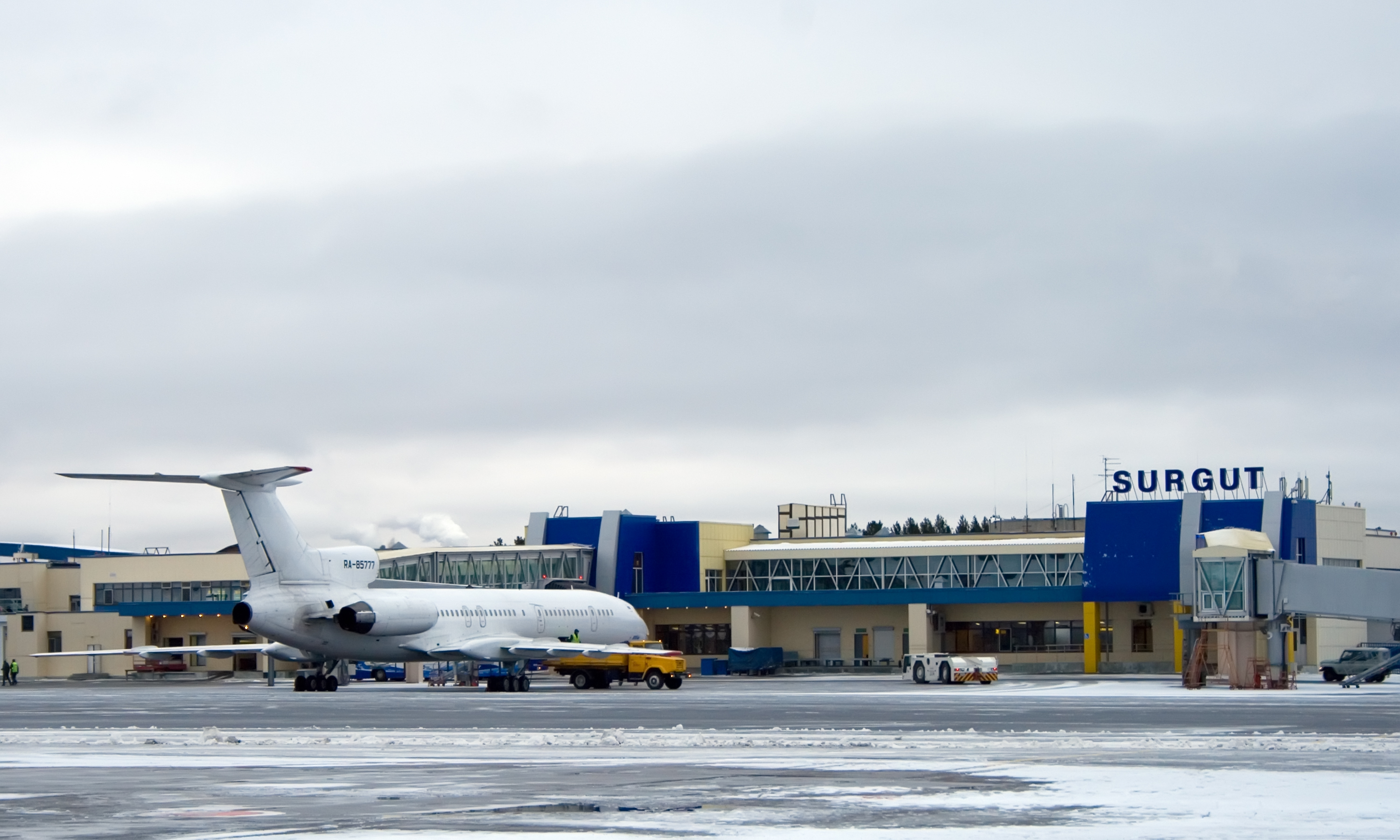
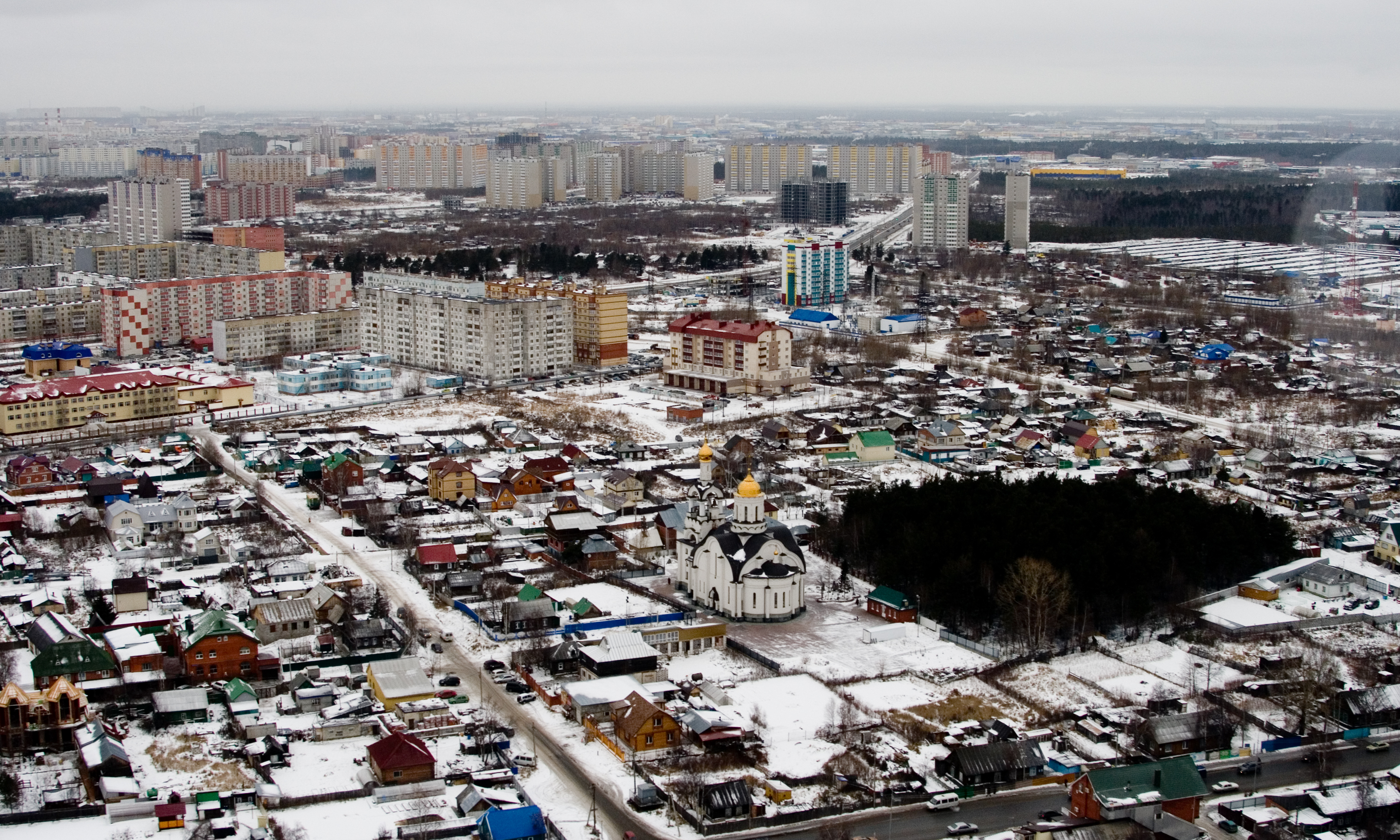